# 臺灣
臺灣（俗字寫作台灣），西方國家亦稱福爾摩沙（葡萄牙語：Formosa），是位於東亞、太平洋西北側的島嶼，地處琉球群島與菲律賓群島之間，西隔臺灣海峽與中国大陆相望，海峽距離約130公里，周圍海域從3點鐘方向以順時鐘排序分別為太平洋（菲律賓海）、巴士海峽、南海、臺灣海峽、東海。
臺灣面積約3.6萬平方公里，在當前全球各島嶼面積排名中位居第38（或39），為板塊碰撞隆起形成的大陸島，是東亞島弧之一部分（由菲律賓板塊潛入歐亞板塊形成），全島被北回歸線貫穿，氣候炎熱夏季偏長，介於熱帶與亞熱帶地帶之間，北回歸線以北為副熱帶季風氣候、以南為熱帶季風氣候，下雨量約近世界平均值之3倍。島上地勢崎嶇不平，少數平原主要集中於西部沿海外，剩下約七成面積之地形為山地與丘陵，由於地殼變動，海拔變化大，最高點可達3952公尺，以上因素使得人類難以開發台灣，但也讓山區自然景觀與生態系資源豐富多元。
人口約2300萬人，超過七成集中於西部的五大都會區，其中以行政中心臺北為核心的臺北都會區最大，約700萬人。族群構成以漢族、原住民族為主：原住民族由多個屬於南島民族的部族組成，漢族則依民系及移民年代的不同而分為閩南（河洛）、客家與外省族群，其中閩南裔為臺灣最大族群。從歷史來看，約三萬年前冰河時期開始有人類遷移至台灣活動，自古為原住民族世居之地，原住民族在17世紀中葉以前一直居於主體民族地位；
隨著漢族不斷從中國大陸移入與墾殖，漢族遂取代原住民族成為臺灣的最大民族。自有信史記錄以來，臺灣歷史上曾經歷多個原住民聯盟和政權、荷西時期、明鄭時期、清治時期、日治時期等多次政權遞嬗，最近一次為1945年進入戰後時期由中華民國統治。1949年中華民國政府播遷臺灣造成兩岸分治的局面後，臺灣成為中華民國有效統治領土的主要部分。隨著1987年戒嚴時代結束，臺灣逐漸淡化過往戒嚴時代形塑的中國史觀，政治上走向自由化與民主化，以中國國民黨及民主進步黨兩黨為首的政黨政治、統獨議題、以及公民社會的形成，加之以東南亞新住民的定居，產生出多元文化主義，使得臺灣文化呈現多元並立的面貌。而由此原因再加上一中原則，使得現今「臺灣」成為中華民國的通稱。台灣以移民為主的人文結構，亦帶來多元的政治觀點。自大航海時代以來，台灣文化就在明鄭、清朝的統治與西方列強的衝擊中經歷多次大變動，並在近代開始產生臺灣主體意識思想。
歷經1860年臺灣開港以來至日治時期所打下的現代化基礎，以及中華民國政府遷臺後運用美援所進行的一系列的經濟建設，加上國際上冷戰對峙的格局，臺灣自1960年代起在經濟與社會發展上突飛猛進，締造「臺灣奇蹟」，名列亞洲四小龍之一；之後在1990年代躋身已開發國家之列，目前無論人均所得或人類發展指數均具世界先進國家水準。由於土地與自然資源的限制，臺灣只能發揮僅有的價值，投入人才培育與斥重金發展基礎建設為自己創造資源，因此擁有蓬勃的製造業及尖端科技，基本上以知識經濟為主，在半導體、資訊科技、通訊、電子精密製造等領域執牛耳。貿易方面主要透過高科技產業賺取外匯，經濟發展上以高科技產業與服務業為中心，亦朝向文化產業及觀光業發展。

## 名稱

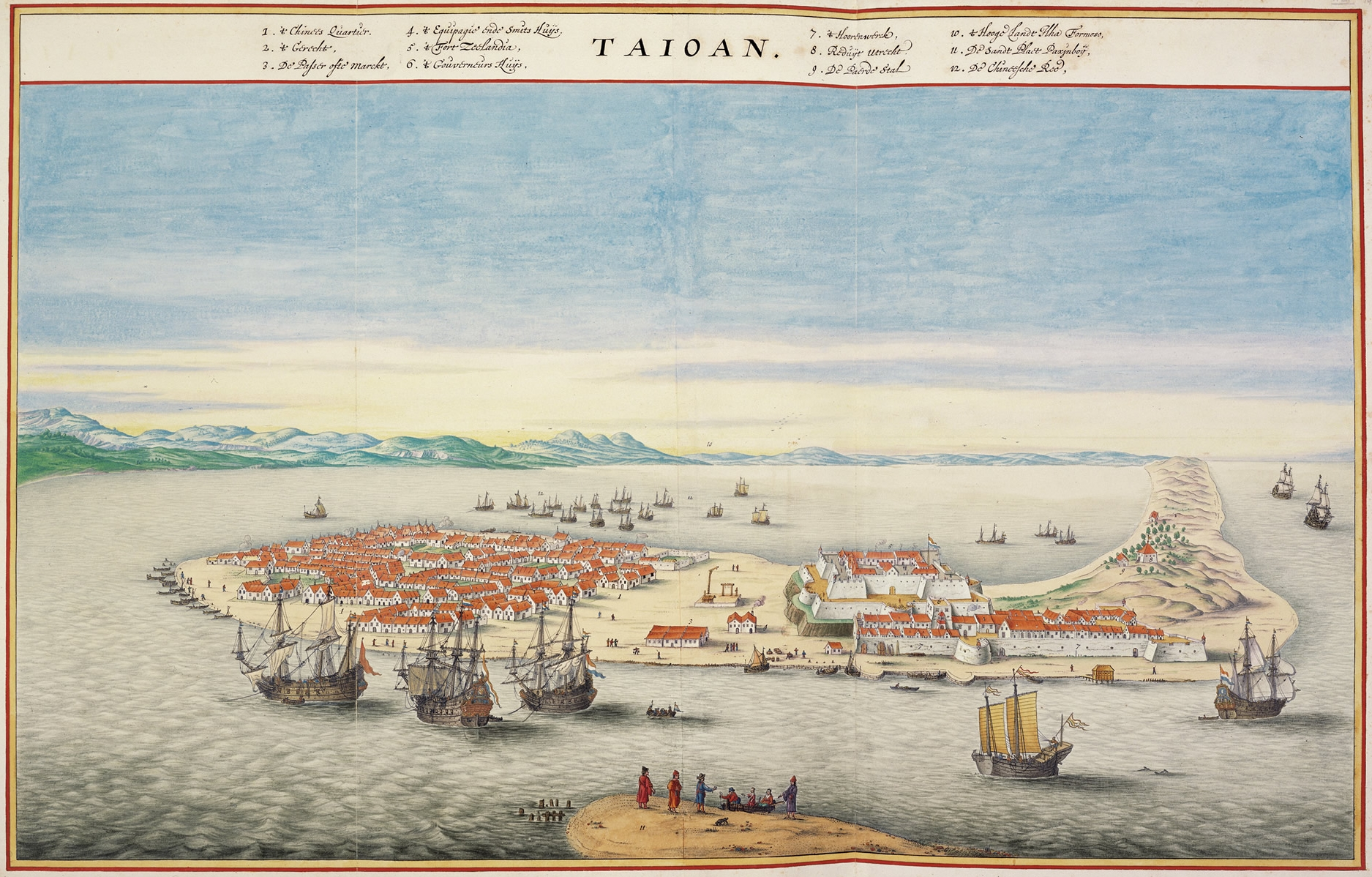
《大員港市鳥瞰圖》，收藏於荷蘭米德爾堡泽兰博物馆

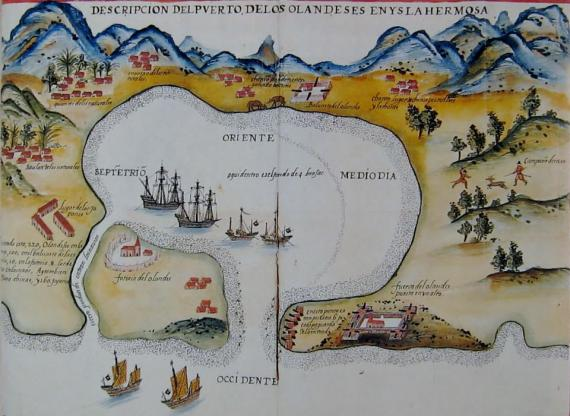
1626年馬尼拉西班牙人Pedro de Vera繪製《艾爾摩沙島荷蘭人港口描述圖》（通稱《大員港圖》）的重繪本，描繪原住民、荷蘭人、漢人、日本人在福爾摩沙（大員）臺江內海一帶之活動

「臺灣」名稱來自南臺灣的古地名大員，此名稱位置即現今臺南安平地區附近一帶。此名稱最早為西拉雅族對台江內海對面外地人所在處的沙洲稱呼，族語即為外地人或異邦人。荷蘭人於此處建城後便接受此稱呼，初譯為Teyoan、Taioan、Teyouvan、Tayouan、Taiyouan、Taiyouhan，1675年荷蘭製第一份清晰的臺灣地圖中定為「Tayouan」，中文以明朝漳泉海盜所用的閩南語音譯為「大灣（Tāi-uân）」、「大員（Tāi-uân）」、「大苑（Tāi-uán）」、「臺員（Tâi-uân）」等。還有一說為源自於大武壠族的自稱，但明朝時尚有「東番」或「夷洲」，直至清朝時期就統一稱為「臺灣（Tâi-uân）」直到現在。

### 別稱
臺灣荷蘭統治時期臺灣被稱作（大員），明鄭捨棄荷治時期使用的「大員」名稱，將臺灣稱為「東都」（鄭成功時代）、「東寧」（鄭經時代）。納入大清版圖後，清朝改以「臺灣」設置臺灣府，「臺灣」遂成為此島嶼的稱呼。臺灣亦有「寶島」、「鯤島」、「蓬萊」、「福爾摩沙」、「福摩薩」、「高砂國」等別稱。
臺灣曾普遍稱為「福爾摩沙」，源自葡萄牙語（葡萄牙語發音：[ˌiʎɐ fuɾˈmɔzɐ]），意為「美麗島」。一說1544年葡萄牙船隻經過臺灣海面時，水手從海上遠望臺灣，發現臺灣甚為美麗，於是高呼，葡萄牙語的「Formosa」為「美麗」之意，「Ilha」指「島嶼」，故翻譯為美麗島，但此說法尚無直接與明確的證據。在1950年代前是歐洲對臺灣的主要稱呼。歐洲亦因此曾長期稱臺灣海峽為福爾摩沙海峽。
臺灣物產豐富，故又稱寶島。《山海經》等古籍中的海上神山仙島蓬萊、瀛洲等常被作為對臺灣的雅稱。因平地地形之緣故，臺灣又有「鯤島」的別稱。
《三國志·吳書·孫權傳》稱：黃龍二年春正月，孫權遣將軍衛溫、諸葛直將甲士萬人浮海求夷洲及亶洲……衛溫、諸葛直到夷洲抓了數千人回到東吳。但並無任何證據顯示以上所稱夷洲是臺灣，史學界對此有爭議。
日本古代曾稱呼臺灣為「高砂」、「高砂國」或「高山國」。日本人以「打狗山」之音，轉成「 Takasago」。京都金地院所藏的《異國渡海御朱印帳》中，以「高砂國」稱呼臺灣，兩者之片假名皆為「 Takasago」。
朝鮮古代則曾把臺灣稱為「大樊」（： Daebeon），此稱呼應是來自「大員」的轉音。

### 「」與「」
在繁體字中，「臺灣」的漢字正式書寫為「臺灣」，繁體字「臺」與異體字「台」通用，「台灣」多見於民間與媒體，在中華民國的官方國書、文件中則使用正式的「臺灣」。
長期以來，臺灣各級政府機構對「臺」與「台」兩字對政府文書未有統一規定。2002年臺北市政府在馬英九擔任市長推動「正體字運動」時，全面於相關機關的公文與文件使用「臺」字；中華民國教育部在2010年考據字源後宣布，以後教育部公文一律使用「臺灣」用字，並建議中央其他部會跟進。
俗體字「台」原作為正字的發音為「ㄧˊ」，和「怡」字通用；而「ㄊㄞ」，為浙江州、天山等部分地名的正音。

### 空間定位
在1624年荷蘭人統治臺灣後，「臺灣」一詞的空間定位同時包含臺灣島與澎湖群島，並歷經明鄭時期、清領時期、日治時期。到了1949年，中華民國實際統治臺灣、澎湖、金門、馬祖，「臺灣」一詞的空間定位擴及這些地區。且因為臺灣與中國大陸屬於不同政治實體，國際經常使用「臺灣」指稱中華民國。

## 歷史

### 史前時期

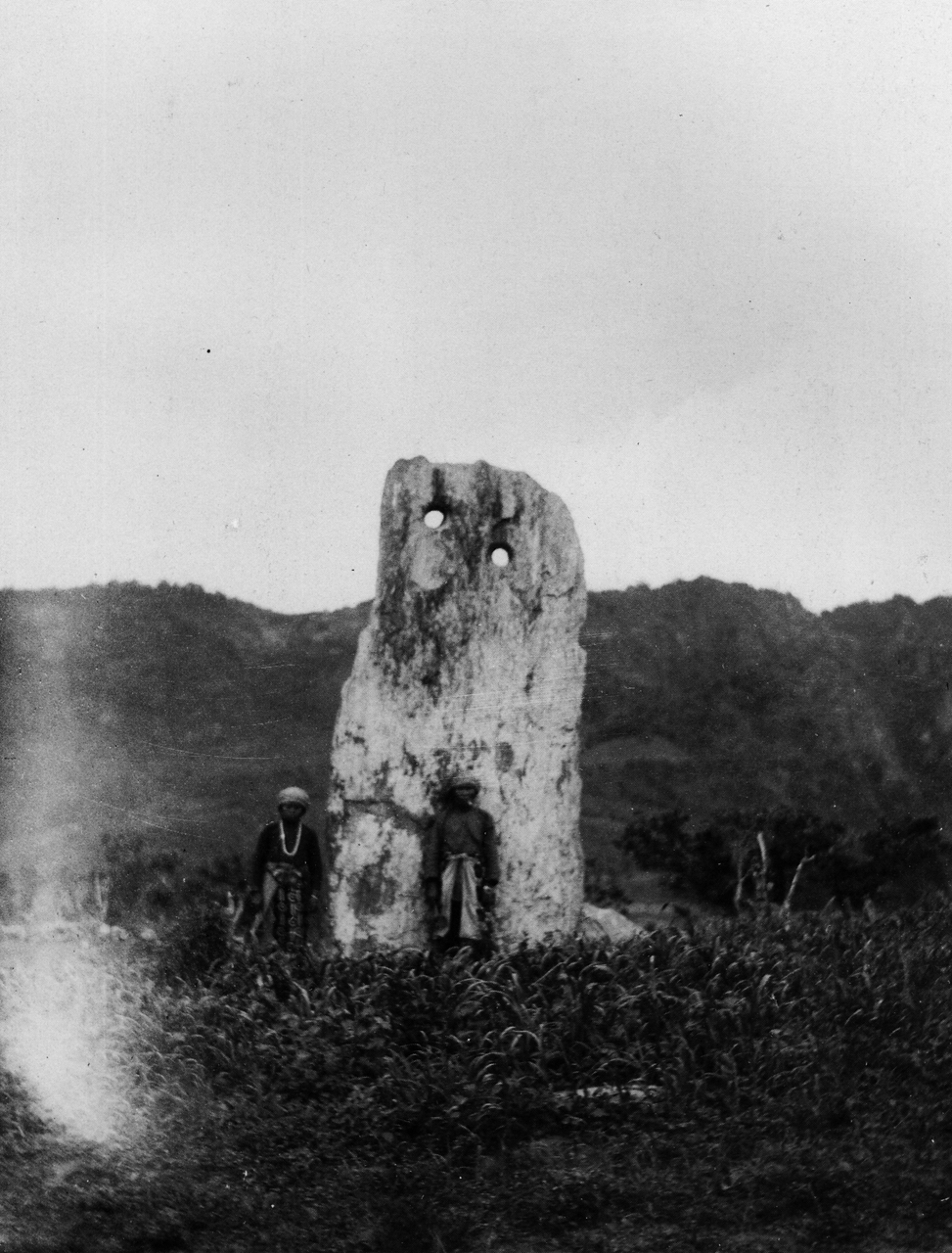
卑南遺址的月形狀石柱，攝於1896年間

臺灣至遲在舊石器時代晚期（50,000年前－10,000年前）已有人類居住，在澎湖水道所發現的澎湖原人之生存時代則距今約45萬至19萬年前。新石器時代（始於紀元前5,000年）以後的史前文化普遍認為屬於南島語系民族。主要的文化有舊石器時代的臺東長濱文化、苗栗網形文化、臺南左鎮人以及新石器時代的大坌坑文化、臺北圓山文化、營埔文化、臺東卑南文化、臺北十三行文化。而馬來-玻里尼西亞語族在也於13世紀以前就存在於臺灣島上，這些原住民族分佈於臺灣全島，屬於南島語系。臺灣原住民的缺齒、紋身、口琴、卉服、織貝、腰機紡織、貫頭衣、親族外婚、親子連名制、年齡分級、老人政治、鳥占、獵首、靈魂崇拜、室內葬等特徵，都屬印度尼西亞古文化特質。雖《三國志》記載三國時代孫吳曾派軍登陸夷洲，《隋書》有隋煬帝派兵攻打流求國的記載，但並無資料可證明這些中國古籍所載地名是今日的臺灣。
10世紀時，宋朝的漢人開始在澎湖群島開墾。宋孝宗乾道七年（1171年），南宋正式占領澎湖群島，劃屬福建路晉江縣。1225年，趙汝適所著諸蕃志提到「泉有海島，曰澎湖群島，隸晉江縣」，正式確認澎湖群島為南宋所據。13世紀漢人開始在澎湖群島定居，但因與原住民族部落的敵對，以及原住民貿易資源對漢人缺乏吸引力，雙方少有互動，僅有少數漢族冒險家或漁民與原住民從事貿易，這樣的情況維持到16世紀。

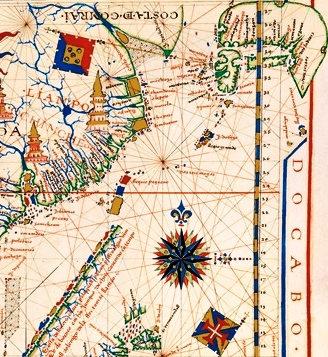
葡萄牙人所繪臺灣，16世紀前的臺灣均被描繪為三塊分開的島嶼

1281年（元世祖至元十八年）元軍東征日本因颱風失敗，迂迴琉求國，道經澎湖設澎湖巡檢司，企圖進取琉求國，作為征日本之準備，然使者僅至澎湖而返。隨後占領澎湖，並劃該地方區劃隸屬於福建泉州路，主官為澎湖寨巡檢。澎湖巡檢司不但是澎湖群島的首次行政區劃。明朝仍依循前例於澎湖設置該官署，直至1384年因為實施封海政策，予以廢除。明太祖於《皇明祖訓》載明正南偏東的「不征之國」包括大琉球（琉球國）與「不通往來，未嘗入貢」的小琉球，後者是否指臺灣或仍未明確。
明世宗嘉靖四十二年（1563年）考量沿海治安等因素，復設澎湖巡檢司。此官署直至1622年，荷蘭東印度公司據澎湖為止，1624年，明朝福建巡撫南居益派兵進攻澎湖，在澎湖之戰中獲勝，將荷蘭共和國勢力驅逐出澎湖，再度占領澎湖列島。16世紀中期，包含倭寇在內的海盜在中國東南沿海一帶活動，並將臺灣作為躲藏地點。海盜在中國沿海劫掠，遇到官兵追擊，就逃至澎湖，然後再到臺灣，成為除了少數漢族拓荒屯墾移民之外的另一部份住民。福爾摩沙的位置及中日關係疏遠的地緣政治使其成為一個對各國船隻開放、不受官方擾亂或稅收影響的中立港口，一個中日乃至鄰近南方國家之間的貿易清算所。萬曆朝鮮之役當年（1592）豐臣秀吉入侵朝鮮，長崎（Nagasaki）、京都（Kyoto）、堺（Sakai）的商人獲得幕府將軍許可進行海外貿易，設總部於福爾摩沙大員，與日本、中國、澳門、安南（越南）、暹羅（泰國）、呂宋（菲律賓）、爪哇（印尼）進行常規貿易。明朝因恐日軍趁隙侵犯東南海域，當局首度在彭湖（澎湖舊名）佈署兵力。到了1602、1622年台江內海仍為中日外商人的會船貿易點。同一時期，葡萄牙人是最早抵達东亚與殖民臺灣的歐洲探險者，但是與臺灣的實質關係僅止於用鴉片和稻米來交換一些原住民族的物品，並沒有進一步殖民的企圖。
約在1617年，明朝水師軍官趙秉鑑意圖謀反，以東番為根據地，於赤崁首次築城寨。1624年，顏思齊在魍港（另一說在笨港，今雲林北港及嘉義新港地區）設立十寨作為據點，其繼承人鄭芝龍後來成為中國東南沿海勢力最大的海盜，並在1628年接受明朝招撫。同年閩南大旱，鄭芝龍曾提議招募饑民移民、開墾臺灣，亦有學者認為此提議從未執行。這段期間鄭芝龍曾強力控制中國東南沿海的商船，以及中國大陸對臺灣的貿易。
17世紀起，中臺灣的原住民族曾出現一個跨部落王國，即後世所稱的大肚王國，這也是臺灣歷史記錄上最早出現的政權。大肚王國由巴布拉族、貓霧捒族、巴則海族、洪雅族、道卡斯族等原住民部族的27個村社組成（後來只剩15至18個村社），共主稱為「大肚王」，在鼎盛時期的領域範圍南至今之鹿港、北至今之桃園，後期則僅限於大肚溪流域一帶。該王國在1644年荷蘭人武力入侵後降服，1645年4月荷蘭人召開南部的地方會議，「大肚王」甘仔轄·阿拉米跟荷兰东印度公司訂約，表示臣服，大肚王國失去部分主權，不過直到1662年荷蘭人離開臺灣為止，大肚王國都維持半獨立狀態。大肚王國归顺荷蘭，但從未歸順明鄭。1661年明鄭統治臺灣後實施「兵農合一」政策，派遣鄭軍分赴各地屯墾，侵害到原住民族的活動空間，導致明鄭和大肚王國發生數次武裝衝突。
1683年明鄭滅亡後，康熙六十一年（1722年）出任巡臺御史的黃叔璥在他的《臺海使槎錄》一書中，有這樣的記載：「大肚山形，遠望如百雉高城，昔有番長名大眉。」雖然寥寥數語，卻說明17世紀的臺灣中部確實有一個「超部落」的王國。雍正九年（1731年），清廷官吏對原住民指派勞役過多，引起原住民群起反抗，發生大甲西社抗清事件，翌年遭鎮壓，各族人陸續逃離原居地，遷往埔里（南投縣北部）一帶，大肚王國終告瓦解。

### 荷西时期

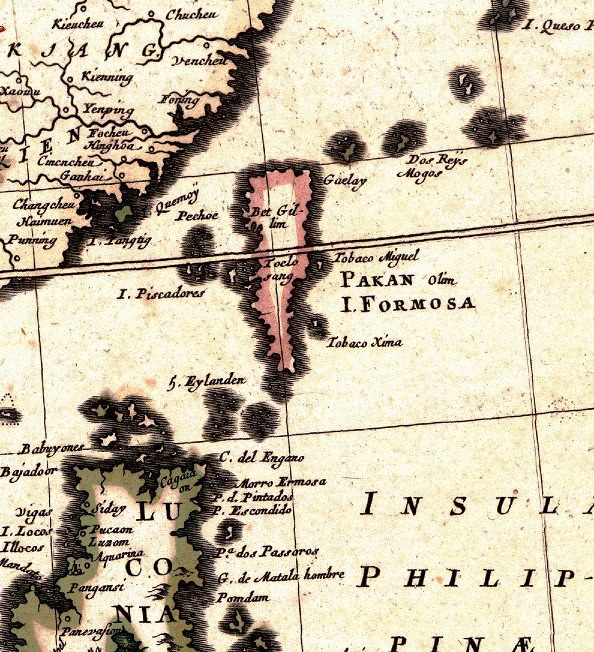
1662年荷蘭人所繪福爾摩沙

荷蘭統治時期自1624年登陸大員（今臺南安平）起，至1662年被明鄭驅逐，共38年。
西班牙統治時期自1626年從三貂角登陸起，至1642年被荷蘭驅逐而退出臺灣，共16年。    
1622年，荷蘭東印度公司（VOC）試圖將澎湖建立成一個貿易前哨站，但被明將沈有容擊退。1624年，原佔領澎湖的荷蘭人和明軍簽約，放棄其在澎湖的經營，轉而登陸臺灣南部，屬於荷蘭東印度公司的荷蘭人首先在「北汕尾」（今臺南四草）建立簡易商館，同年於「一鯤鯓」（今臺南安平）築其行政中心「熱蘭遮城」（今安平古堡），以此作為統治中心，為增加米、糖等農作物產量，開始招募福建沿海一帶及澎湖居民遷往臺灣開墾，其中許多人定居於臺灣。1626年至1642年，臺灣北部為西班牙佔領，西班牙人在臺灣北部的雞籠（今基隆）與社寮島（今和平島）築城，並稱之為「聖救主城」（即聖薩爾瓦多城）。之後又佔領蛤仔難（今宜蘭），並在滬尾（今淡水）興建「聖多明哥城」（今紅毛城原址附近）。
後來荷蘭人與西班牙人在東亞展開競爭，荷蘭東印度公司散播西班牙企圖顛覆江戶幕府的陰謀，使日本決定在對外貿易上執行鎖國，只有大清（包括明鄭）與荷蘭例外。為了更進一步驅逐西班牙勢力，荷蘭人於1642年攻佔西班牙的佔領的雞籠地區，趕走統治當地16年的西班牙人。
荷蘭所侵佔建立的殖民王國，是臺灣歷史上第一個有系統統治的政權，並有少量對平埔族的教育與傳教事業。佔領目的是作為對明朝、日本、朝鮮半島與南洋貿易據點的樞紐，臺灣據點成為當時荷蘭東印度公司亞洲據點的第二名（僅次於日本），獲利主要是配送給公司股東。
由於苛徵與限制，原住民族在1629年與1636年分別發起麻豆溪事件與蕭壟事件兩次大型反抗。1652年，以鄭芝龍舊部郭懷一為領袖的漢族移民，也對殖民者展開大規模的反抗。平息之後，荷蘭人於「府城」（今臺南中西）興建商業中心「普羅民遮城」（今赤崁樓）以加強防範反抗事件。隨後鄭芝龍也大規招募移民渡海拓殖臺灣。1661年，由鄭成功所領導的鄭軍圍攻熱蘭遮城，佔領臺灣，1662年2月荷蘭人接受條件開城投降，結束對臺灣38年的統治。

### 明鄭时期

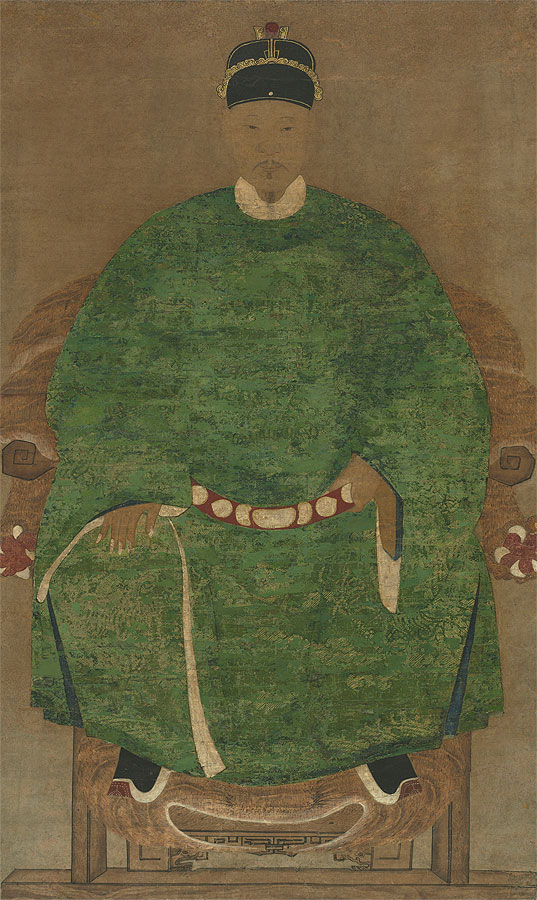
明鄭的奠基者國姓爺鄭成功

明鄭治理時期從1662年南明延平郡王鄭成功領兵渡海打敗荷蘭東印度公司軍隊起，經鄭氏三代統治至1683年降清為止，共22年。
以反清復明為志的鄭成功經過九個月的苦戰，攻下「熱蘭遮城」，懷念故鄉閩南的鄭成功將它改稱安平城，賡續的戰役迫使荷蘭東印度公司臺灣長官揆一於1662年2月1日（黃曆十二月十三日）簽字投降，撤離臺灣，自此臺南一帶歸為明鄭治理，建立臺灣歷史上第一個漢人政權。
明鄭改赤崁建都為東都明京，即今臺南市所在之地，設承天府及二縣（承天府以北為天興縣；以南為萬年縣），另設一司為澎湖安撫司。鄭成功於同年6月23日病逝。其子鄭經在廈門起兵，打敗叔父鄭襲，回臺南繼位，1664年改東都為東寧、天興縣為天興州、萬年縣為萬年州。
英國東印度公司曾與明鄭簽訂通商條約，允許英國在臺設立商館，當時英國人直稱其為「臺灣王國」或「福爾摩沙王國」。
在陳永華輔政下，明鄭建立完整的中央政府體制，撫土民，通商販，興學校，進人才，定制度，設孔廟，行科舉，境內大治。鄭經死後，原要傳位給長子鄭克臧，但權臣馮錫範及劉國軒發動政變，鄭克臧被殺，幼子鄭克塽繼位，1683年明鄭水師在澎湖海戰中被施琅和姚启圣所率领的清軍水师打敗，鄭克塽被迫投降。清廷曾有官員建議放棄臺灣，但康熙帝剖析利害不願放棄，遂於1684年設立臺灣府與臺灣、諸羅、鳳山三縣，歸福建省管轄。

### 清治时期

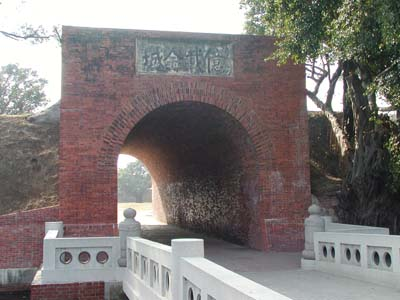
沈葆楨於1874年於臺南海濱所建之「二鯤鯓礮臺」（億載金城）

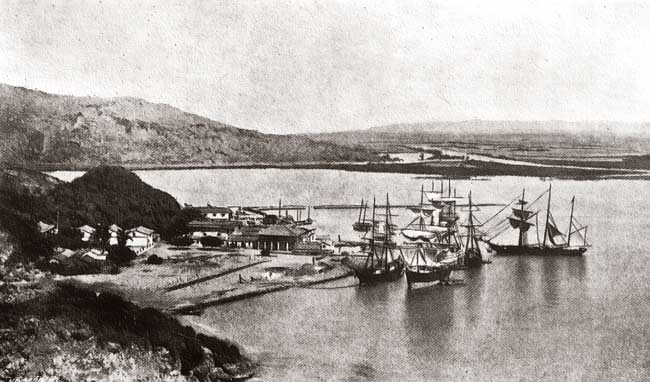
1867年的打狗港哨船頭

臺灣清治時期始於清朝將領施琅於1683年攻佔臺灣，至1895年甲午戰爭後割讓給日本帝國，雖從未完整統治全臺灣，但名義上統治臺灣主要區域的時間計212年。

#### 清治前期（1683～1858）
1684年4月，臺灣納入大清版圖，由福建省臺灣府管轄。清廷在統治臺灣之初採消極治臺政策，治臺政策盡量以較低的成本來經營建設，並視情況鼓勵人民開墾，雖然1684年取消海禁期間迎來一波赴臺移民潮，加速開墾，但不久因清廷再次實施海禁政策並頒布渡臺禁令終止，先是將十幾萬在荷西時期居住在臺灣的漢人強制遣返內地原籍，再對內地人移民臺灣嚴格限制，禁止攜帶家眷，但沿海省分仍有不少人民冒險偷渡來臺，在臺灣西半部各地落腳定居。在拓殖臺灣西部的歷程上，擠壓平埔族部落及原住民生存空間，並統治其土地。後來慢慢開始有向臺灣東部開墾的行列，但初期為數不多。1719年施世榜在二水一帶興建水圳，引濁水溪灌溉，人稱施厝圳或八堡圳，為早期台灣最大水利工程。1720年起成立「府城三郊」產商合一組織，而外銷的增加，又促使農業生產量（米、糖等）的增加，奠定府城成為文化商業重鎮。由於初期清廷派來的官吏素質良莠不齊、加之官民間語言的隔閡、以及清廷對臺灣住民的高壓政策等，造成武裝起義或騷擾事件不斷發生，1721年的朱一貴事件、1786年的林爽文事件、以及1862同治年間的戴潮春事件，被稱為清朝統治下臺灣的三大「叛亂案」。
雍正二年增設一縣（彰化）、二廳（淡水、澎湖），並降旨准廣東人移民臺灣，雍正十年首度開放憑證攜眷渡台，大量漢人攜眷渡台。乾隆年間，1760年5月清廷准台民可攜眷入台，廢止官員不可攜眷規定。後期又進一步更改渡臺措施，百姓不需憑證可舉家遷徙入台。自乾隆開始出現大量開墾移民，攜眷渡台者眾，而此臺灣移民又以漳州人、泉州人最多，客家人僅約漳泉人士之四分之一居次。大量漢人舉家移民，1784年設鹿港為新港口，鹿港開始成為台灣中北部的政治、文化、經濟的重鎮，與其他兩大貿易港合稱「一府（臺南）二鹿（鹿港）三艋舺（萬華）」。由於先來後到的土地分配衝突及水源分配而相繼發生分類械鬥，進而影響日後臺灣族群的分佈，在此時，漢人不斷侵佔平埔族土地，迫使平埔族漢化或移往高山，接受山地的原住民的庇護。對於此一現象，清廷官衙控制力薄弱，無法禁絕遏止，地方官甚至藉漠視泉漳之間、粵閩之間、客閩之間族群內外各方爭鬥與分化，造成兩敗俱傷以削減可能的叛亂力量。這種族群內外文化、生活、語言、地域的對立，造成經濟與文化交流的更加困難。

#### 清治後期（1858～1895）
19世紀中葉後，列強逐步由海路進逼。第一次鸦片战争期間，自1841年9月起英国艦隊數度出現臺灣外海，試圖佔領北部基隆港與西海岸中部梧棲港，但都歸於失敗，這是帝國主義列強對臺灣第一次武裝入侵的行動。咸豐年間第二次鸦片战争爆發，1860年，清廷被迫簽訂多項不平等条约，開放部分臺灣港口（雞籠、淡水、安平、打狗）對外通商。1874年，日本以八瑤灣事件為由出兵恆春半島，即「牡丹社事件」，這對清廷以往消極的臺灣經營成為一種警訊。清廷在日軍出兵臺灣後的1874年5月27日，迅速派遣欽差大臣沈葆楨來臺，辦理臺灣清朝統治區處海防兼理各國事務，強化臺灣的防衛力量，在安平（億載金城）、旗後（威震天南）等地修建砲台及開闢八通關古道等道路加強後山防禦，並革新臺灣行政、廢除《渡臺禁令》以補強政策使臺灣發展。其繼任者福建省巡撫丁日昌於1876年來臺灣繼續推行革新，任內設置招墾局，鼓勵閩粵居民來臺開墾，並開辦礦業，以機器開採雞籠煤礦，架設當時臺灣第一條自建電報線。
光緒十年（1884年），清廷與法國因越南爆發中法戰爭，法國軍隊出兵澎湖群島及臺灣北部，劉銘傳被清廷重新啟用派往臺灣。劉銘傳在臺灣時多次擊敗法軍登臺的計劃，在滬尾大捷中最終使法軍放棄登臺。1885年，清廷將臺灣從福建分離出來升格設立臺灣省，並由劉銘傳出任臺灣首任巡撫。到1891年為止劉銘傳在臺灣設立防禦措施，整理軍備，同時也在臺灣開發和建立許多基礎設施，他督臺期間臺灣的第一條從基隆到新竹鐵路開通，他還建立電報局、煤務局、鐵路局等一系列管理機構，還成立西學堂、電報學堂等教育機構。但是劉銘傳的新政並沒有考慮到官吏的廉潔以及臺灣本身財政負擔的問題，導致臺灣財政負擔大幅增加，清朝官員貪污頻繁，以及人民的反抗。1889年，彰化地區因為清田賦問題爆發「公道大王」施九緞事件。
光緒二十年（1894年）12月唐景崧就任臺灣巡撫；清廷在甲午戰爭的失敗，加上日軍1895年3月先佔領澎湖，迫使清廷簽訂馬關條約將臺灣和澎湖之主權割讓給日本。梁启超及康有為等士人發起公車上書抗議清廷割讓臺灣之舉，然清廷不為所動；臺灣建立臺灣民主國對抗日本，以藍地黃虎的「黃虎旗」當作國旗，以唐景崧就任臨時大總統，劉永福任大將軍。日軍為接收臺灣，於未完成台灣授受手續下，提前於1895年5月29日登陸澳底（新北市貢寮區三貂角附近），後遭遇臺灣民主國正規軍（五營棟軍，廿營粵勇）和義軍抵抗暴發乙未戰爭（1895年5月29日－11月18日），臺灣民主國逐次節節抵抗，因武器落後和後援不繼而讓日本帝國武力佔領臺灣成功。

### 日治時期

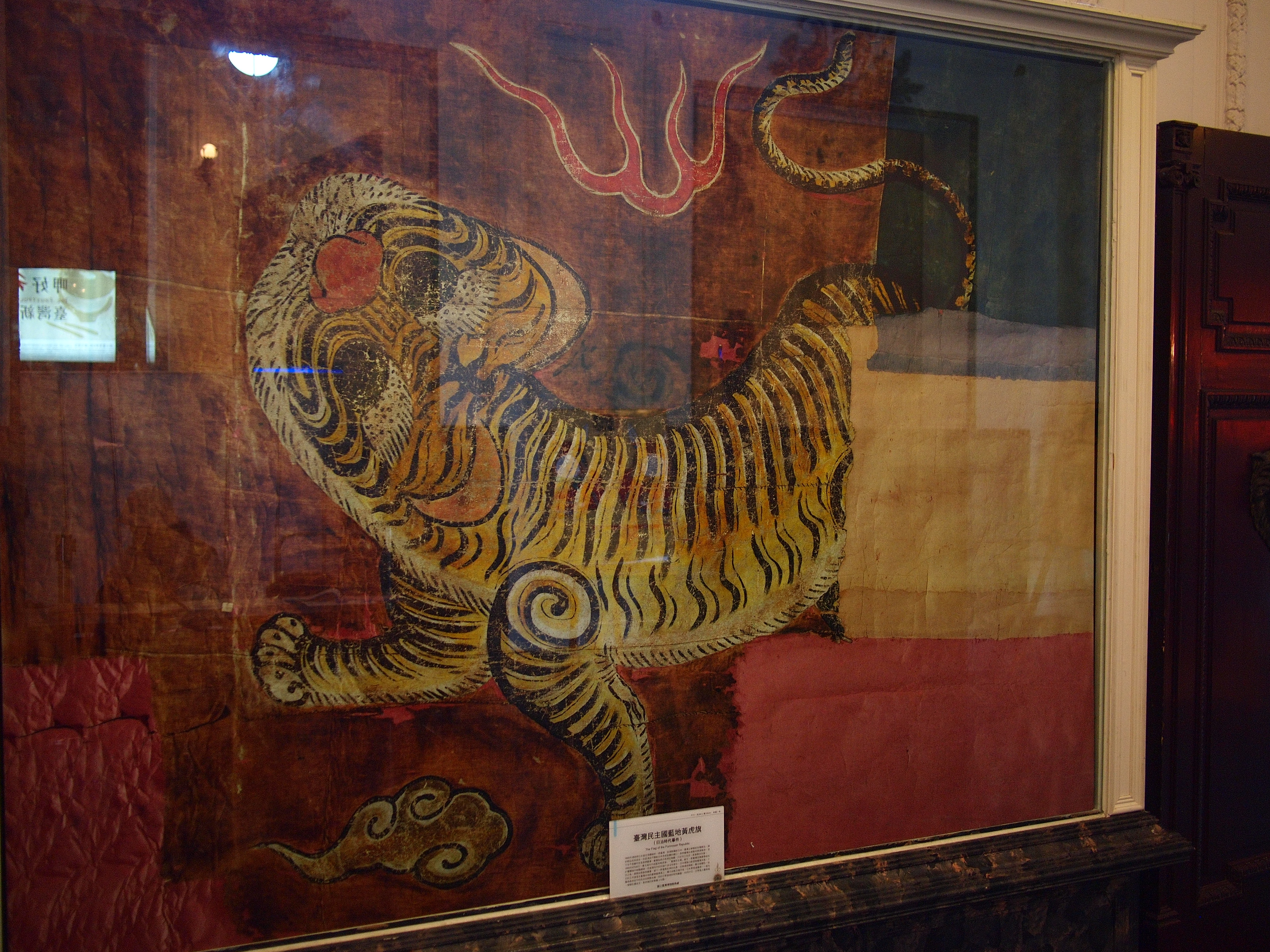
藏於國立臺灣博物館的臺灣民主國國旗摹繪本

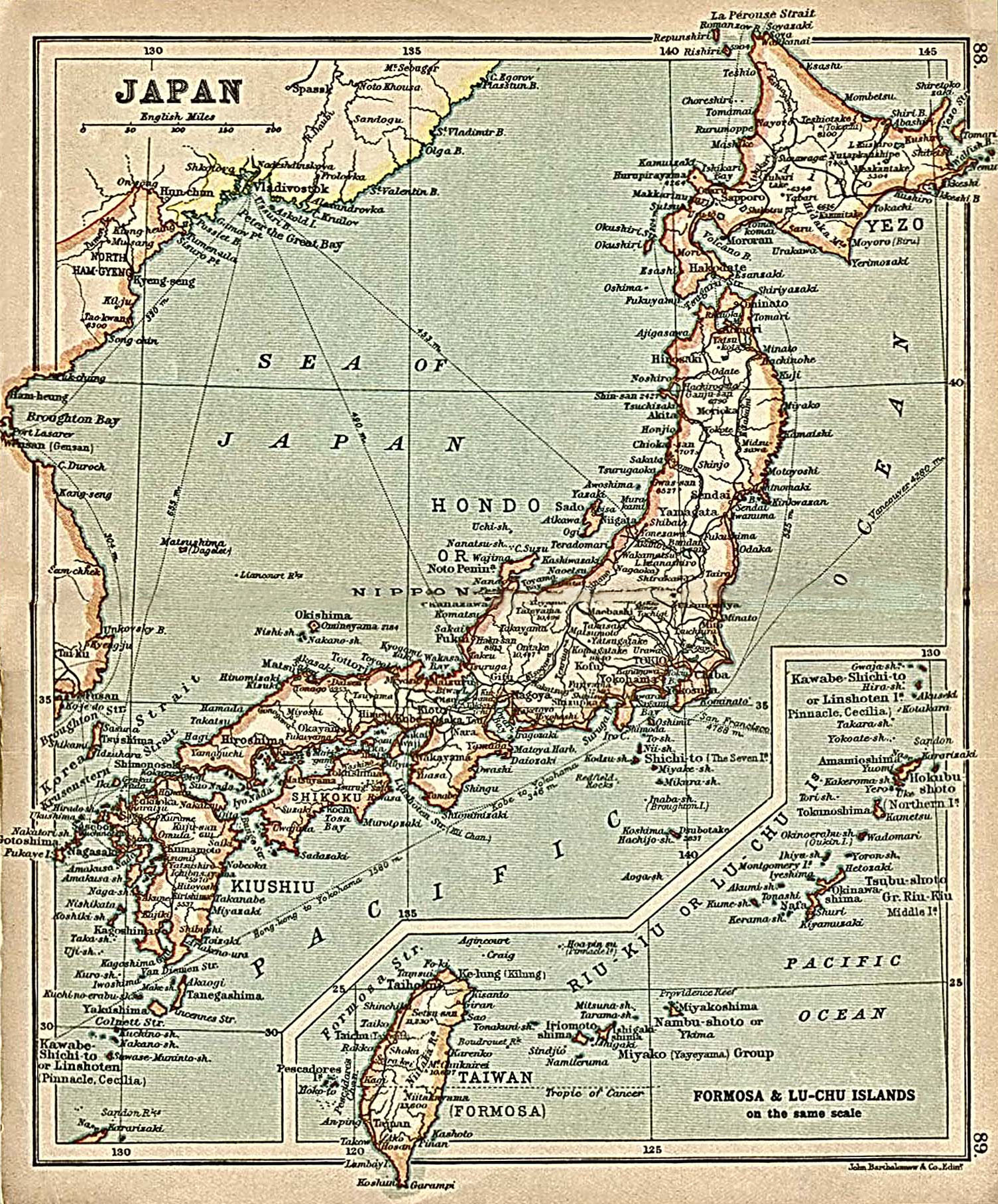
1911年的日本地圖，其中包括臺灣

#### 始政時期（1895～1918）
臺灣日治時期自1895年6月17日臺灣總督於臺北城舉行「始政式」起，至1945年9月2日第二次世界大戰結束日本投降，計約50年。
日本接收臺灣前，臺灣本地官員士紳如丘逢甲等人抗拒割讓日本，於臺北城成立臺灣民主國，年號永清，推舉末代臺灣巡撫唐景崧為總統，抵抗日本軍隊的接收，結果日軍甫登陸唐景崧立刻逃至廈門，6月26日劉永福於臺南繼任臺灣民主國總統。全臺防務由軍務大臣李秉瑞指揮。之後3個月，民主國軍和日軍發生不少規模不小的血戰，並造成14,000名臺灣兵戰死，史稱「乙未戰爭」，同時也是臺灣史上最大的一場戰爭。
乙未戰爭戰事集中於臺灣，日方投入包含近衛師團等正規軍隊的30,000餘名兵力，而臺灣抵抗力量主要有臺灣人民等自發性組成的抗日軍；合計正規軍約有33,000餘名，及民兵10萬名。乙未戰爭是發生在臺灣上，戰鬥地域最廣、時間最長、參與人數最多、死傷嚴重、規模最大的一次戰爭，當時幾乎是全民參與，其中尤以客家族群作戰最慓悍善戰。然日軍有備而來，武器裝備優勢差距過大，臺灣反抗軍終究不敵，自5月29日日軍登陸澳底、6月14日轉進臺北、10月21日攻入臺南到10月23日日軍控制全臺灣為止，戰事持續總時間約5個月。許多臺灣商人如臺北城辜顯榮，為保全自身財產，選擇和日軍合作，甚至幫日軍開路做間諜清除臺灣反抗力量。另一方面不少地方仕紳如苗栗烈士吳湯興，卻選擇和日軍作殊死戰。吳與同袍雖身死，卻留下風骨永為後世景仰。
初期反抗勢力掃蕩底定後，日本設臺灣總督為殖民臺灣最高長官，並設置臺灣總督府作為在臺的最高統治機關。初期，總督職務均由軍人擔任，以敉平當時各地的動亂組織；由於台灣人民的激烈反抗，日本每年為台灣倒貼許多錢，導致駐台總督乃木希典產生把台灣賣與法國的想法，最終遭到駁回。1898年，明治政府任命陸軍將領兒玉源太郎中將為第四任總督，並派後藤新平擔任民政長官以為輔佐，從此採取軟硬兼施的治理政策。日本以警察制度及保甲制度管理臺灣，後到日本大正年間，臺灣政局漸趨轉穩。
1908年，縱貫鐵路全線貫通，讓過去臺灣南北需時數日的交通縮短至朝發夕至的1日內。1919年日本派任田健治郎為臺灣首任文官總督，開始大量建造各項基礎建設，如自來水、電力、公路、鐵路、醫療、教育。為推動「農業臺灣，工業日本」的政策，鼓勵臺灣農民種植蔗糖、稻米；並大量開採金、銅、煤礦、森林、食鹽等臺灣自然資源，以供應日本內地工業所需。同時，日本重新劃定臺灣行政區域，對重要的都市進行「市區改正」的工作，擬定都市計畫，改變過去臺灣常見的清末閩南風格的鄉鎮風光，使得街道風貌漸為西化或閩南與西洋風格共處，並規劃全臺道路橋樑、公園綠地、自來水與下水道、電氣工程、衛生機構、政府廳舍等。另一方面，出於殖民政策的考慮，日本對臺灣人進行愛國教育。雖然在教育制度上對臺灣本地人並沒有明文限制，但是臺灣人仍有差別待遇或歧視，日本人在山區設蕃人公學校、蕃童教育所，平地設小學校與公學校，並沒有規定臺灣人不能到小學校上課，但因為小學校學費高，所以學生大多是日本人子女與臺灣的富家門第的子弟。但日治時代的臺灣人，除了能接受醫學、農牧等技術性質高等教育，不乏是在日治時代修習文、法科而成就卓著者：如臺大文學院長林茂生、高等法院推事吳鴻麒、新竹地檢處檢察官王育霖（為臺灣人在日治時代第一位檢察官），臺南市名律師湯德章等，政府對推廣臺灣教育之普及亦有其功。
臺灣人對於日本政府的反抗，初期多為激烈的武力衝突（如客家人羅福星主事的苗栗事件及余清芳領導的西來庵事件），因死傷慘烈，後期轉變為社會政治運動。其中原住民族的抗日行動有以莫那魯道為首的霧社事件。也有日軍主動出擊剿滅原住民的戰爭，如太魯閣戰爭。

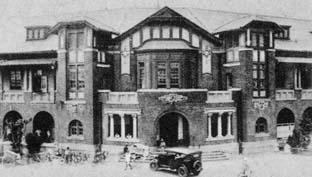
日治時期鐵道部廳舍，普見的西式建築與整齊街景成為主要特色

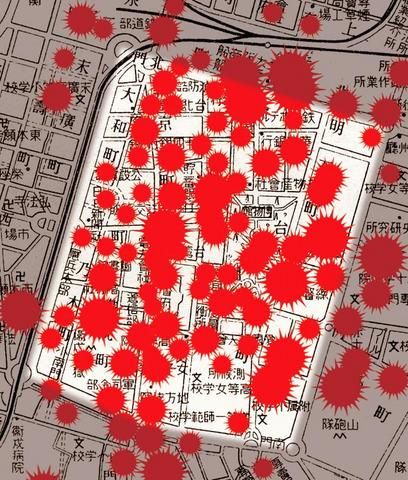
臺北大空襲的城內彈著略圖

#### 內地延長主義時期（1918～1937）
自1920年代開始，隨著日本進入「大正民主」時代，及第一次世界大戰後美國總統伍德羅·威爾遜「民族自決」主張的影響，臺灣的知識分子也展開一連串要求自治與制度改革的運動，結合偶發的勞工運動，並向民間廣為宣傳，如臺灣文化協會、臺灣民眾黨等。但到後期，因為左、右兩派的分裂，及日本殖民政府加強壓制而逐漸消沉。
蓬勃的日治黃金時期在的臺灣博覽會達到頂峰，鐵路路線擴建、米糖產量增加、郵信電信普及等等經濟成果也導致臺灣社會人口增加、公學校普及和放足徹底實施、現代衛生環境建立與守時守法觀念養成等重大民生改革，進而舉行臺灣首次選舉。1930年4月10日由八田與一規劃監造的嘉南大圳及烏山頭水庫順利通水使用，成為当时世界第三、亞洲第一的大型水利工程設施，使嘉南平原多達150,000甲的土地擁有充沛水量。

#### 皇民化運動時期（1937～1945）
第二次世界大戰爆發後（1937年起），日本帝國推行皇民化運動第一階段是1936年底到1940年的「國民精神總動員」，重點在於「確立對時局的認識，強化國家教育。並成立「町內會」、「部落會」組織管理人民。第二階段是1941年到1945年的「皇民奉公運動時期」，主旨在驅使臺灣人為日本帝國盡忠。「鼓勵」臺灣人說日語並推行日式教育，改日本姓名，穿日本服飾，奉祀傳統日本信仰神道，全盤接受日化生活。另外日本當局也於1945年全面實施徵兵制，召集臺灣人從軍或負擔軍隊勞役、徵召慰安婦，投入東南亞戰場。1944年後，受到盟軍25次大空襲影響，臺灣農工生產值於戰爭結束前的1945年降到最低點。
1945年，昭和天皇頒布《朝鮮及臺灣住民政治參與相關詔書》，日本帝國同時通過眾議院議員選舉法改正案，給予臺灣人與日本內地相同的參政權及參戰權。
1938年，約有309,000名日本人定居於臺灣，第二次世界大戰結束後大多被遣返回日本。

### 戰後時期

#### 戰後初期

道格拉斯·麥克阿瑟發佈的《一般命令第一號》第1條甲項規定，日軍在臺北市公會堂向二戰同盟國投降，會場掛有同盟國四國的國旗，以及聯合國旗（四國國旗的前面上端，未呈現於畫面）

1945年8月14日，日本昭和天皇發表《終戰詔書》宣布無條件投降，第二次世界大戰結束，日本代表於9月2日簽署《降伏文書》。盟軍最高統帥麥克阿瑟發佈的軍事命令《一般命令第一號》第1條規定：「在中國（滿洲除外）、臺灣，及北緯16度以北的法屬印度支那（今越南北部和寮國）境內的日軍高階司令官，及所有陸、海、空軍及附屬部隊，應向蔣介石將軍投降」，蔣中正委派陳儀將軍於10月25日到臺灣接受在臺日軍投降，中華民國國民政府代表同盟國接管臺灣，蔣介石並任命陳儀為臺灣省行政長官公署行政長官。
當時接管臺灣的臺灣行政長官公署施政錯誤、官員違法斂財嚴重、軍警紀律敗壞、雙方在文化及語言上產生隔閡，臺灣人民遭受種種歧視及各種差別待遇、政府濫印鈔票導致惡性通貨膨脹、實施統制經濟限制民間貿易造成大量民眾失業、藉由專賣局與貿易局壟斷臺灣經濟命脈、掏空民生物資運往中國大陸，終至民不聊生、路有餓莩，各地反抗之聲頻傳。在1947年初，因一起緝菸血案，以及前往抗議的群眾遭行政長官公署衛兵開槍掃射，於是累積一年多以來的龐大民怨能量至此總爆發，各地發生軍民衝突，國民政府調派大軍鎮壓，後續還有清鄉行動，許多與事件無關的臺籍菁英與百姓無辜遇害，或逮捕之後不經審判而被監禁、處死或就此失蹤，後來行政院官方調查報告死亡人數約18,000至28,000人，史稱二二八事件。此事件造成臺灣本省人與外省人長期的族群對立，以及後來的政黨對抗，影響至深且廣，也埋下臺灣獨立運動的種子。
1949年1月1日，中華民國總統蔣中正宣告隐退，由副總統李宗仁「代行」總統職權，李宗仁於1月21日正式接任中華民國代總統。中華民國政府因國共內戰戰況失利，蔣中正命令蔣經國、湯恩伯、桂永清將中央銀行黃金、白銀、外匯轉運臺灣。10月1日，中華人民共和國成立，兩岸分治的格局開始形成。10月13日，解放軍兵臨廣州，李宗仁於11月20日專機飛往香港就醫，再於12月5日與家人飛往美國。12月7日，中華民國行政機關人員遷至臺灣。

#### 戒嚴時代
1948年5月10日，《動員戡亂時期臨時條款》公佈實施，臺灣省警備總司令部於1949年5月20日公布《臺灣省戒嚴令》，為穩固政權、並防止中国共产党滲透，展開長期的戒嚴，稱為白色恐怖時期。蔣中正於1950年3月1日在臺宣告復行總統職權，中華民國政府在臺灣一方面運用美援，推行經濟變革，穩定農業，扶植工業及中小企業；一方面透過前述兩項法令，配合黨、政府、軍隊、特務的結合掌控，持續政治與社會上的強勢控制，鞏固一黨威權體制，壓制許多反對言論或行動。

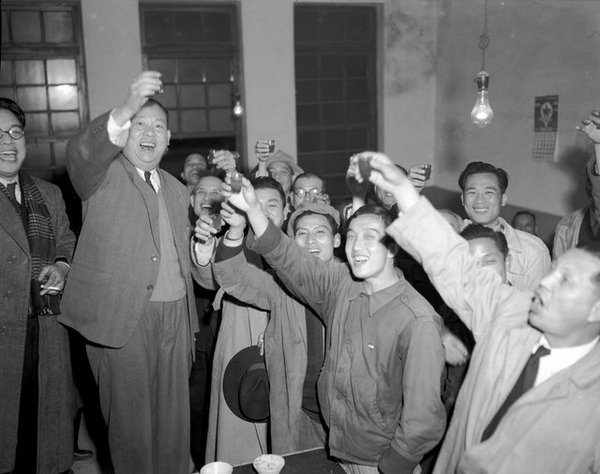
無黨籍臺南出身的吳三連（左二）於1951年1月7日當選臺北市第一屆民選市長後與支持者舉杯同歡

1950年起，臺灣開始實行地方自治，首度普選出包括臺北市長吳三連在內的縣市級行政首長，縣級與縣級以下之民意代表及臺灣省議會亦由公民直選產生。政府開始一系列扶植農業的政策，時任臺灣省政府主席陳誠推行土地改革（三七五減租、公地放領及耕者有其田），穩定農業。在工業方面，藉由土地改革，帶動民營企業和工商業發展，並以加工出口導向為主。1953年，臺灣經濟已逐漸恢復到戰前水準，由於日治時期的基礎、臺灣的資金人才與技術及美援等因素下，臺灣經濟逐步走向迅速成長，並開始興建更多大型水利、交通等基礎設施（如石門水庫、橫貫公路等）。
1951年9月4日至8日，日本與二戰同盟國代表共49國簽訂《舊金山和約》，於1952年4月28日生效。該條約中明文日本放棄臺灣主權，但無交代臺灣主權交予之對象，因而成為現今台灣主權未定論的主要依據。
1960年代，臺灣進口替代產業面臨內部市場飽和問題，同時一些工業化國家的工廠面臨工資上漲等因素，紛紛搬遷到一些具工業基礎又勞工成本低廉的地區，臺灣的經濟政策遂改為出口擴張。1966年，政府成立高雄加工出口區，這是亞洲第一個加工出口區。1963年，工業佔臺灣國民經濟中的比重已逐漸超過農業。此後直到第一次石油危機為止，臺灣長期保持年均兩位數以上的經濟成長率。此外，仿傚英國等實施區域分期完成自來水建設，自來水普及後，烏腳病逐漸不再發生。1968年，政府開始實施九年國民義務教育，對臺灣社會具有跨時代的重要意義。

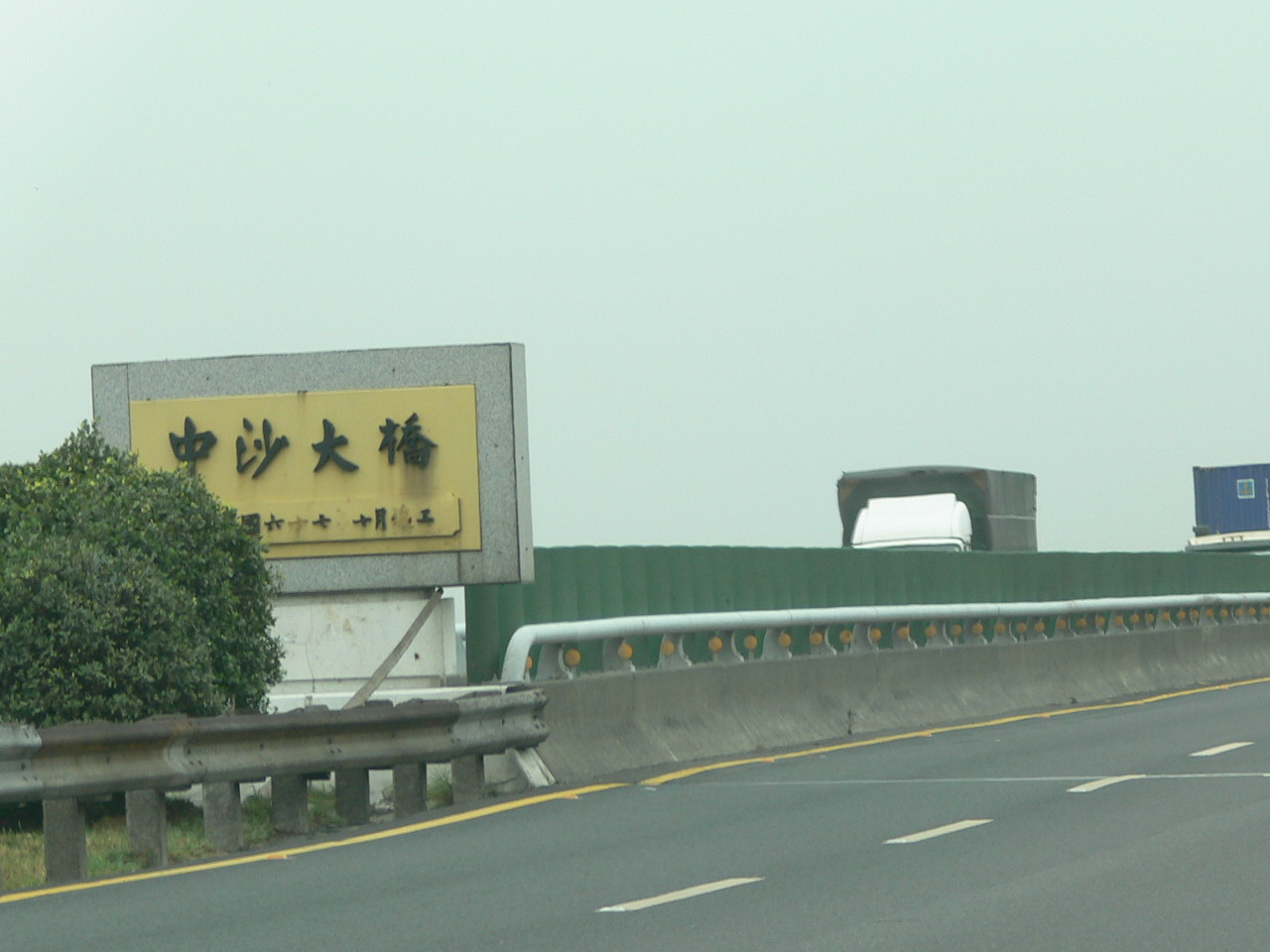
中山高速公路橫跨濁水溪的中沙大橋，象徵十大建設期間沙烏地阿拉伯對臺援助的情況

1970年代臺灣進入經濟起飛時代，由於石油危機帶來的全球經濟不景氣，1973年11月行政院院長蔣經國推動十大建設及十二大建設以穩定經濟發展。蔣中正1975年4月5日病逝後，副總統嚴家淦繼任總統至1978年屆滿。1978年蔣經國經由第一屆國民大會“選舉”，擔任第六、七任總統，並持續發展本土化及民主化，不過仍有特務監控人民，並以軍法審判平民。臺灣產業形態也由以農漁業為主轉型為以工業製造業與商業服務業為主，臺灣經濟發展迅速，人民所得與生活水準均有顯著提升。
1971年聯合國大會2758號決議將「蔣介石的代表」──中華民國政府逐出聯合國，此後兩蔣堅持漢賊不兩立，陸續與各國斷交。1979年1月1日，中華民國政府與美國斷交，外交處境造成相當衝擊。臺灣的黨外團體開始透過私下發行的政論雜誌，對國民黨執政的政府進行抗爭，要求全面落實民主政治與言論自由。1979年12月，高雄市發生美麗島事件，是臺灣規模最大的民主抗爭事件，之後對被逮捕相關人士的軍事審判更引起國際矚目。
1980年代，隨著產業從農業發展到輕重工業、國民教育普及，國內生產總值超過六千美元，臺灣名列亞洲四小龍之首，股市指數曾高達萬點，政府成立新竹科學工業園區，大力鼓勵內外廠商投資積體電路、電腦等高科技產業，臺灣中小企業也被電子產業的蓬勃發展所影響，此時臺灣個人電腦主機板產量因此位居世界第一，臺灣達到新興工業國家（NIEs）水準。隨著民主運動蓬勃展開，於1986年戒嚴狀態下，中國國民黨政府默許民主進步黨成立。由於陳文成命案、江南案、十信案等冤案與醜聞相繼爆發、黨外人士的抗爭與民主訴求，一般認為這是導致1987年7月14日總統蔣經國宣佈「解嚴」的主要原因，而強大的國際輿論帶給國民黨政府的壓力也不容忽視。隨後更進一步開放黨禁及報禁、開放民眾赴大陸探親。1988年蔣經國去世，副總統李登輝繼任，蔣家父子的威權統治隨之結束。

#### 1990年代至今
1990年代臺灣進一步落實自由民主與中央層級之政治改革，街頭抗爭成為臺灣日後自由民主社會的常見現象，著名的如五一九綠色運動、鹿港居民反杜邦設廠事件、五二〇農運、無殼蝸牛運動。李登輝於1990年第一屆國民大會第七次會議總統選舉當選之後，仍持續推動民主化與臺灣本土化政策，在任內陸續推動六次修憲。
1990年大學生發起三月學運，李登輝總統認同此學運並宣佈修憲及改選國民大會，在1991年5月1日宣佈結束「動員戡亂」，並結束「萬年國會」的運作。1992年11月，海峡两岸关系协会与海峡交流基金会就解决两会事务性商谈中如何表明坚持一个中国原则的态度问题所达成的以口头方式表达的“海峡两岸均坚持一个中國原则”的共识，后人称为“九二共识”。之後決定在1996年舉行首次總統直選。1995年3月，全民健保正式實施，臺灣福利制度的完善初見端倪。
1995年解放軍在接近臺灣的福建平潭島嶼上舉行一連串攻島軍事演習与多次與在近臺灣外海幾哩外進行飛彈試射，讓海峽兩岸緊張關係陡升，使臺灣人民憂慮與反感，意圖使臺灣無法進行總統選舉，美國為此派航空母艦戰鬥群前往臺灣海域確保臺灣海峽平靜。
1996年3月23日，李登輝與連戰獲選為中華民國第9任正副總統，也是中華民國史上首次直接民選的正副元首。1998年，中華民國政府為了解決中央與地方行政區的過度重疊而通過了省虛級化（凍省）。1999年，李登輝總統接受德國之聲採訪時提出了特殊的國與國關係，表示中華民國（R.O.C.）與中華人民共和國（P.R.C.）在實際上為兩個對等的國家。兩岸關係更加緊張。1999年9月21日南投地區發生芮氏規模達7.3的大地震，此為20世紀下半葉臺灣傷亡損失最大的天災，被稱作「九二一大地震」，後定此日為「國家防災日」。
2000年3月18日，由民主進步黨提名的陳水扁、呂秀蓮當選第10任正副總統，寫下首次政黨輪替的新頁。於2001年1月1日，廈門與金馬小型三通實施，展開兩岸小規模正式通商、通航和通郵。同年以「臺澎金馬個別關稅領域」名義加入世界貿易組織（WTO）。2002年8月，時任總統陳水扁公開表示中華民國（R.O.C.）與中華人民共和國（P.R.C.）的關係是「一邊一國」，引發北京當局反彈。2002年，中華民國教育部廢除大學聯考，以「大學入學指定科目考試、大學學科能力測驗、大學入學術科考試」作為大學多元入學的指標。2003年3月14日臺灣首例非典型肺炎引發SARS風波，使得全臺灣產生恐慌浪潮，創下臺灣戰後以來，醫院封院、街坊封樓、醫院外全面發燒篩檢的首見景況。2003年底成為東亞第一個立法保障公民投票權的地區。2004年3月19日，於總統大選前夕發生「三一九槍擊事件」，為中華民國政府遷台以來首次國家元首遭槍擊事件，翌日，陳水扁及呂秀蓮當選連任第11任正副總統。2005年6月立法院預算審核通過新十大建設。2006年8月12日起，針對陳水扁總統任內爆發的政治醜聞，由前民主進步黨主席施明德於臺灣發起「百萬人民倒扁運動」，要求陳水扁總統負起政治責任下台，又稱「紅衫軍運動」。
2008年3月22日，由中國國民黨提名的馬英九、蕭萬長在第12任正副總統選舉中勝出當選，是謂臺灣民主政治第二次政黨輪替。2009年8月，莫拉克颱風侵襲臺灣而發生嚴重水災，使中南部與東部蒙受巨大損失。同年7月16日至26日，高雄市舉辦「世界運動會」；臺北市亦於9月15到25日舉辦「夏季聽障奧林匹克運動會」，為當年度臺灣兩大國際賽事。第三次江陳會談提議將兩岸包機轉為兩岸定期航線，並於2009年8月31日啟航。2010年6月29日，第五次江陳會談於重慶正式簽署「兩岸經濟合作架構協議」，同年8月17日立法院正式表決通過。同年12月25日，五都升格正式實施，乃1950年以來臺灣地方制度的最大變革。其後，桃園縣於2011年被賦予「準直轄市」地位，2014年底正式升格為直轄市，為臺灣第六都。2012年馬英九與吳敦義在第13任正副總統連任成功。2010年11月6日至2011年4月25日，臺北市舉辦「2010年臺北國際花卉博覽會」，是臺灣第一個正式獲得國際園藝家協會及國際展覽局認證授權舉辦的A2/B1級國際園藝博覽會。2013年7月，發生「洪仲丘事件」，促使民間團體發起「白衫軍運動」，要求政府重視軍中人權，促成國軍制度改革。2014年3月18日，由不滿簽署《海峽兩岸服務貿易協議》審查程序的大學生和研究生發起「太陽花學運」，並趁員警不備時，約400名學生攻佔立法院。同年，3月23日，由於太陽花學運未獲政府正面回應，部分學生於晚間7時35分由行政院正門攻入，是為「323佔領行政院事件」。
2016年1月16日，由民主進步黨提名的蔡英文、陳建仁在第14任正副總統選舉中當選，為臺灣民主政治第三次政黨輪替，蔡英文成為中華民國第一位女性總統。另外，國會也在這次第9屆立法委員選舉首次政黨輪替，民主進步黨首次席次過半完全執政。2020年1月11日，民主進步黨推薦之蔡英文在第15任正副總統以8,170,231票、57.13%之得票率於總統選舉勝選成功連任，並創下自總統直選以來得票數最高紀錄。立法委員選舉，民主進步黨取得61席維持過半，中國國民黨、台灣民眾黨、時代力量、臺灣基進等四黨亦各有斬獲，另有5席由無黨籍候選人勝出。
2024年1月13日，由民主進步黨提名的時任副總統賴清德、蕭美琴在第16任正副總統選舉中當選，打破了過往所謂的「八年魔咒」，首次三度執政。但立法委員選舉則由中國國民黨以52席成為國會最大黨，民主進步黨未得到過半席次。

## 地理

### 位置地形

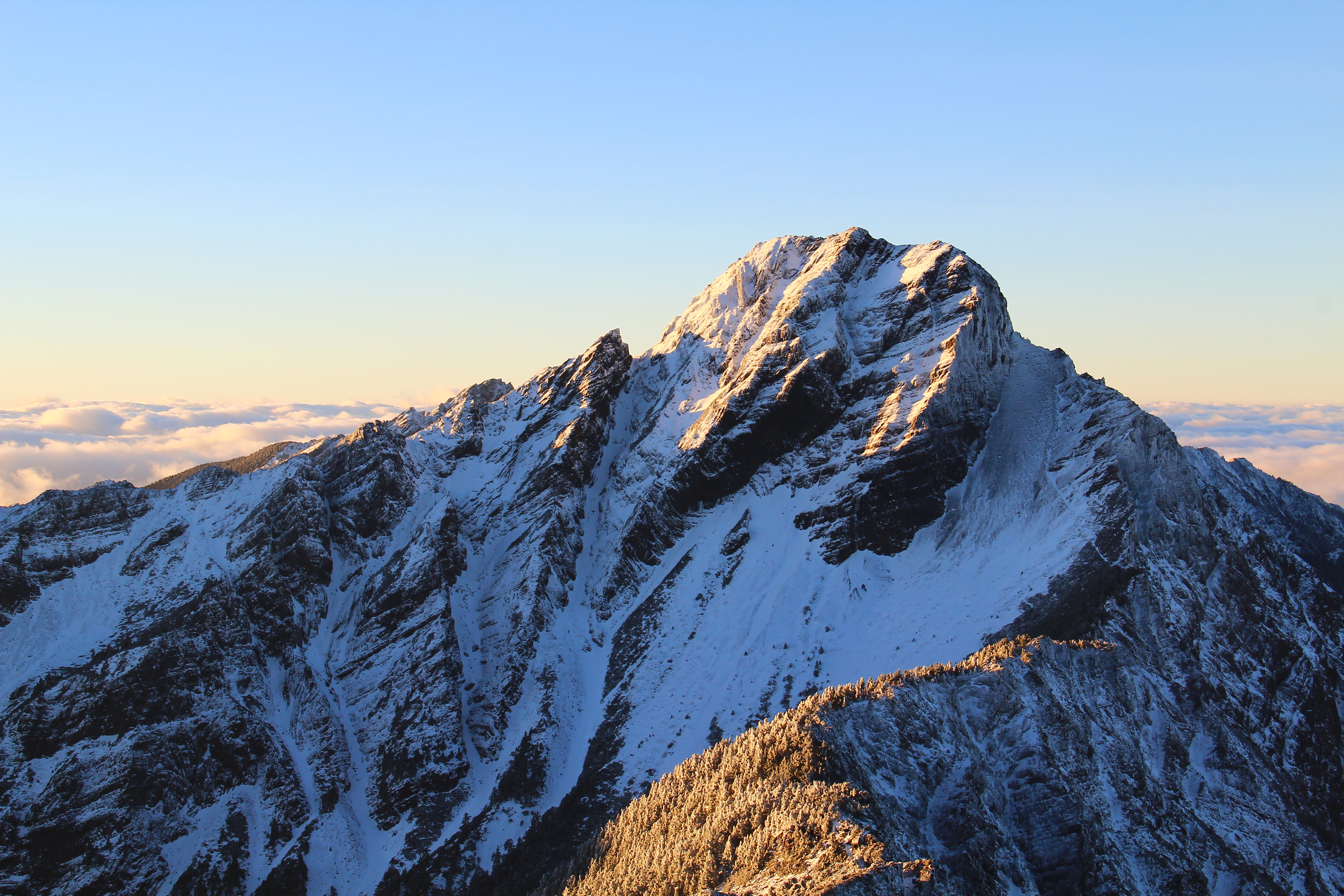
臺灣最高峰玉山

臺灣本島西與西北臨臺灣海峽，距福建海岸平均距離約200公里，臺灣海峽最窄之處為臺灣側的新竹縣到福建側的平潭島，直線距離約130公里；北邊隔東海與朝鮮半島相望；東北隔海與琉球群島相望；西南邊為南海，距廣東省海岸直線距離約300公里；東邊為太平洋，和與那國島相鄰約110公里；南邊隔巴士海峽與菲律賓群島相鄰。在西太平洋由千島群島、日本列島、琉球群島、臺灣、菲律賓群島等眾多島嶼所形成的東亞島弧中，臺灣位於中樞位置，由地緣政治理論上來看居東北亞與東南亞交會處，為亞太經貿運輸重要樞紐及重要戰略要地。，北迴歸線橫跨中南部。全島山勢高峻，地形海拔變化大，山脈大多呈東北偏北－西南偏南走向，平原狹窄，僅臺灣西部與東部地區縱谷內有少量平原，地震頻繁，溫泉與火山皆多。氣候屬高溫、多雨，春末夏初常因滯留鋒影響而有梅雨季，夏季及秋季初期常有颱風及西南季風侵襲，冬季則有東北季風吹拂。最冷月月均溫都在15℃以上，年雨量達2,510毫米以上，大約是世界平均的三倍之多，是亞太地區最潮濕多雨的島嶼之一。北部全年有雨，南部則集中在夏季降雨。地處熱帶及亞熱帶氣候區的臺灣，自然景觀與生態系資源相當豐富而多元。目前臺灣使用東經120度的UTC+8時區（國家標準時間）。
臺灣本島南北縱長約395公里，東西寬度最大約144公里，環島海岸線長約1,151公里，含屬島面積約35,886.8623平方公里，四面環海，島嶼整體形狀似長條蕃薯狀。臺灣四面環海，孕育各種海岸地形。北部海岸多為岬灣與岩岸，西部海岸多沙灘、沙丘、潟湖、泥質灘地，南部恆春半島是珊瑚礁海岸，東部屬斷層海岸，坡度陡峻且多斷崖。河流川短流急，不僅有岩石外露的河床，也有平沙舖地的河床，直流型的或曲流型的，甚至有湍急回頭灣，瀑布、壺穴、奇石，遍佈臺灣各條溪流上游。山脈大多呈北北東-南南西走向。主要山脈有縱貫南北的中央山脈，靠西側的玉山山脈與阿里山山脈，北部的雪山山脈，以及緊鄰東海岸海岸山脈。最高峰為玉山山脈的玉山主峰，海拔3,952公尺。臺灣為世界地勢高度第四高的島嶼。丘陵地帶則大多在北部與靠近山脈地區，如新竹丘陵、苗栗丘陵。這些山地與丘陵共約佔臺灣總面積的三分之二。平原與盆地雖狹小分散且只佔臺灣地形的三分之一，卻是人口稠密地區。主要盆地有北部的臺北盆地，中部的臺中盆地與埔里盆地，以及東部地區的泰源盆地等。嘉南平原位於臺灣南部的雲林、嘉義、臺南和高雄，是臺灣最大的平原。其他還有中部的彰化平原，南部的屏東平原，東北部的蘭陽平原，以及東部的花東縱谷平原等。地形如平原般平坦，但地勢較高的臺地有林口臺地、桃園臺地、大肚臺地、八卦臺地等。
中華民國實際控制區域包括臺灣本島與附屬的22座小島，以及臺灣海峽中澎湖群島的90座島嶼。其中臺灣岛約佔总面積98%，其約位於東經120度至122度、北緯22度至25度之間，北迴歸線經過嘉義縣水上鄉與花蓮縣瑞穗鄉、豐濱鄉等地。臺北市是中華民國首都，新北市是臺灣人口最多也是最大的城市，高雄市是面積最大的城市。臺灣的附屬島嶼有：位於東側外海的龜山島、綠島、蘭嶼，北部外海的彭佳嶼、棉花嶼、花瓶嶼、基隆嶼以及釣魚臺列嶼，西南沿海的小琉球，南部的七星岩。臺灣海峽西側的馬祖、金門與烏坵隸屬於福建省。南海上的東沙群島，及南沙群島中最大的天然島嶼太平島和中洲礁屬於南海諸島，歸高雄市管轄。

### 地質水文

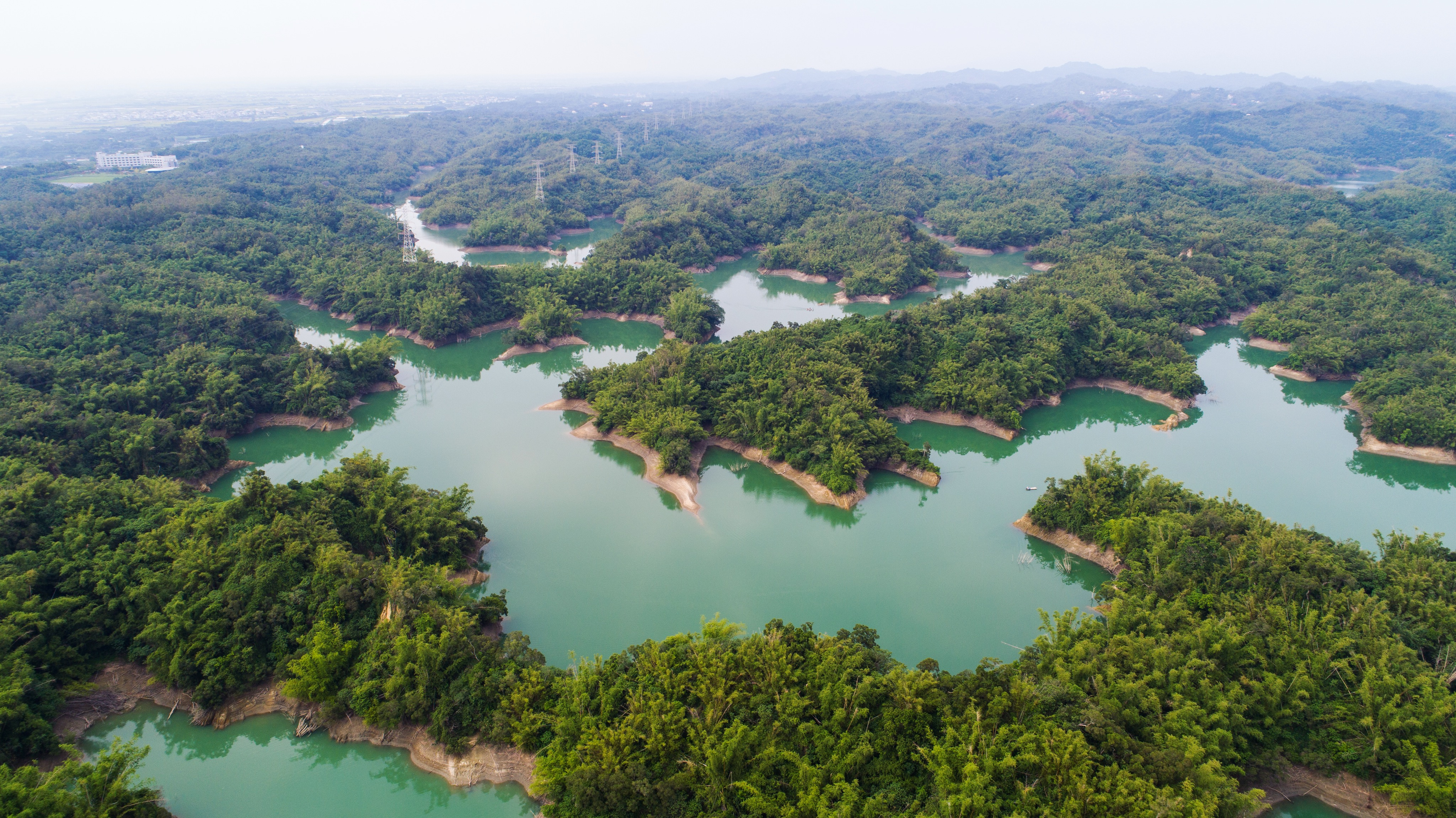
臺南中部的烏山頭水庫，由日本技師八田與一設計，作為整個嘉南大圳工程的一部分，對嘉南平原的灌溉有很深遠的影響

臺灣是由歐亞大陸板塊、沖繩板塊和菲律賓海板塊擠壓而隆起的島嶼，主要是由歐亞板塊和菲律賓海板塊的聚合作用產生。板塊聚合作用分為兩個部分，在菲律賓海板塊西邊，歐亞板塊隱沒至菲律賓海板塊下方，而菲律賓海板塊的北邊，則是菲律賓海板塊隱沒至歐亞板塊下方。板塊聚合作用使得臺灣逐漸隆起，並且在東南方形成菲律賓海溝與馬尼拉海溝、呂宋海槽和呂宋島弧，在東北方形成琉球海溝與琉球島弧，也使得臺灣成為多斷層的環境。臺灣突出海面後形成許多山脈。以花東縱谷為界，縱谷東邊的海岸山脈屬菲律賓海板塊，東北部的宜蘭、龜山島一帶屬於沖繩弧後張裂的一部分，西邊的中央山脈、雪山山脈與玉山山脈則屬於歐亞板塊。玉山山脈形成後，由於上層向西滑動而形成阿里山山脈。因降雨豐沛造就來自高山的大量沉積物，在山脈西側誕生沖積平原。至今持續的板塊運動，則產生頻繁的地震也造成許多火山群的形成，如北部的大屯火山群。臺灣位處板塊交界，孕育了各個斷層產生。主要斷層有921大地震的車籠埔斷層，使臺北盆地陷落形成康熙臺北湖的山腳斷層，東部最長的池上斷層，以及長達85公里的臺灣最長斷層潮州斷層等。
臺灣雨量豐沛，大、小河川密佈。最大分水嶺中央山脈分佈位置偏東，使得主要的河川大多分佈在西半部，包括長度最長位居中部地區的濁水溪，流域最廣位居南部地區的高屏溪，以及長度與流域面積均為第三而位居北部地區的淡水河。其他尚有頭前溪、後龍溪、大安溪、大甲溪、烏溪、曾文溪等；而東半部主要河川則有蘭陽溪、立霧溪、花蓮溪、秀姑巒溪、卑南溪等。臺灣天然湖泊稀少，最大的是日月潭，可能經由隕石撞擊形成的嘉明湖等，其餘多是人工修築的埤塘、水庫。臺灣的河川由於地勢陡峻，河床坡降極大，易發生洪水乾旱，因此早年即有水庫之建設，至2006年底已完成水庫堰壩109座，合計蓄水總容量有271,425萬立方公尺，有效容量219,905萬立方公尺，其中以曾文水庫最大，總容量71,270萬立方公尺，有效容量59,550萬立方公尺。在離島部分，澎湖縣有8座，金門縣13座以及連江縣7座。目前尚有多座水庫仍在規劃與興建階段。臺灣主要河川防洪工程，於日治時期起即有規劃實施，政府於1950年至1957年間，逐步實施日人未完成及興建中之計畫，防洪工程的重要隨經濟發展不斷提高，政府並在1979年至1985年推行之十二項建設第9項納入「修建臺灣西岸海堤及全島重要河堤計畫」，並持續在1986年至1991年14項重要建設第9項列入「繼續河海堤計畫」，1992年至1997年推動之國家建設六年計畫列入「河海堤後續六年計畫」。

### 氣候生物

依柯本氣候分類法劃分的臺灣氣候分區，顯示臺灣西部至南部多為夏雨冬乾的氣候，其餘地區則全年濕潤，沒有明顯的乾季

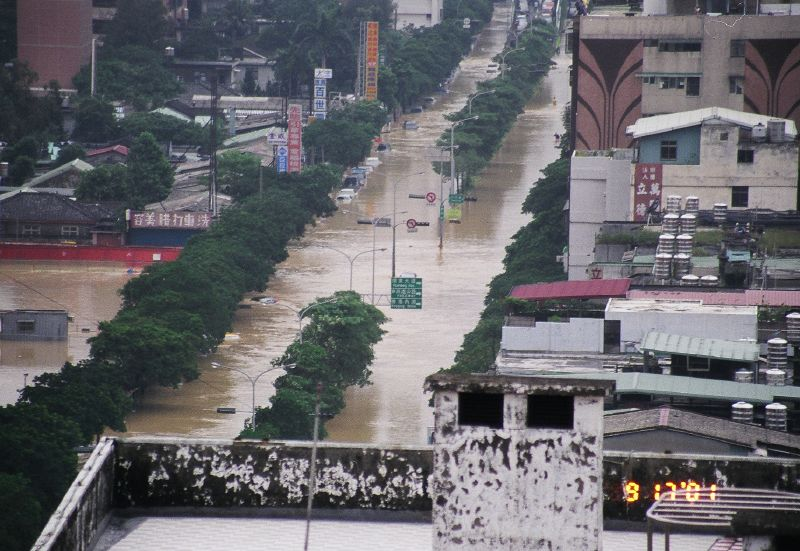
2001年中度颱風納莉過境後臺北市健康路的沒頂車輛

臺灣可分為兩個氣候区，大致以通过中南部嘉義縣及花蓮縣的北回歸線为界，中部及北部属亞熱帶季風氣候，嘉義以南属熱帶季風氣候。5月到9月為臺灣的夏季，天氣炎热，其中大臺北地區是盆地地形，以致熱能無法快速消散，又加上都市熱島效應影響，因此夏季最高氣溫經常可達35℃及以上，7月的平均氣溫可接近30℃。臺灣為海島地形，四面環海，每年9月至隔年5月北方的西伯利亞冷高壓南下时，冷空氣受到海洋调和，所以即使在冬季，氣溫相對於同緯度的華南地區稍顯溫暖。冬季時，臺南以北的平地氣溫有時會出現10℃以下的低溫。日治時代的臺灣，被日本人稱作「常夏之島」，意指臺灣四季如夏。不過台灣冬季則相對涼爽，中部及北部1月平均氣溫15~17℃左右，南部1月平均氣溫可高達17-21℃左右。而位處山區的合歡山、玉山、雪山等海拔超過1,500公尺以上的高山由於地勢高，故11月~4月常有降雪。
由於季節、位置、海拔標高的不同，臺灣各地區降雨量也隨之變化。北部、東部全年有雨，其中基隆因降雨量豐沛而被稱為「雨港」，台灣東北角火燒寮最適合降雨，也是東亞下雨日數最多的地方。中南部的雨季主要集中在夏季。臺灣冬季盛行由蒙古高壓所帶來的東北季風，夏季盛行西南季風，高峻山脈能阻隔季風，形成雨影效應。臺灣經常有颱風侵襲，6月至9月是颱風季，每年夏、秋兩季平均都有三到四個颱風侵襲臺灣。颱風為臺灣提供了豐沛的水分，但由於降雨空間和時間分佈十分不均，容易引發洪水與土石流等災害。另一方面，如果缺少夏季颱風所帶來的雨水，到冬季就容易出現乾旱；因此，各大河川普遍修築水壩，雨季蓄水兼發電，旱季提供民生用水。
| ㋀                                | ㋁        | ㋂        | ㋃        | ㋄        | ㋅        | ㋆        | ㋇        | ㋈        | ㋉        | ㋊       | ㋋       |
| 83 19 14                          | 170 20 14 | 180 22 16 | 178 26 19 | 235 29 22 | 326 32 25 | 245 34 26 | 322 34 26 | 361 31 25 | 149 28 22 | 83 24 19 | 73 21 16 |
| 平均最高及最低溫度以攝氏（℃）表記 |           |           |           |           |           |           |           |           |           |          |          |
| 降雨總量單位為（㎜）              |           |           |           |           |           |           |           |           |           |          |          |
| 資料來源：中央氣象局              |           |           |           |           |           |           |           |           |           |          |          |

| 英制單位換算                      | 英制單位換算 | 英制單位換算 | 英制單位換算 | 英制單位換算 | 英制單位換算 | 英制單位換算 | 英制單位換算 | 英制單位換算 | 英制單位換算 | 英制單位換算 | 英制單位換算 |
| --------------------------------- | ------------ | ------------ | ------------ | ------------ | ------------ | ------------ | ------------ | ------------ | ------------ | ------------ | ------------ |
| ㋀                                | ㋁           | ㋂           | ㋃           | ㋄           | ㋅           | ㋆           | ㋇           | ㋈           | ㋉           | ㋊           | ㋋           |
| 3.3 66 57                         | 6.7 67 58    | 7.1 72 60    | 7 78 66      | 9.2 85 72    | 13 90 76     | 9.6 94 79    | 13 93 79     | 14 88 77     | 5.9 82 72    | 3.3 76 67    | 2.9 69 60    |
| 平均最高及最低溫度以華氏（℉）表記 |              |              |              |              |              |              |              |              |              |              |              |
| 降雨總量單位為英吋（㏌）          |              |              |              |              |              |              |              |              |              |              |              |

| ㋀                                | ㋁        | ㋂        | ㋃        | ㋄        | ㋅        | ㋆        | ㋇        | ㋈        | ㋉        | ㋊       | ㋋       |
| 83 19 14                          | 170 20 14 | 180 22 16 | 178 26 19 | 235 29 22 | 326 32 25 | 245 34 26 | 322 34 26 | 361 31 25 | 149 28 22 | 83 24 19 | 73 21 16 |
| 平均最高及最低溫度以攝氏（℃）表記 |           |           |           |           |           |           |           |           |           |          |          |
| 降雨總量單位為（㎜）              |           |           |           |           |           |           |           |           |           |          |          |
| 資料來源：中央氣象局              |           |           |           |           |           |           |           |           |           |          |          |

| 英制單位換算                      | 英制單位換算 | 英制單位換算 | 英制單位換算 | 英制單位換算 | 英制單位換算 | 英制單位換算 | 英制單位換算 | 英制單位換算 | 英制單位換算 | 英制單位換算 | 英制單位換算 |
| --------------------------------- | ------------ | ------------ | ------------ | ------------ | ------------ | ------------ | ------------ | ------------ | ------------ | ------------ | ------------ |
| ㋀                                | ㋁           | ㋂           | ㋃           | ㋄           | ㋅           | ㋆           | ㋇           | ㋈           | ㋉           | ㋊           | ㋋           |
| 3.3 66 57                         | 6.7 67 58    | 7.1 72 60    | 7 78 66      | 9.2 85 72    | 13 90 76     | 9.6 94 79    | 13 93 79     | 14 88 77     | 5.9 82 72    | 3.3 76 67    | 2.9 69 60    |
| 平均最高及最低溫度以華氏（℉）表記 |              |              |              |              |              |              |              |              |              |              |              |
| 降雨總量單位為英吋（㏌）          |              |              |              |              |              |              |              |              |              |              |              |

| ㋀                                | ㋁       | ㋂       | ㋃        | ㋄        | ㋅        | ㋆        | ㋇        | ㋈       | ㋉       | ㋊       | ㋋       |
| 36 22 13                          | 88 22 14 | 94 25 16 | 135 28 20 | 225 30 23 | 343 32 24 | 246 33 25 | 317 33 25 | 98 32 24 | 16 30 22 | 19 27 18 | 26 24 14 |
| 平均最高及最低溫度以攝氏（℃）表記 |          |          |           |           |           |           |           |          |          |          |          |
| 降雨總量單位為（㎜）              |          |          |           |           |           |           |           |          |          |          |          |
| 資料來源：中央氣象局              |          |          |           |           |           |           |           |          |          |          |          |

| 英制單位換算                      | 英制單位換算 | 英制單位換算 | 英制單位換算 | 英制單位換算 | 英制單位換算 | 英制單位換算 | 英制單位換算 | 英制單位換算 | 英制單位換算 | 英制單位換算 | 英制單位換算 |
| --------------------------------- | ------------ | ------------ | ------------ | ------------ | ------------ | ------------ | ------------ | ------------ | ------------ | ------------ | ------------ |
| ㋀                                | ㋁           | ㋂           | ㋃           | ㋄           | ㋅           | ㋆           | ㋇           | ㋈           | ㋉           | ㋊           | ㋋           |
| 1.4 72 55                         | 3.5 72 57    | 3.7 76 61    | 5.3 82 67    | 8.9 86 73    | 13 89 76     | 9.7 91 77    | 12 91 77     | 3.9 89 75    | 0.6 86 71    | 0.7 81 65    | 1 74 58      |
| 平均最高及最低溫度以華氏（℉）表記 |              |              |              |              |              |              |              |              |              |              |              |
| 降雨總量單位為英吋（㏌）          |              |              |              |              |              |              |              |              |              |              |              |

| ㋀                                | ㋁       | ㋂       | ㋃        | ㋄        | ㋅        | ㋆        | ㋇        | ㋈       | ㋉       | ㋊       | ㋋       |
| 36 22 13                          | 88 22 14 | 94 25 16 | 135 28 20 | 225 30 23 | 343 32 24 | 246 33 25 | 317 33 25 | 98 32 24 | 16 30 22 | 19 27 18 | 26 24 14 |
| 平均最高及最低溫度以攝氏（℃）表記 |          |          |           |           |           |           |           |          |          |          |          |
| 降雨總量單位為（㎜）              |          |          |           |           |           |           |           |          |          |          |          |
| 資料來源：中央氣象局              |          |          |           |           |           |           |           |          |          |          |          |

| 英制單位換算                      | 英制單位換算 | 英制單位換算 | 英制單位換算 | 英制單位換算 | 英制單位換算 | 英制單位換算 | 英制單位換算 | 英制單位換算 | 英制單位換算 | 英制單位換算 | 英制單位換算 |
| --------------------------------- | ------------ | ------------ | ------------ | ------------ | ------------ | ------------ | ------------ | ------------ | ------------ | ------------ | ------------ |
| ㋀                                | ㋁           | ㋂           | ㋃           | ㋄           | ㋅           | ㋆           | ㋇           | ㋈           | ㋉           | ㋊           | ㋋           |
| 1.4 72 55                         | 3.5 72 57    | 3.7 76 61    | 5.3 82 67    | 8.9 86 73    | 13 89 76     | 9.7 91 77    | 12 91 77     | 3.9 89 75    | 0.6 86 71    | 0.7 81 65    | 1 74 58      |
| 平均最高及最低溫度以華氏（℉）表記 |              |              |              |              |              |              |              |              |              |              |              |
| 降雨總量單位為英吋（㏌）          |              |              |              |              |              |              |              |              |              |              |              |

| ㋀                                | ㋁       | ㋂       | ㋃       | ㋄        | ㋅        | ㋆        | ㋇        | ㋈        | ㋉       | ㋊       | ㋋       |
| 16 24 16                          | 21 25 17 | 39 27 19 | 70 29 22 | 197 31 25 | 415 32 26 | 391 32 26 | 417 32 26 | 242 31 26 | 43 30 24 | 19 28 21 | 16 25 17 |
| 平均最高及最低溫度以攝氏（℃）表記 |          |          |          |           |           |           |           |           |          |          |          |
| 降雨總量單位為（㎜）              |          |          |          |           |           |           |           |           |          |          |          |
| 資料來源：中央氣象局              |          |          |          |           |           |           |           |           |          |          |          |

| 英制單位換算                      | 英制單位換算 | 英制單位換算 | 英制單位換算 | 英制單位換算 | 英制單位換算 | 英制單位換算 | 英制單位換算 | 英制單位換算 | 英制單位換算 | 英制單位換算 | 英制單位換算 |
| --------------------------------- | ------------ | ------------ | ------------ | ------------ | ------------ | ------------ | ------------ | ------------ | ------------ | ------------ | ------------ |
| ㋀                                | ㋁           | ㋂           | ㋃           | ㋄           | ㋅           | ㋆           | ㋇           | ㋈           | ㋉           | ㋊           | ㋋           |
| 0.6 75 60                         | 0.8 76 62    | 1.5 80 67    | 2.7 84 72    | 7.8 87 77    | 16 89 79     | 15 90 80     | 16 89 79     | 9.5 89 78    | 1.7 86 75    | 0.7 82 70    | 0.6 77 63    |
| 平均最高及最低溫度以華氏（℉）表記 |              |              |              |              |              |              |              |              |              |              |              |
| 降雨總量單位為英吋（㏌）          |              |              |              |              |              |              |              |              |              |              |              |

| ㋀                                | ㋁       | ㋂       | ㋃       | ㋄        | ㋅        | ㋆        | ㋇        | ㋈        | ㋉       | ㋊       | ㋋       |
| 16 24 16                          | 21 25 17 | 39 27 19 | 70 29 22 | 197 31 25 | 415 32 26 | 391 32 26 | 417 32 26 | 242 31 26 | 43 30 24 | 19 28 21 | 16 25 17 |
| 平均最高及最低溫度以攝氏（℃）表記 |          |          |          |           |           |           |           |           |          |          |          |
| 降雨總量單位為（㎜）              |          |          |          |           |           |           |           |           |          |          |          |
| 資料來源：中央氣象局              |          |          |          |           |           |           |           |           |          |          |          |

| 英制單位換算                      | 英制單位換算 | 英制單位換算 | 英制單位換算 | 英制單位換算 | 英制單位換算 | 英制單位換算 | 英制單位換算 | 英制單位換算 | 英制單位換算 | 英制單位換算 | 英制單位換算 |
| --------------------------------- | ------------ | ------------ | ------------ | ------------ | ------------ | ------------ | ------------ | ------------ | ------------ | ------------ | ------------ |
| ㋀                                | ㋁           | ㋂           | ㋃           | ㋄           | ㋅           | ㋆           | ㋇           | ㋈           | ㋉           | ㋊           | ㋋           |
| 0.6 75 60                         | 0.8 76 62    | 1.5 80 67    | 2.7 84 72    | 7.8 87 77    | 16 89 79     | 15 90 80     | 16 89 79     | 9.5 89 78    | 1.7 86 75    | 0.7 82 70    | 0.6 77 63    |
| 平均最高及最低溫度以華氏（℉）表記 |              |              |              |              |              |              |              |              |              |              |              |
| 降雨總量單位為英吋（㏌）          |              |              |              |              |              |              |              |              |              |              |              |

| ㋀                                | ㋁       | ㋂       | ㋃       | ㋄        | ㋅        | ㋆        | ㋇        | ㋈        | ㋉        | ㋊       | ㋋       |
| 43 23 17                          | 48 24 17 | 43 25 19 | 74 28 21 | 157 30 23 | 248 31 25 | 281 32 26 | 308 32 26 | 299 31 25 | 236 29 23 | 78 27 21 | 42 24 18 |
| 平均最高及最低溫度以攝氏（℃）表記 |          |          |          |           |           |           |           |           |           |          |          |
| 降雨總量單位為（㎜）              |          |          |          |           |           |           |           |           |           |          |          |
| 資料來源：中央氣象局              |          |          |          |           |           |           |           |           |           |          |          |

| 英制單位換算                      | 英制單位換算 | 英制單位換算 | 英制單位換算 | 英制單位換算 | 英制單位換算 | 英制單位換算 | 英制單位換算 | 英制單位換算 | 英制單位換算 | 英制單位換算 | 英制單位換算 |
| --------------------------------- | ------------ | ------------ | ------------ | ------------ | ------------ | ------------ | ------------ | ------------ | ------------ | ------------ | ------------ |
| ㋀                                | ㋁           | ㋂           | ㋃           | ㋄           | ㋅           | ㋆           | ㋇           | ㋈           | ㋉           | ㋊           | ㋋           |
| 1.7 73 63                         | 1.9 75 63    | 1.7 77 66    | 2.9 82 70    | 6.2 86 73    | 9.8 88 77    | 11 90 79     | 12 90 79     | 12 88 77     | 9.3 84 73    | 3.1 81 70    | 1.7 75 64    |
| 平均最高及最低溫度以華氏（℉）表記 |              |              |              |              |              |              |              |              |              |              |              |
| 降雨總量單位為英吋（㏌）          |              |              |              |              |              |              |              |              |              |              |              |

| ㋀                                | ㋁       | ㋂       | ㋃       | ㋄        | ㋅        | ㋆        | ㋇        | ㋈        | ㋉        | ㋊       | ㋋       |
| 43 23 17                          | 48 24 17 | 43 25 19 | 74 28 21 | 157 30 23 | 248 31 25 | 281 32 26 | 308 32 26 | 299 31 25 | 236 29 23 | 78 27 21 | 42 24 18 |
| 平均最高及最低溫度以攝氏（℃）表記 |          |          |          |           |           |           |           |           |           |          |          |
| 降雨總量單位為（㎜）              |          |          |          |           |           |           |           |           |           |          |          |
| 資料來源：中央氣象局              |          |          |          |           |           |           |           |           |           |          |          |

| 英制單位換算                      | 英制單位換算 | 英制單位換算 | 英制單位換算 | 英制單位換算 | 英制單位換算 | 英制單位換算 | 英制單位換算 | 英制單位換算 | 英制單位換算 | 英制單位換算 | 英制單位換算 |
| --------------------------------- | ------------ | ------------ | ------------ | ------------ | ------------ | ------------ | ------------ | ------------ | ------------ | ------------ | ------------ |
| ㋀                                | ㋁           | ㋂           | ㋃           | ㋄           | ㋅           | ㋆           | ㋇           | ㋈           | ㋉           | ㋊           | ㋋           |
| 1.7 73 63                         | 1.9 75 63    | 1.7 77 66    | 2.9 82 70    | 6.2 86 73    | 9.8 88 77    | 11 90 79     | 12 90 79     | 12 88 77     | 9.3 84 73    | 3.1 81 70    | 1.7 75 64    |
| 平均最高及最低溫度以華氏（℉）表記 |              |              |              |              |              |              |              |              |              |              |              |
| 降雨總量單位為英吋（㏌）          |              |              |              |              |              |              |              |              |              |              |              |

臺灣位於亞熱帶與熱帶，以及歐亞大陸與太平洋的交界處。氣候條件使早期臺灣利於生物生存，臺灣海峽的隔離，則使冰河時期經由陸橋從歐亞大陸遷移而來的物種，演化成島上特有種。另外高山對季風的阻擋能使島內環境變化較大，例如降雨量的差異。複雜的地形則導致地理隔離，有利於新物種的形成。流經菲律賓、臺灣與日本海域的黑潮洋流，也是生物的營養來源，一方面帶來海洋動物與浮游生物，一方面則帶來南方植物。臺灣陸地的森林種類主要受到海拔高度影響。海拔700公尺以下是亞熱帶闊葉林，海拔700-1800公尺是闊葉林，1800-2500公尺是混合林，2500-3500公尺則是針葉林，3500公尺以上的高山地帶則是苔蘚或草原。不同種類森林所構成的環境，也是各種植物、動物、與真菌的棲息地。臺灣的海岸線與鄰近海岸地區，過去擁有廣大的紅樹林與沼澤，並因此孕育許多生活在潮間帶的動物。但現今大多已經消失，只保留在例如臺南的七股濕地與臺北的淡水河河口等少數區域。此外最南端的恆春半島，至今仍存有熱帶季風林與珊瑚礁。由於人類在平地開發，大型野生動物大多僅能分佈在山區或較稀少的低海拔森林中。棲地破壞和外來種引入造成臺灣部分原生物種負面影響，有些甚至瀕臨滅絕或已滅絕。如福壽螺、美國螯蝦、澳洲淡水龍蝦、吳郭魚與非洲大蝸牛這五個外來種引進後，因欠缺天敵制衡，過度繁殖，導致臺灣原生的田螺、螯蝦和鯽魚大為減少；17世紀時臺灣梅花鹿曾經滿山遍野，但因長期過度捕獵大量鹿皮外銷，目前野生梅花鹿已經瀕臨滅絕。
為保護自然風景及野生動植物，內政部營建署自1982年起已公告成立9座國家公園。另為保護野生動植物棲息地，自1986年起也陸續公告22個自然保留區及20個野生動物保護區等多處自然保護區域。

### 人文风光
自1972年聯合國教科文組織通過《保護世界文化與自然遺產公約》以來，受制國際社會現實，以中華民國名義，臺灣一直無法簽署世界遺產公約，因此臺灣暫無任何地點或景觀登錄為世界遺產。自2000年起，行政院文化建設委員會開始推動臺灣世界遺產潛力點評估工作，分別於2002年、2009年評選出17處世界遺產潛力點，並在各地舉辦巡迴講座，推動社區認同、基礎研究調查、保護措施等工作。2010年國際文化資產日研討會發表烏山頭水庫及嘉南大圳成為臺灣人心目中最佳的世界遺產潛力點。到2011年為止，臺灣的世界遺產潛力點調整並增至為18處。

## 行政區劃
臺灣行政區劃起始於17世紀的荷西統治時期，現今主要根據中華民國《地方制度法》，劃分為1個省（即臺灣省）、6個直轄市（臺北市、新北市、桃園市、臺中市、臺南市、高雄市），其中臺灣省共劃分為11個縣（含澎湖群島澎湖縣）、3個市（基隆市、新竹市、嘉義市）。
| 省／直轄市 | 首府           | 區劃                           | 人口數 （2025年6月） | 面積 （km²） | 密度 （人/km²） |
| ---------- | -------------- | ------------------------------ | -------------------- | ------------ | --------------- |
| 臺灣省     | 無             | 11縣3市                        | 6,890,790            | 25,110.0037  | 274.42          |
| 臺北市     | 信義區         | 12區                           | 2,453,842            | 271.7997     | 9,028.13        |
| 新北市     | 板橋區         | 29區 （含1直轄市山地原住民區） | 4,048,526            | 2,052.5667   | 1,972.42        |
| 桃園市     | 桃園區         | 13區（含1直轄市山地原住民區）  | 2,349,804            | 1,220.9540   | 1,924.56        |
| 臺中市     | 西屯區、豐原區 | 29區（含1直轄市山地原住民區）  | 2,867,641            | 2,214.8968   | 1,294.71        |
| 臺南市     | 安平區、新營區 | 37區                           | 1,856,931            | 2,191.6531   | 847.27          |
| 高雄市     | 苓雅區、鳳山區 | 38區 （含3直轄市山地原住民區） | 2,725,804            | 2,951.8524   | 923.42          |

| 10 | 臺灣省 | 無                                                            | 日治臺灣 | 1885年大清設立福建臺灣省。 1895年5月依據《馬關條約》臺灣改隸大日本帝國進入日治時期。 1945年10月中華民國於第二次世界大戰結束後接管臺灣設立臺灣省。 1998年12月臺灣省虛級化，2018年12月省政機關去任務化。 臺灣省政府在1945年至1956年間位於臺北市， 1956年至2018年間位於南投縣南投市中興新村。 |
| 63 | 臺北市 | 臺北市信義區                                                  | 臺北州   | 1920年10月臺北州下設立州轄市臺北市。 1945年10月改制為臺灣省之省轄市臺北市。 1967年7月1日改制為直轄市。 |
| 64 | 高雄市 | 高雄市苓雅區（四維行政中心） 高雄市鳳山區（鳳山行政中心）     | 高雄州   | 1920年10月設立高雄州，1924年12月高雄州下設立州轄市高雄市。 1945年10月改制為臺灣省轄之高雄縣與省轄市高雄市。 1979年7月1日高雄市改制為直轄市。 2010年12月25日高雄直轄市與臺灣省高雄縣合併改制為新直轄市。                                                                                    |
| 65 | 新北市 | 新北市板橋區                                                  | 臺北州   | 1920年10月設立臺北州。 1945年10月改制為臺灣省轄之臺北縣。 2010年12月25日改制為直轄市。 |
| 66 | 臺中市 | 臺中市西屯區（臺灣大道市政大樓） 臺中市豐原區（陽明市政大樓） | 臺中州   | 1920年10月設立臺中州，臺中州下設立州轄市臺中市。 1945年10月改制為臺灣省轄之臺中縣與省轄市臺中市。 2010年12月25日臺灣省臺中縣與臺中市合併改制為直轄市。 |
| 67 | 臺南市 | 臺南市安平區（永華市政中心） 臺南市新營區（民治市政中心）     | 臺南州   | 1920年10月設立臺南州，臺南州下設立州轄市臺南市。 1945年10月改制為臺灣省轄之臺南縣與省轄市臺南市。 2010年12月25日臺灣省臺南縣與臺南市合併改制為直轄市。 |
| 68 | 桃園市 | 桃園市桃園區                                                  | 新竹州   | 1920年10月設立新竹州。 1945年10月改制為臺灣省轄之新竹縣，1950年8月改名桃園縣。 2014年12月25日改制為直轄市。 |

### 行政區劃演變
| 年代（時期）                      | 行政區 | 備註 |
| --------------------------------- | --- | --- |
| 遠古－17世紀初期                  | 不適用 | 臺灣原住民族曾經有過跨部落之政權，但是其間行政區劃未有史料記載。                                                        |
| 1624年－1662年 （荷蘭統治時期）   | 荷蘭東印度公司臺灣長官管轄： 4地方會議區（北部地方會議區、南部地方會議區、淡水地方會議區、卑南地方會議區） | 荷蘭在雞籠之戰後取得原西班牙在臺灣北部之領地，因領土增加乃分區設立地方會議。                                            |
| 1626年－1642年 （西班牙統治時期） | 西班牙雞籠淡水長官管轄： 3省區（淡水省區、哆囉滿省區、噶瑪蘭省區）                                         | 在臺灣最早之行政區記錄                                                                                                  |
| 1662年－1664年 （明鄭時期）       | 明鄭管轄： 1府2縣1安撫司（承天府、天興縣、萬年縣、澎湖安撫司）                                             | 鄭成功攻臺擊敗荷蘭後統治臺灣                                                                                            |
| 1664年－1683年 （明鄭時期）       | 明鄭管轄： 1府2州3安撫司（承天府、天興州、萬年州、南路安撫司、北路安撫司、澎湖安撫司）                     | |
| 1683年－1875年 （清治時期）       | 大清福建省臺廈道→臺灣道管轄： 1府（臺灣府下轄3→4縣、0→3廳）                                                | 大清擊敗明鄭後統治臺灣                                                                                                  |
| 1875年－1887年 （清治時期）       | 大清福建省臺灣道管轄： 2府（臺灣府、臺北府；府之下共轄8縣、4廳）                                           | |
| 1887年－1895年 （清治時期）       | 大清福建臺灣省臺灣道管轄： 3府1直隸州（臺灣府、臺北府、臺南府、臺東直隸州；府之下共轄11縣、3→4廳）         | 清治末期臺灣建省 |
| 1895年－1901年 （日治時期）       | 大日本帝國臺灣總督府管轄： 3－6縣、0－2民政支部、1－4廳                                                    | 臺灣依據《馬關條約》改隸大日本帝國成為其外地， 日治初期因臺民的抗日運動以致行政區頻繁調整                               |
| 1901年－1920年 （日治時期）       | 大日本帝國臺灣總督府管轄： 20→12廳                                                                         | |
| 1920年－1945年 （日治時期）       | 大日本帝國臺灣總督府管轄： 5州、2→3廳（臺北州、新竹州、臺中州、臺南州、高雄州、花蓮港廳、臺東廳；澎湖廳）  | 大日本帝國在臺灣實施與日本內地的都道府縣類似的行政區制度。 首個將臺灣原住民族聚居的蕃地納入包含臺灣所有土地之行政區劃。 |
| 1945年－1950年 （戰後時期）       | 中華民國臺灣省政府管轄： 8縣、9市                                                                          | 中華民國於第二次世界大戰結束後接管臺灣，設立臺灣省                                                                      |
| 1950年－2014年 （戰後時期）       | 中華民國政府管轄： 1省（下轄縣、市、管理局）、0→5直轄市（臺北市；高雄市；新北市、臺中市、臺南市）          | 中華民國政府遷臺後臺灣本島成為政府實際控制區的主要部分， 政府並在臺灣逐步增設直轄市，並將臺灣省虛級化。                 |
| 2014年至今 （戰後時期）           | 中華民國政府管轄： 1省6直轄市（新增桃園市；臺灣省下轄11縣、3市）                                           | 臺灣省政機關於2018年底去任務化， 所有6直轄市、11縣、3市共20個行政區皆由中央政府直接管轄。                               |

## 政治

### 法律
臺灣首部成文法實施於17世紀之荷蘭統治時期，後經過以明律為綱的明鄭嚴刑峻罰、臺灣清治時期之大清律法、臺灣日治時期的六三法等特別法，至中華民國政府開始統治之後則以大陸法系的中華民國法律為主軸。除了適用於臺澎金馬（即臺灣地區）的《中華民國憲法》及《中華民國憲法增修條文》外，尚有法律和命令三個層級，其中，仍以中華民國憲法及其增修條文為基礎，所有規範皆不可違背在其上位階的規定。

### 主權

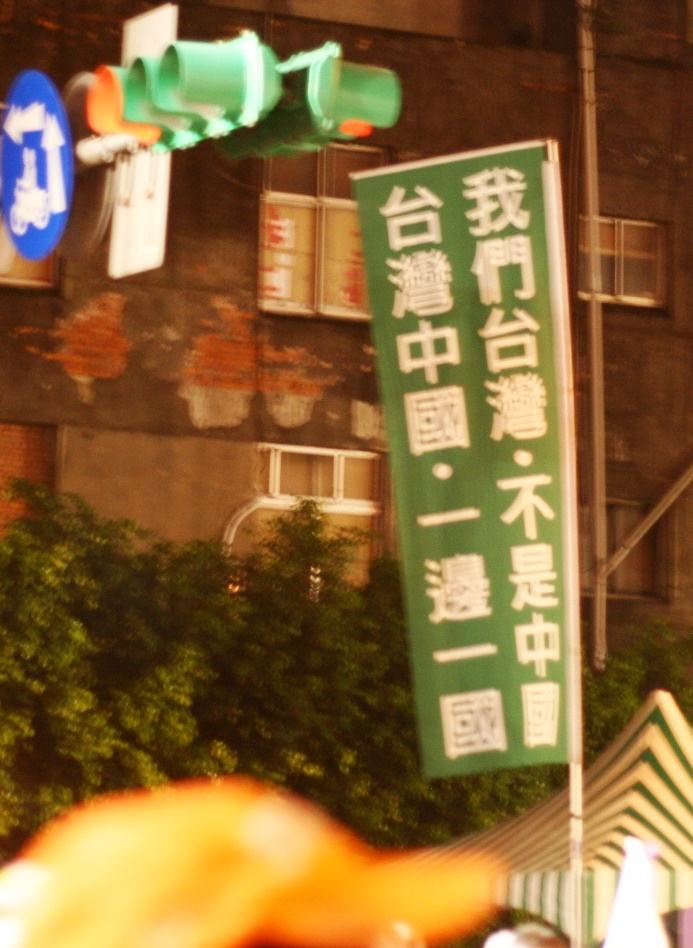
臺灣獨立運動支持者的訴求標語

臺灣自17世紀開始有歷史文字紀錄以來，曾經歷多個政權統治。最近一次更動為1945年10月25日起由中華民國接管。此外，未曾統轄臺灣的中華人民共和國政府也聲稱擁有領土主權，視臺灣為其尚未統一的領土。雙方對此仍有爭議。
中華民國政府在1949年12月後，因在国共内战中失去對中國大陸的控制，將中央政府遷至臺灣政經中心臺北市，使得臺灣成為中華民國現今實際控制的主要地區。經過1980年代以來的民主化和本土化運動、1990年代以來的七次修憲、以及1996年開始的總統直選，中華民國原主要設計用於中國大陸的政治體制，已逐漸與臺灣社會結合；原本作為地理名詞的「臺灣」，也逐漸成為國際社會對中華民國的代稱。
由於長期受到境外政權統治，臺灣社會自1940年代以來開始出現要求成為完全之獨立國家的呼聲，其所代表的支持兩岸統一的「統派」與支持臺灣獨立的「獨派」並列為臺灣當前的兩大政治思想，所衍伸出來的「統獨問題」影響臺灣社會與未來發展甚深。

### 人权
《中華民國憲法》第八條：「人民身體之自由應予保障」。第十条：“人民有居住及迁徙之自由。”第11条：“人民有言论、讲学、著作及出版之自由”。
臺灣的人權狀況在過去數十年間有長足的進步，在2004年自由之家的報告中，臺灣在公民自由方面的分數為1，政治權利方面的分數為2（1為最高，7為最低），意即臺灣在亞洲國家中屬最自由國家之列。
近來臺灣社會對於死刑存廢、學生服儀、居住正義等問題出現一些爭議；此外，近來同性婚姻在臺灣也是個受關注的議題。

### 政府組織

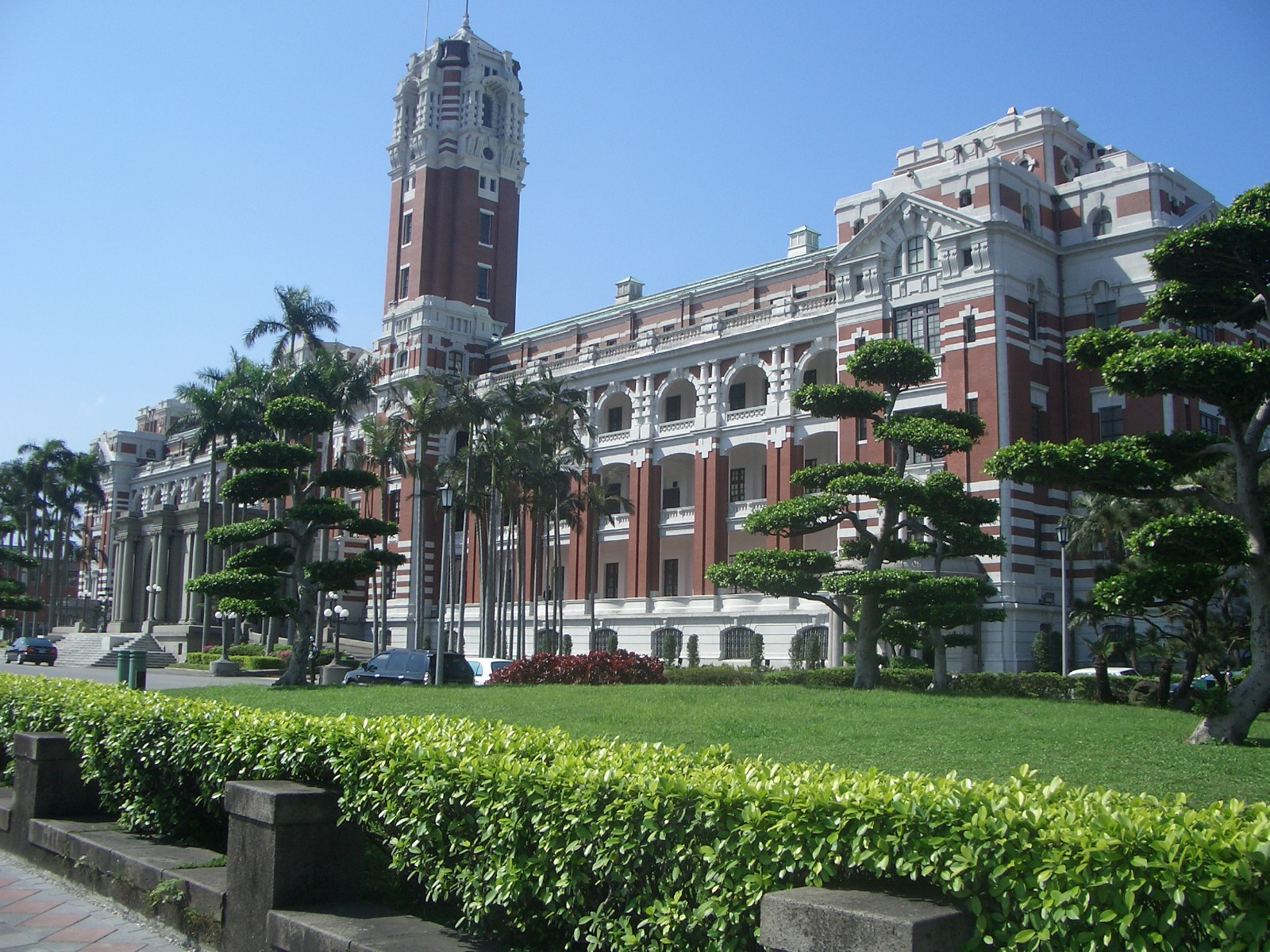
中華民國總統府

中華民國政府是當前臺灣最高統治機構，其政府體制為半總統制混合的性質。根據現時《中華民國憲法》，中華民國總統任期4年，可連選連任一次，為中華民國的國家元首與三軍的最高統帥，對內負責政治上的最高責任，對外則代表國家行使國防外交國安等權責，對五院有協調爭議權，並直接任命最高行政首長行政院院長。
「行政院」主要功能為協助行政院院長處理各項行政事務；廣義上則涵蓋各中央行政機關（即俗稱之「部會」，均隸屬行政院管轄）。行政院通常別稱為該國之內閣（非法定名稱），行政院院長、副院長、秘書長、副秘書長、發言人、政務委員與各部會首長為內閣閣員，其成員定期召開行政院會議。
自1990年代末期，中華民國政府採取臺灣省虛級化措施之後，臺灣省雖然依舊存在，但原省政府所轄機關皆會併入中央政府，因此行政作業實質上已無省的存在。

### 政黨與選舉
中華民國總統由臺灣地區符合資格公民直接選舉產生。自1987年台湾解除戒嚴令以及解除黨禁之後，政府不限制人民團體成立政黨與個人政治主張，因此臺灣政黨林立。現時主要政黨為民主進步黨、中國國民黨、台灣民眾黨以及時代力量。
臺灣人民依憲法享有言論、出版、新聞、集會、結社組黨等各種公民與政治自由，民主運動與公民社會活躍，人人均可持有不同政治主張、參與政治、並於成年後投票支持公職候選人。臺灣廣泛受到爭論的政治問題是臺海問題與統獨問題，因而使人民支持的政治立場大致可劃分為泛綠陣營、泛藍陣營。基於外交情勢及環境等綜合考量，臺灣人民自民主化以來長期而穩定的態度為持久維持現狀高於支持獨立或統一，支持獨立多於傾向統一。

## 對外關係

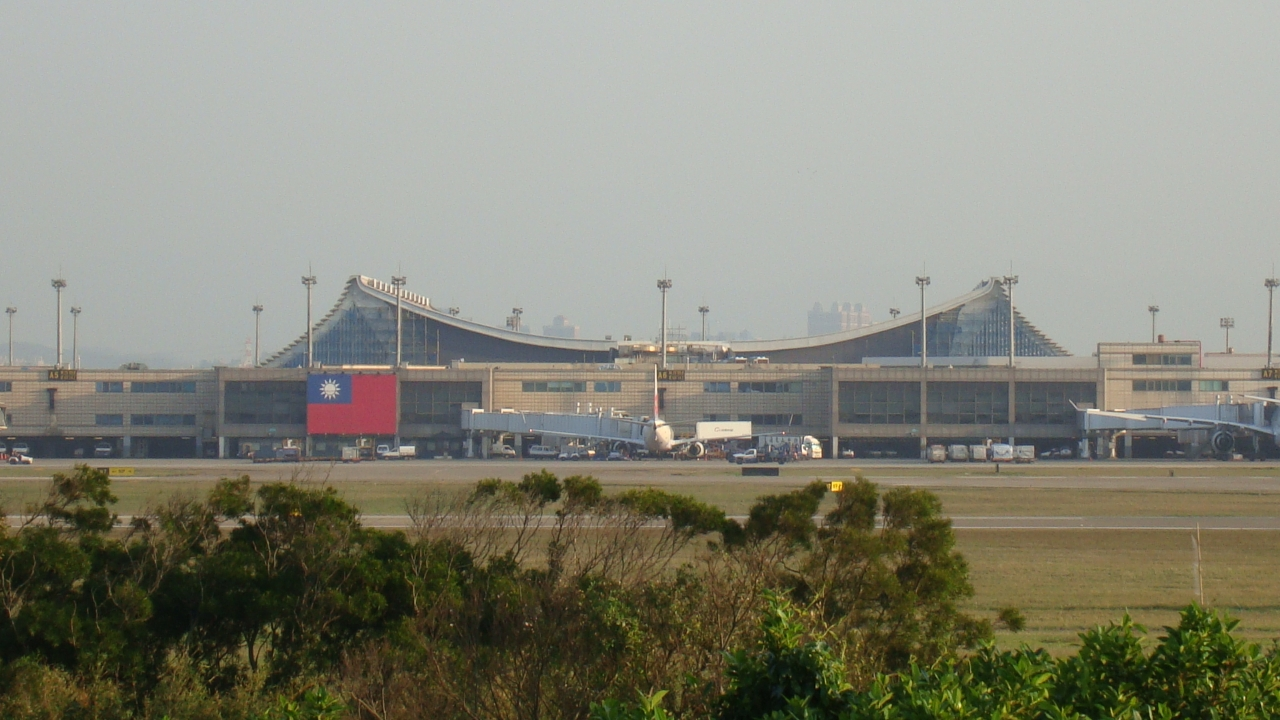
臺灣桃園國際機場

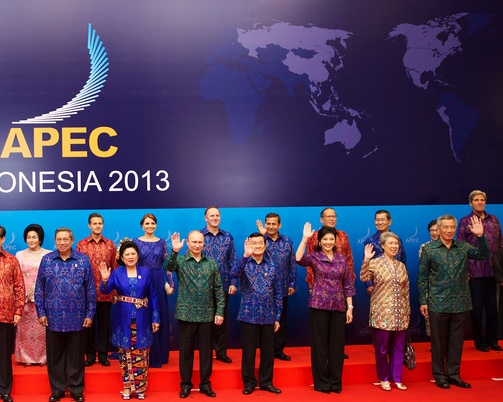
前副總統蕭萬長夫婦與菲律賓總統貝尼格諾·艾奎諾和美國國務卿約翰·凱瑞於2013年APEC（印尼峇里島）領袖高峰會上比鄰

中華民國目前與12個邦交國保持正式外交關係，截至2022年12月止，為45個政府间國際組織的官方會員（包含亞太經合會（APEC）、世界貿易組織（WTO），並致力於加入世界衛生組織（WHO）、聯合國（UN）等相關國際組織，兼且以體育、經濟、學術、藝文活動、經濟援助或人道救援方式進行交流。並以非營利機構與志願服務團體等非政府組織（NGO）融入國際社會。
聯合國大會第2758號決議通過後，世界各主要國家相繼轉移外交承認。同一時期，由於臺灣在經濟發展上漸有成績，因此與國際交流趨向以經濟援助方式與一些小型發展中國家進行交流，在李登輝政府時代藉由務實外交強化與友邦及無邦交國家之雙邊關係，至民進黨執政後，仍維持此經濟援助導向。除此，自1993年起，臺灣政府一直致力重返聯合國，同時透過擁有聯合國會員國身分的邦交國，以「中華民國」或「臺灣」等名稱嘗試能重返聯合國及其周圍組織，不過因為臺北與北京之間一直存在爭議（即臺灣海峽兩岸問題），中華人民共和國政府阻撓臺灣以國家身份參與國際組織，並極力爭取各國際組織的主導權，使中華民國政府與國際組織（如聯合國、世衛組織）的交流上陷入極大困境。1991年以中華臺北名義加入亞太經合會，2002年以台澎金馬個別關稅領域名義正式加入世界貿易組織。
2009年4月29日，受世界衛生組織邀請，以觀察員的身份參加世界衛生大會（WHA）。
根據2003年國際組織年鑑有2,074個非政府組織參與國際性活動，但其中以個人名義居多，而且實際參與的組織主要是以人道救援領域居多，例如臺灣世界展望會、中華民國紅十字會、國際佛光會、勵馨基金會、慈濟基金會等，投入國際性救援個案頗為可觀，例如臺灣路竹會長期遠赴非洲、南美洲義診，伊甸社會福利基金會輸送物資關懷邊遠地區，而臺灣醫界聯盟基金會等組織與政府長期合作推動臺灣參與世界衛生組織，但是臺灣非政府組織除了國際醫療、人道援助組織之外，大多仍缺乏國際活動的經驗。
在體育方面有中華奧林匹克委員會，以中華臺北的名稱成為國際奧會的205個會員之一，主要任務籌組代表團參加奧、亞運等國際賽會及活動。而於1957年成立的中華民國大專院校體育總會推動大專院校進行國際間賽事，並於1987年加入國際大學生體育聯盟（FISU）成為會員國。另外還有中華民國殘障體育運動總會積極參與社會活動及國際運動競賽，近年來參與國際賽事有2006年遠東及南太平洋殘疾人運動會，獲得18金29銀22銅；2007年世界輪椅運動會（IWAS），在臺北舉行獲得34金26銀30銅；2008年北京帕拉林匹克運動會，獲得1金1銅。
在經濟方面，有中華民國國際經濟合作協會以結合企業界人士、團體與國外企業界人士、團體合作發展國際經濟交流，主要任務為舉辦或出席雙邊及多邊經濟合作會議，舉辦或協辦各國投資研討會或市場說明會，組團或派員赴他國訪問、簽署雙邊經貿合作協定或備忘錄。而還有臺灣亞太發展基金會（前身為亞洲基金會之臺灣分會）致力於促進臺灣與美國、亞洲各國間的交流合作，推動各項發展援助計畫，並幫助亞太地區提昇政府治理與公共事務管理能力，推動經濟制度的改善，並協助公民社會的發展。
在藝文方面，有於1995年創立的臺灣文化基金會推動以臺灣文化與國際交流，主要是進行城市節慶活動交流與訪問，並以臺灣文化行銷城市，同時增進了臺灣與國際的瞭解與交流。而到2011年10月8日，中華民國護照在全球免簽證國家數已達到124個。聯合國世界觀光組織（UNWTO）報告指出，2013年世界旅遊成長最快速地點，臺灣排名第十。

## 军事

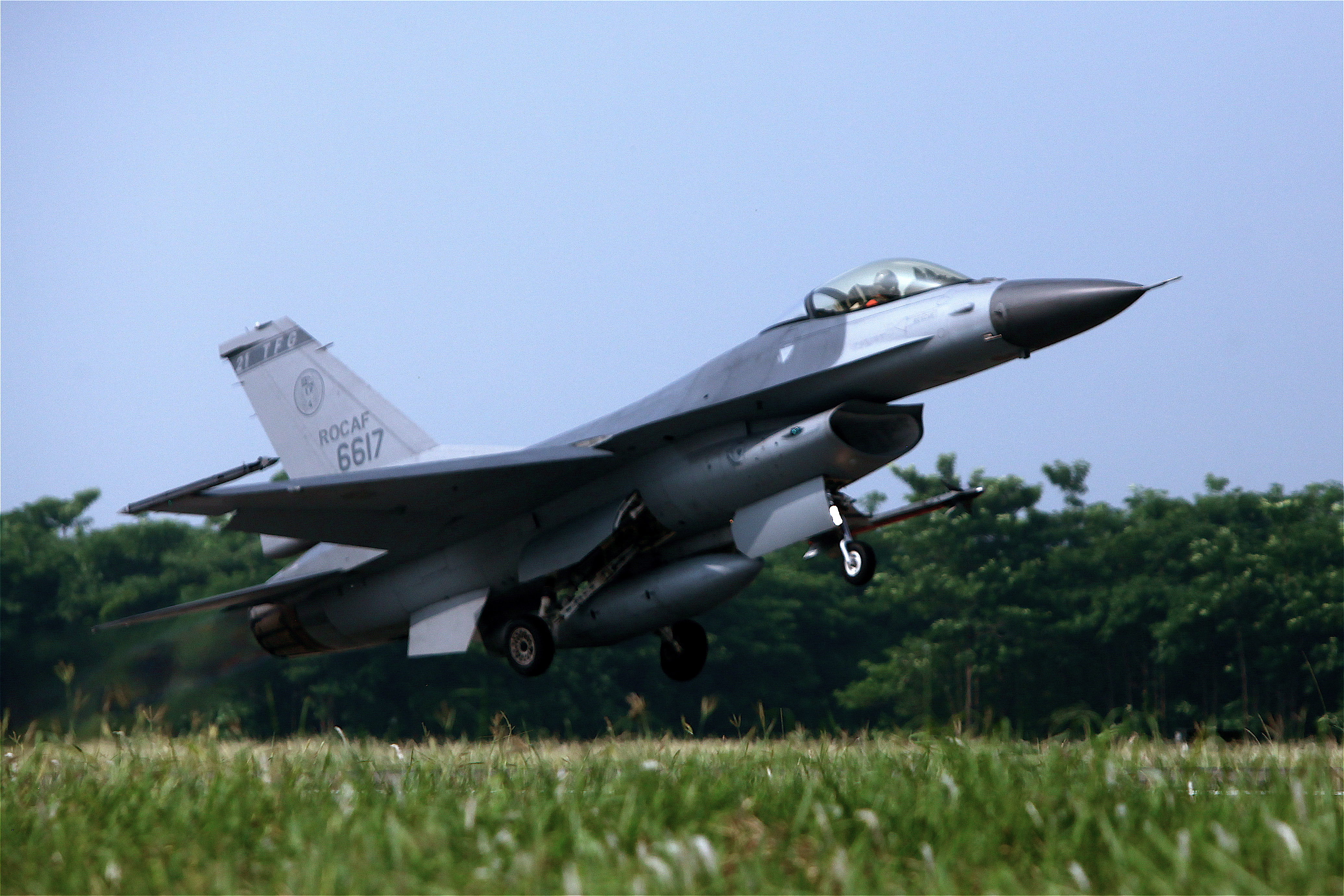
一架F-16 Block 20戰鬥機從嘉義基地起飛，之後將沿著臺灣海峽中線巡邏

## 經濟

### 經濟發展

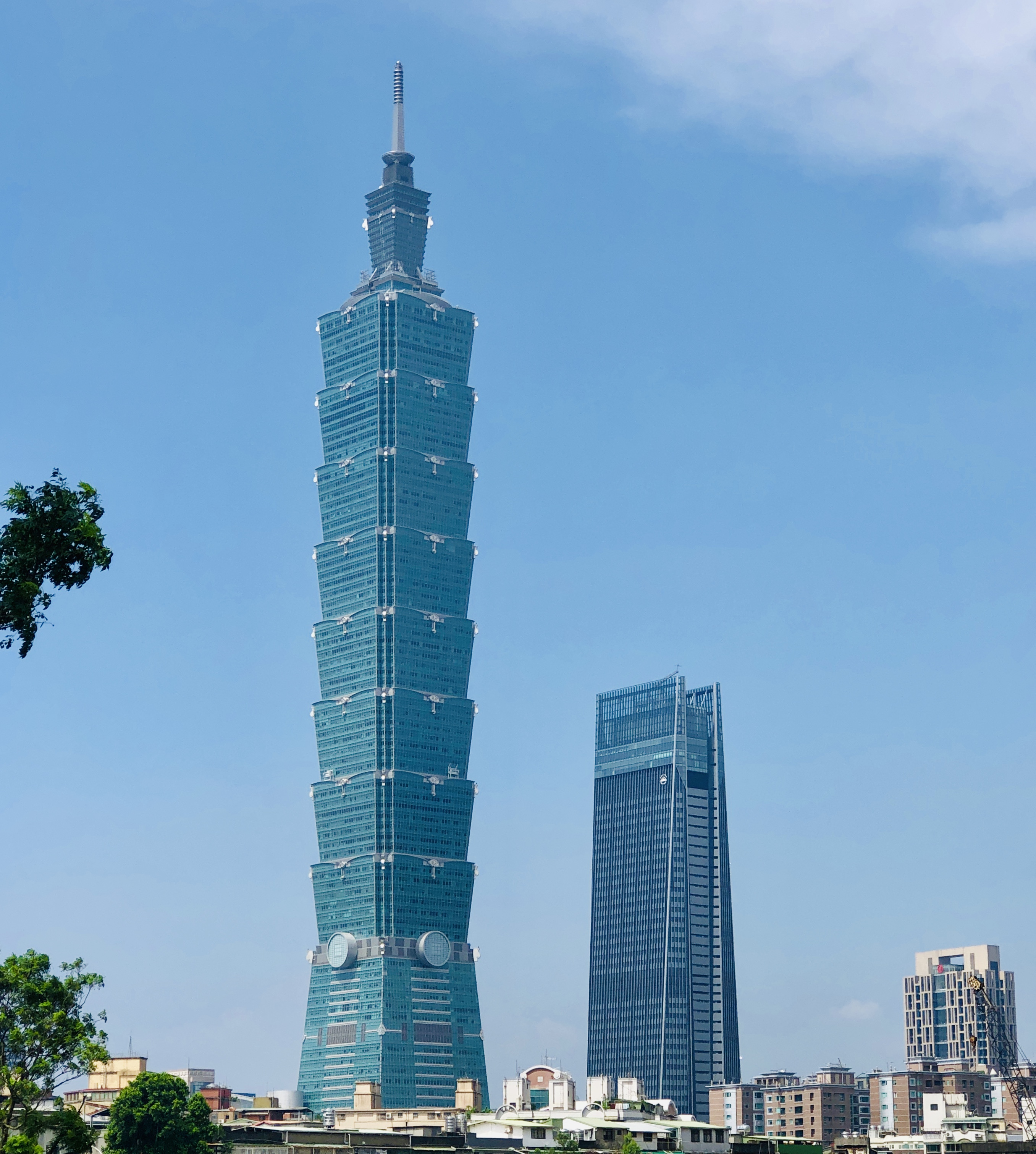
臺北第一與第三高樓：台北101及臺北南山廣場。其中2004年竣工的台北101，在杜拜的哈利法塔興建前曾是全世界最高的摩天大樓

在日治時期前期，臺灣在日本經濟上的地位是糧食生產與資源出口基地，僅有少數的食物儲藏加工業和輕工業，在太平洋戰爭爆發後，臺灣因戰略地位被日本政府重新定位為南進基地，因此在臺灣南部的高雄一帶發展軍事工業。國民政府遷臺後，將臺灣視為武力反攻大陸的基地，奉行軍事優先和穩定農業的經濟政策。自1960年代起，臺灣輕工業發展快速，重工業則居於次要地位。政府為了吸引投資增加出口換取外匯，還設立加工出口區來增加外貿收入。
到了蔣經國時代，為擺脫石油危機，政府致力推動十大建設，為臺灣石化業與重工業打下良好的基礎，此時恰逢越戰，美國向臺灣訂購大量物資，這些因素都促使臺灣經濟快速起飛。由於經濟發展成功，臺灣遂晉身亞洲四小龍行列，亦達到新興工業化國家水準。之後政府注意到重工業在經濟中的地位，實行積極的產業政策，在高雄建設大煉鋼廠、大造船廠、大煉油廠等大型重工業基地，亦有美國華僑返回臺灣設立電子廠，如聯華電子、台積電等也取得成功。
1980年代，政府據十大建設成立新竹科學工業園區，大力鼓勵內外廠商投資積體電路、電腦等高科技產業，以耗能少、污染低、附加價值高的技術密集型科技產業取代傳統產業，民間中小企業也被電子產業的蓬勃發展所影響。臺灣的個人電腦主板產量位居世界第一，臺灣成為新興工業化國家。並于1995年2月國科會依行政院決議，設置南部科學工業園區。為接續蔣經國「十年經濟建設計劃」，1990年代初期政府提出的國家建設六年計畫只維持近3年，但也率先開啟臺灣財政赤字之大門。之後在2002年由行政院核定成立中部科學工業園區，園區分佈於臺灣中部的臺中市及雲林縣。其中以新竹科學園區最為成熟且最具規模，又加上鄰近工業技術研究院、國立清華大學及國立交通大學，每年培育出許多優秀的科技人才，也奠定今日臺灣「科技島」的重要地位。過去八年（2016到2023年），台灣的經濟持續成長，台灣的經濟成長平均為3.1%，優於其他四小龍（新加坡、韓國、香港），也優於全球的平均成長速度。截至2025年，中華民國政府尚未完全解除臺灣企業赴中國大陸投資的限制。此外，民進黨政府提出新十大建設，希望加強基礎設施建設與新產業的養成。

### 經濟結構
根據国际货币基金组织公佈的2013年國內生產總值，臺灣是全球中經濟規模第27大的國家或地区。早年特色為中小型企業眾多，經濟結構已經由高科技產業取代原先的勞力密集工業，且農業在GDP中的比重從1952年的35%下降到2%。至今形成服務業與高科技產業合計比例過半的形勢，但也面臨傳統產業快速外移（特別是中國大陸的「磁吸效應」）、高房價問題。
臺灣的電子工業對世界經濟舉足輕重，大多數電腦電子零組件都在臺灣生產。由於臺灣的電子工業多為ODM，除宏碁現為世界第四大電腦品牌、捷安特已成為世界知名高級腳踏車品牌外，華碩（全球最大的個人電腦主機板製造商）、友訊、趨勢科技、微星科技、長榮集團等未來仍有發展空間。國際貿易是臺灣的經濟命脈，日本和美國長久以來一直是臺灣前兩大貿易夥伴，但在2005年後退居二、三名，中國大陸成為臺灣進出口貿易第一地区，2006年進出口貿易國／地區前十名為：中國大陸、日本、美國、香港、韓國、新加坡、德國、馬來西亞、沙烏地阿拉伯、澳大利亞，另有部分轉向歐洲和東南亞市場，臺灣也位列中國大陸、泰國、印度尼西亞、菲律賓、馬來西亞和越南的重要投資來源，在中國大陸有5萬多個臺資企業，長期居留中國大陸的臺商及眷屬則有30至40萬人之多。

### 人均GDP
臺灣是一個由政府當局主管投資、和逐漸減少的國外投資引導的動態的資本主義經濟體，政府在經濟體系內扮演的角色逐步縮小。實施市場經濟後，不論投資、消費或儲蓄等皆能自由選擇，很多大型的國營銀行及企業逐步邁向私有化。過去30年內，平均年均經濟成長率達到8%，而出口導向政策賺取的外匯為工業化提供資金保證。臺灣的外匯儲備是世界第5。根據中華民國行政院主計處的統計顯示，臺灣人均國民生產毛額，在1961年是153美元，2013年已成長至20,925美元。如以購買力平價計算，則已達到41,539國際元，與世界主要先進國家相當。主計處公布資料，2012年臺灣人民儲蓄總額占GDP為28.8%，投資總額占GDP只有19.2%，超額儲蓄高達9.6%。臺灣人勤奮工作，2002年瑞士洛桑國際管理學院《世界競爭力年報》指出臺灣人平均一年工作時數是2,282小時，臺灣工時世界排名第一。2012年CNN援引勞委會和OECD的數據指出，臺灣人每年平均工作2,200小時，比日本、美國多出20％，和德國相比更高出35％。臺灣的人均GDP在2020年突破3萬美元；2023年，根據國際財經月刊《全球金融雜誌》（Global Finance）公布的「2023 年全球最富裕國家」（World′s Richest Countries 2023）排名，台灣人均 GDP 為 73,344 美元，排世界第 14 名，遠高於日本（38 名）、韓國（30 名）。

### 鐵道運輸

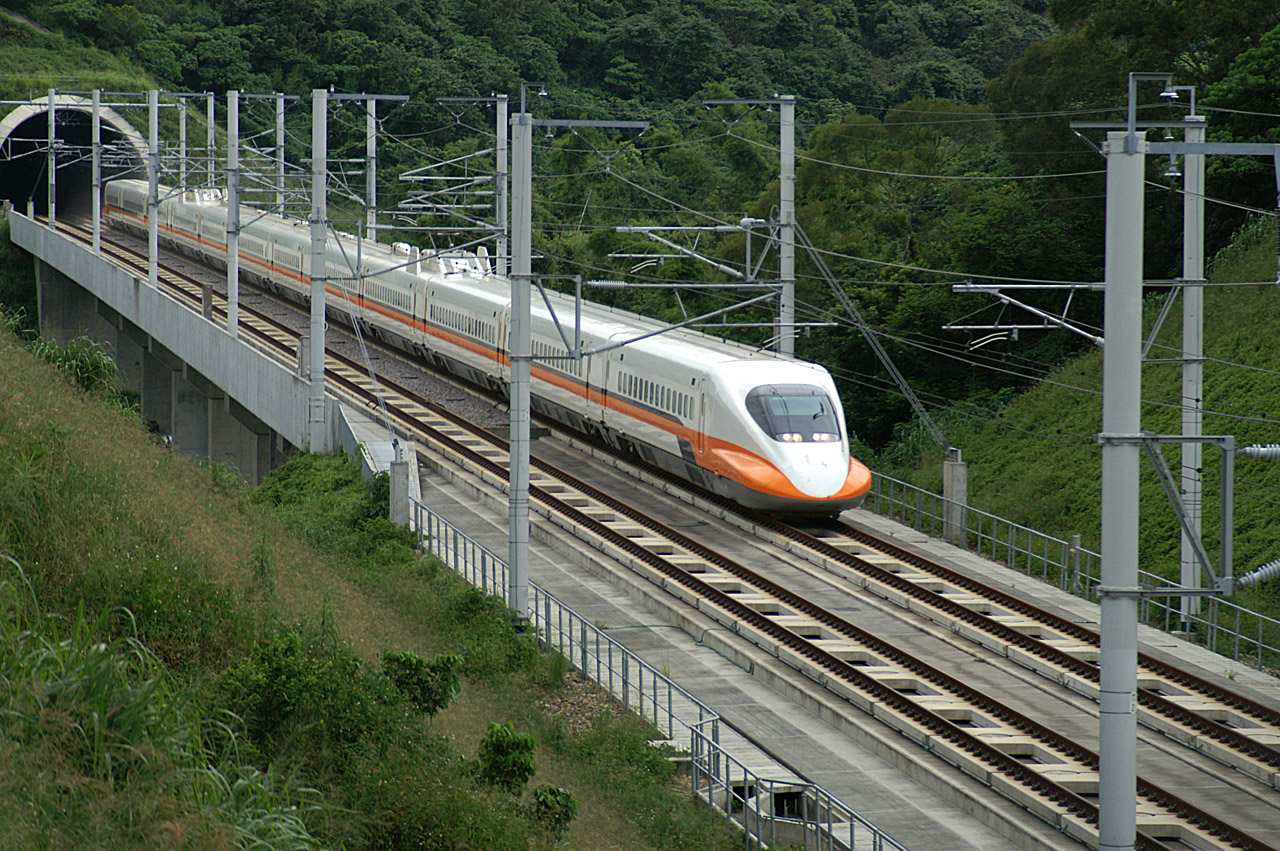
臺灣高速鐵路700T型列車

臺灣早期的鐵道運輸，是以人力為動力的軌道輕便臺車，為日治時代所建造的，路線綿延全臺，至今鐵道和車體仍然沿用；目前臺灣主要的鐵路系統為臺鐵，由國營臺灣鐵路公司負責營運。臺鐵的路線主要包括西部幹線、北迴鐵路、南迴鐵路、東部幹線。合計環島一週。主要的列車型號包括負責長途客運的自強號及莒光號，以及負責城際通勤運輸的區間車等。現在還有由傾斜式電聯車所執行的「太魯閣列車」以及「普悠瑪列車」，主要服務臺灣東部的運輸需求。以及最新引進的「新自強號」成為臺鐵自強號系列新的主力。為了應對推拉式自強號跟莒光號的機關車老舊問題，臺鐵引進E500作為新的機關車，並於2024年起逐步淘汰舊款機關車。
除了臺鐵之外，另一個服務城際運輸需求的鐵路系統為台灣高速鐵路（高鐵），於2007年2月1日開始營運，是臺灣第一個、也是規模最大的民間興建營運後轉移模式（BOT）建設案。其技術主要採用日本的新幹線系統，是此系統第一次將技術輸出日本以外地區，但軌道等土建設施使用部分歐洲系統。高鐵旅行全程只需一個半至兩個小時，形成臺灣西部南北一日生活圈。高鐵的出現強烈衝擊臺灣西部城際航線的生存與經營，亦使臺鐵從原本的中長程運輸功能進行轉型，例如臺鐵捷運化政策的推出。
臺灣的城市軌道交通（地鐵）系統，稱為「捷運」，1996年3月28日開通第一條路線木柵線（今文湖線一部分）。目前有臺北捷運、新北捷運、桃園捷運（桃園機場捷運）、臺中捷運、高雄捷運等5個捷運系統，其中第一個及運量最大者為臺北捷運。基隆捷運與臺南捷運目前亦在規劃中。
在臺灣糖業，林業與礦業的繁盛期，還有專門鐵路進行運輸。臺灣糖業鐵路在1980年代後，因公路運輸的興盛，大部分都已經停止營運。而林業鐵路還有阿里山森林鐵路、太平山森林鐵路以及烏來的臺車線尚在動態運行。煤礦鐵路絕大多數因礦場荒廢而消失於荒野之中，部分因道路興建而消失，目前仍然保持動態運行的煤礦鐵路是位於新北市平溪區的臺灣煤礦博物館。另外位於新北市金瓜石礦山於採金時期也擁有許多的臺灣礦業鐵道，但在1950年代後，由於採金成本日益提高，再加上礦脈枯竭，因此隨著礦坑的關閉，礦業鐵道也走入歷史，目前僅剩仍然在運行中的礦業鐵道為臺陽合金公司所屬的九號礦業鐵道。

### 公路運輸

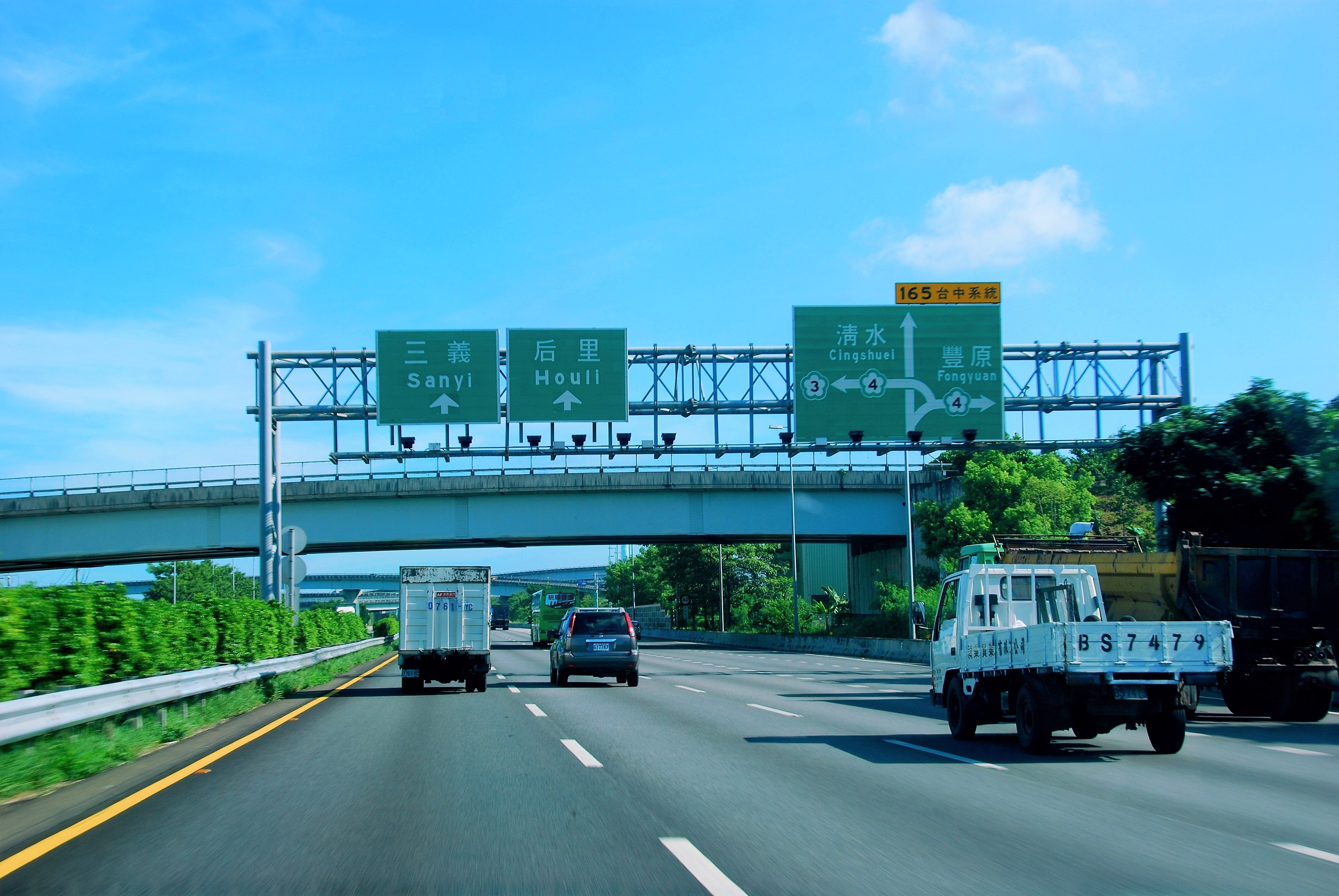
中山高速公路（圖為位於臺中市神岡區的台中系統交流道北側）

臺灣有縱貫西部走廊的中山高速公路（國道1號）、福爾摩沙高速公路（國道3號），以及橫跨東、西部的蔣渭水高速公路（國道5號）等三條南北高速公路。而省道更遍佈全島，許多客運公司專門經營臺灣各大都市間的公路客運運輸。過去這項工作是由公營的臺灣汽車客運公司負責，1990年代開始，民營業者開始以低票價及豪華設備服務為號召，大量搶佔原本由臺汽一家獨佔的市場地位。為了提升競爭力，2001年後，臺汽民營化，並更名為國光客運。目前臺灣西部的長途公路運輸以國光客運、統聯客運及和欣客運為主。

### 航空運輸
臺灣有桃園、高雄小港2個主要國際機場，以及臺北松山、臺中清泉崗2個次要國際機場，多數大城與多數離島地區亦設有機場如花蓮北埔、臺東豐年、澎湖馬公、金門、馬祖南竿等。臺灣本島的各大都市間、以及和各離島之間，皆有常態班機往來，形成便利的航空網，但聯絡本島兩大都市的北高航線已因不敵高鐵競爭而停航。臺灣最主要的航空業者是中華航空及長榮航空，前兩者加上星宇航空被合稱為「航空三雄」；除此之外，還有遠東、立榮、華信、德安、虎航等航空公司。

### 海上運輸
臺灣主要的國際商港有高雄港、基隆港、臺中港與花蓮港，另外還有1970年代開闢的蘇澳港、1990年代開闢的臺北港、以及歷史悠久的臺南安平港。高雄港是其中最大的港口，負責臺灣60%以上的貨物裝卸與75%以上的貨櫃裝卸。目前在臺灣與澎湖、金門等離島之間，船舶依然是主要的交通工具。臺灣到澎湖列島之間的船舶有臺華輪（高雄港）、今日之星（臺南安平港）、滿天星客輪（嘉義布袋港）。每日均有航班。臺東富岡港到蘭嶼和綠島之間也有航班。臺灣本島到金門之間的航班則是從高雄港出發的金門快輪，到馬祖之間，則有從基隆港出發的臺馬輪和合富快輪及臺馬之星。另外可以從金門與馬祖以小三通方式直接搭船前往廈門。

## 人口

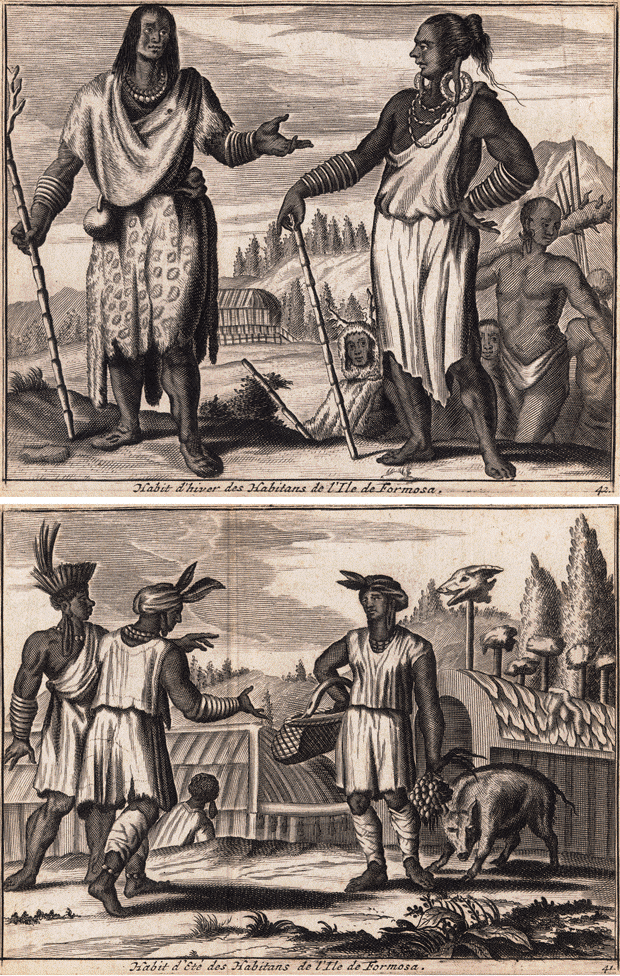
1670荷蘭人所繪福爾摩沙人之長老與常民

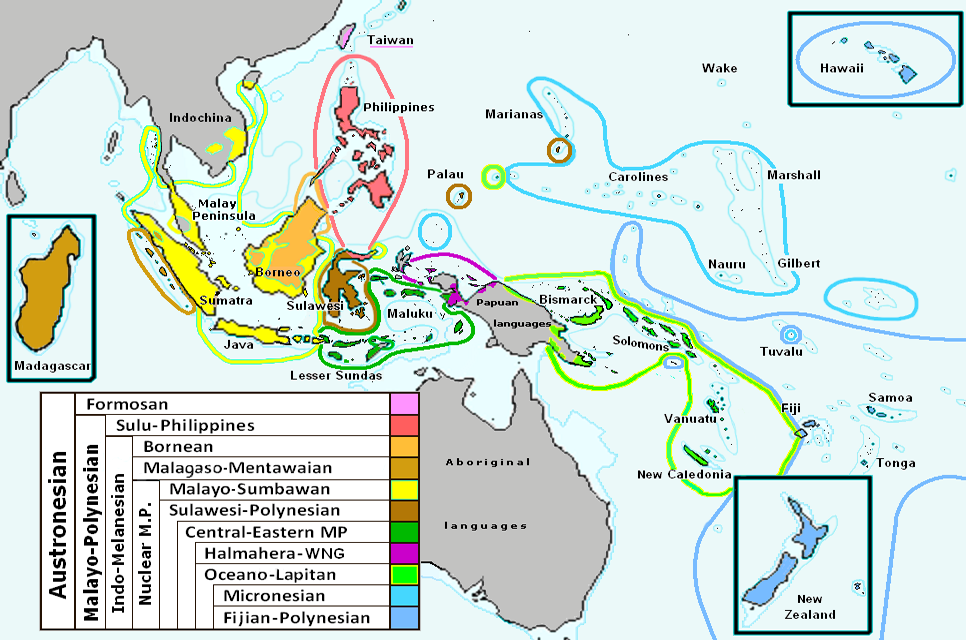
臺灣原住民族與廣泛分布的南島語族關係密切

臺灣目前總人口約23,086,744人（2025年6月底統計），可分為5大族群：漢族閩南人（河洛人）、漢族客家人、外省人、原住民族、新住民。在臺灣活動已有約八千年之久的原住民族（未納入平埔族血統者）約佔總人口2.36%（554,585人），其餘絕大多數為漢人。其中又分為「本省人」以及「外省人」。本省人主要為閩南人（河洛人）（65.5%－70.5%）和客家人（17.5%－23.5%）。外省人是指1945~1949年跟隨中華民國政府來臺的新移民以及其後代。由於混居及通婚，目前除了在部分地區（如眷村）外，兩者已不易分辨。客家人主要分佈於北部的臺北市，新北市，桃園市，新竹縣，苗栗縣，中部的南投縣，臺中市，南部的高雄市，屏東縣六堆及東部的花東縱谷等客家地區為主要分布地區。另外在北部的宜蘭，中部的彰化雲林，南部的嘉義、臺南市丘陵地有零星客家聚落分佈。閩南人則分佈在臺灣各縣市。臺灣的客家人口不如閩南人口，源於1684年，清朝康熙帝依施琅的建議，公佈嚴格限制漢人渡臺的「渡臺禁令」，其中第三條禁令係因「惠潮之民多與鄭氏相通」（粵東人在明朝疆域內屢次幫助鄭軍對抗清軍）而產生。「渡臺禁令」時嚴時寬，直到1788年渡臺禁令更改，不需憑證可舉家遷徙入台大量開墾移民，攜眷渡台的漢人大幅倍增。最終於1875年2月福建巡撫沈葆楨的提議廢止。另外福建與臺灣的距離比較接近，乘地利之便，閩南人因而成為臺灣人口最多的族群。
中華民國政府（主管機關為中華民國原住民族委員會）沿襲歷史上的稱法將臺灣原住民族粗略劃分為高山族和平埔族兩大類，而傳統所稱的「高山族」實則包含至少16個部族，其中傳統9族包含原統稱為高山族的泰雅族、阿美族、布農族、卑南族、排灣族、魯凱族、鄒族、賽夏族及蘭嶼上的達悟族（舊稱雅美族），近年太魯閣族、賽德克族由泰雅族劃分出來、撒奇萊雅族由阿美族劃分出來、拉阿魯哇族及卡那卡那富族由鄒族劃分出來。屬於平埔族的則有邵族與噶瑪蘭族也獲得承認。原民會在介紹臺灣原住民族與世界南島語系民族的關係時表明「臺灣原住民族屬於南島語系。1975年，施得樂和馬爾克發表一篇論文，認為臺灣是南島語最有可能的發源地，是目前學界比較盛行的說法。南島民族是世界上分佈最廣的民族；分佈地區西起非洲東南的馬達加斯加島，越過印度洋直抵太平洋的復活節島；北起臺灣，南到紐西蘭。臺灣是南島語族分佈的最北端。臺灣原住民族共有十九個部族，可略區分為高山族和平埔族。原住民族目前保有自己的語言、風俗習慣和部落結構，不過也正面臨急速現代化的問題。平埔族則大多已失去原有的語言和習俗。」
由於經濟自由化以及國際貿易，近年東亞各地許多族群來臺工作，其中以東南亞人民為主，例如一些外籍勞工（如：菲律賓勞工、泰國勞工、印尼勞工、越南勞工）、幫傭看護（如：菲律賓幫傭、印尼幫傭、越南幫傭）等，還有一些中國東南沿海地區的偷渡者。近年來，部分臺灣男子與東南亞或大陸女子通婚，她們在臺灣一般被稱呼為「外籍新娘」（外籍女性配偶）或大陸新娘、中國新娘（中國大陸女性配偶）以及其婚生子女的新住民族群，已經隱然形成。因此這些女性希望社會能正視她們為新移民女性。現在無論官方或民間皆呼籲視之為第五大族群並以新住民稱之。

### 遺傳學

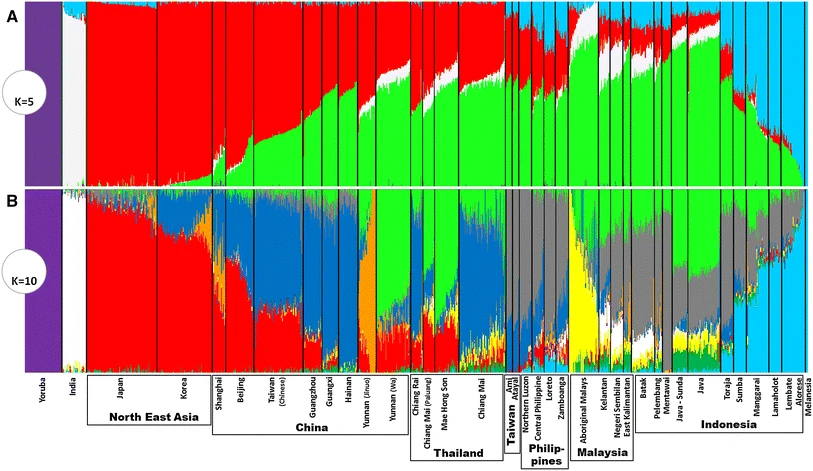
臺灣漢人的常染色體（所有父系母系基因）介於北京與廣東的漢人之間，與臺灣原住民阿美族和泰雅族明顯不同

根據林媽利教授關於臺灣人血液成分之研究，臺灣原住民族的祖先是在1萬5000年前冰河時期結束之前，從東南亞島嶼等地遷徙至臺灣，佔全臺91%的閩客族群中85%有原住民族血統，並推估90%以上的人有中國南方百越族血統，不是純北方漢人的後代，反倒與東南亞較相近。所以臺灣人可說是東亞大陸/中南半島、原住民族、南方漢人，以及東南亞島嶼等地人種混血的結果。但是由於對台灣原住民血統採用“絕對寬鬆”標準而對於漢族血統採用“絕對嚴格”標準，以及採取平埔族樣本時不需要檢驗者提供身份依據、確認其純正血統，這一研究也被認為是操弄數據；而實際上根據林媽利自己的研究，如果對原住民血統採取“絕對嚴格”標準則僅有1.5%攜帶其所依據的原住民基因。
大多數臺灣漢人的血統與臺灣原住民差異很大，且比起北方漢族，更接近南方漢族。

## 社會

### 曆法與節日
臺灣現行的政府機關文書均採用民國紀年，通用曆法主要為國際慣用的公曆，民間亦通行農曆，並以民國紀年與西元紀年並行使用。民國元年即1912年（民國前一年為1911年）。
紀念日及節日依據《紀念日及節日實施辦法》並彈性實行「週休二日」。

### 語言文字
臺灣人大多使用傳統的正體中文。由於義務教育的落實與戰後初期的強制推廣，中華民國國語是目前臺灣人之間最通行的主要語言，另外次要常見的語言為臺語、客家話、阿美語、排灣語、泰雅語與其他臺灣原住民族諸語，由於中華民國政府與民間非常注重英語教育，且因日本曾在第二次世界大戰前統治臺灣的影響使部分年長者普遍能說日語，因此常見使用外國語言為英語和日語，本土語言與文字也大量吸收不少這些外來語，即使臺灣人使用與其他華人區域使用相同語言，但仍有相當不同差異。臺灣也保留了原始族群、原有省份的語言、方言與外來語言，如臺灣原住民族各族的語言、臺語、客家語以及戰後移民和新住民所帶來的各種漢語變體與其他語言，其中以臺語與客家話為大宗，而平埔族由於與漢人通婚，加上生存壓力，其語言大多已幾乎消失殆盡。

#### 與其他華人區域的用字差異
中華民國政府所推行的國語（1909年被清政府稱為「官話」）是1923年中華民國教育部国语统一筹备会第五次会议决定基于现代北方官话的白话文语法和北京话语音制定，1932年经中華民國教育部颁布《国音常用字汇》后，被採納为中華民國的官方语言，目前在華人世界均为通行语言之一，也是东南亚及其他海外华人群体广泛采用的共通口语或书面语。1945年以後，臺灣住民（閩、客、原）在接受國民政府國語教育的過程中，國語深受臺灣語言的影響，北京的捲舌音、地區語言和兒化韻在生活中逐漸消失，加上词语不同，因此臺灣的「國語」與大陸使用的「普通話」約有10%的讀音不同。
因地域的不同，臺灣的“国语”和中国大陆的“普通话”在语音与词汇上有差别，如臺灣国语受臺语音调影响，不过在官方的书写语法上仍多數相近。有部份中文辭彙與中國大陸有些不同，一些來自臺灣本土語言或外來語的新辭彙（主要是臺語、日語與英語），如「槓龜」（賭輸、沒有中）、「夯」（熱烘烘、流行）與日語「歐吉桑」（男性長輩）、黑輪（關東煮）等皆融入臺灣的國語字彙而與中國大陸用法不同，有些則是因為兩岸分治後交流變少，造成了許多用詞習慣的差異，例如：中國大陸用詞多用「圓珠筆」、「軟件」、「硬盤」、「數碼相機」、「打印」、「智能手機」，臺灣用詞多用「原子筆」、「軟體」、「硬碟」、「數位相機」、「列印」、「智慧型手機」，於是有語言學家因此稱之為臺灣華語。但兩地交流頻繁與網路文化流行，也產生不少特殊字彙。
近半世紀以來，中國大陸與臺灣由於政治上的隔閡各自發展，逐漸演變成各自獨立的語言系統、語音系統。兩者最大的區別體現在語音方面。「普通話」與「國語」一些詞語的聲韻母相同但聲調不同。

### 建筑
臺灣建築最早可追溯到史前時代的浮腳樓式建築，主要為南島語族的建築。
到了荷西時期基於殖民與傳教活動各在臺灣南北構築要塞、教堂，明鄭時期視臺灣為反清復明基地，閩南式建築就此引進，而清代時期的建築主要走向為中西文化融合的特性，清末洋務運動對砲利的嚮往，砲台建築更加興盛，日治時期以閩南、日本、西洋的文化為主要建築構想；且引進鋼筋混泥土技術，由於殖民地時期過度西化的建築；戰後台灣出現中國古典風格的流行與引入國際主流的後現代設計風格。在現代，臺灣的建築走向多元化，各種風格的建築都可普遍的看見。
截至2016年5月，全國已公告846處古蹟，其中國定古蹟92處。

### 媒體
臺灣的媒體產業發軔於日治時代，第一份報紙是創刊於1896年的《臺灣日日新報》（第一份中文報紙則是創刊於1923年的《臺灣民報》），第一家廣播電臺則是創立於1931年的臺灣放送協會，當時主要媒體均與官方有相當程度的關係。進入中華民國時期後，臺灣的主要報紙與電臺仍由官方掌握，1949年實施戒嚴後，官方實施報禁，出版品與電子媒體也受到相當程度的管制。1962年10月10日，臺灣電視公司（台視）成立，這是臺灣的第一家電視臺；不久1968年9月3日中國電視公司（中視）和1971年10月31日中華電視公司（華視）陸續開播，臺灣電視業進入老三臺時代。但當時三臺都由政府機構與執政的中國國民黨、國防部掌控，在娛樂大眾的同時也扮演政府宣導的工具。1969年，中視播出《晶晶》，是為臺灣的第一部八點檔連續劇。1987年解除戒嚴後，報禁於1988年1月1日正式解除，至此臺灣的報業、雜誌、廣播電視等傳播媒體順勢蓬勃發展，使得媒體自由化，民眾將媒體視為生活中的一部份，絕大部份的資訊更是由傳播工作者的傳達因而得知。同時歌仔戲與布袋戲也紛紛登上螢幕，傳統藝術不再只能以固有形式進行表演。1993年，政府開放成立民間成立有線電視臺，隨後在1998年又開放首家民間經營的無線電視臺民視。而為普及多元文化與尊重弱勢群體，又陸續開播公視、客家電視臺與原住民族電視台。在解嚴之前，臺灣影響最大的兩份報紙是《聯合報》與《中國時報》，1980年代後，《自由時報》興起，形成三大報。近年，《蘋果日報》快速發展，報業格局再演變為四大報。廣播事業亦有發展，除了傳統的中廣等之外，飛碟電臺、港都電台、KISS Radio等亦成為重要的廣播電臺。網路也快速興起，網路文化亦成為臺灣文化的重要組成部分。

### 宗教

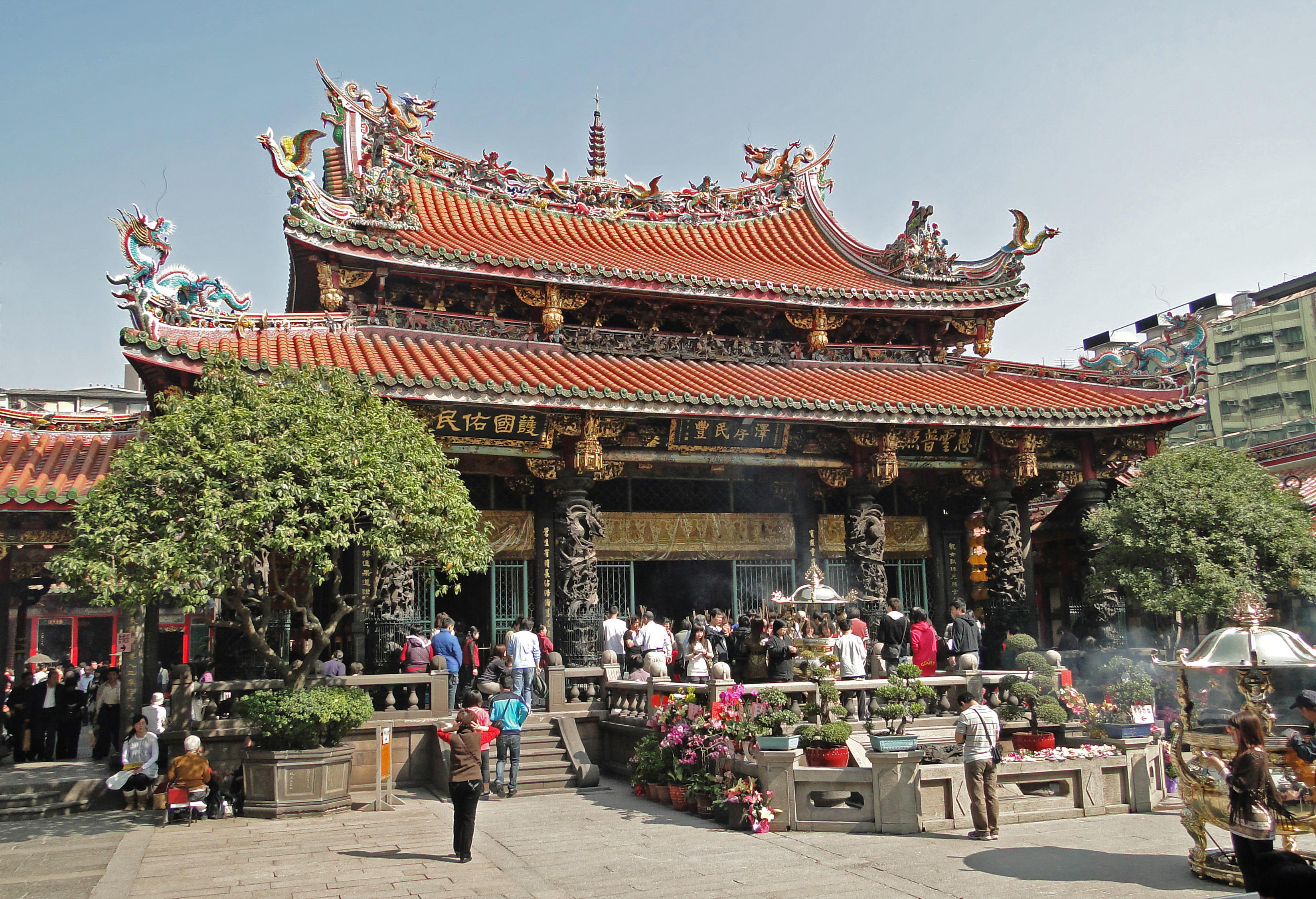
臺北市艋舺龍山寺大殿

臺灣主要宗教有：臺灣民間信仰、佛教、道教、基督新教、天主教、一貫道、儒教與伊斯蘭教等。中華民國憲法保障全體國民有信仰宗教之自由；人民可廣泛接納各類宗教信仰，政府為保行政中立，與宗教間實施政教分離並平等發展。就信仰人口而言，融合臺灣佛教、臺灣道教與民間宗教的臺灣民間信仰，是臺灣最大的信仰人口。若以宗教別劃分，佛教、道教則是臺灣的首兩大宗教。大部分臺灣人同時信仰佛教、道教與儒教與傳統民間信仰混合的臺灣民間信仰，約占臺灣人口的77.8%。而如基督新教、天主教、伊斯蘭教、一貫道、儒教等皆有具規模之教徒人口。此外，新興宗教、氣功法門等廣義的宗教信仰，在臺灣也各有不少信眾，並常有相當活躍的傳教活動。此外，原住民族部落以信仰天主教者居多，基督新教次之。而儒教所規範的禮儀與哲學觀，則被臺灣人視為是人際倫理之基礎觀念，從古至今傳承下來。每年在各大孔子廟舉行完整的儒家釋奠典禮。
臺灣民間信仰普遍祭拜釋迦牟尼佛、玉皇上帝、三官大帝、孔子、觀音佛祖、媽祖、關公、王爺、文昌帝君、清水祖師、保生大帝、神農大帝、玄天上帝、中壇元帥、廣澤尊王、法主公、玄壇真君、月下老人、七星娘娘、三山國王、城隍爺、土地公、虎爺等神祇。如今，佛教、道教、儒教等宗教在臺灣的區分已經非常曖昧，三教合一相互影響融合，在寺廟中各種不同宗教的神靈被共同祭祀也是常見的事；如艋舺龍山寺主祀佛教觀音菩薩，也兼祀道教的媽祖、關聖帝君、文昌帝君、三官大帝、水仙王等。這種融合佛道的民間宗教對社會生活影響相當大，中臺灣流行媽祖信仰，南臺灣則以王爺信仰最熱門；其餘各地也有各自盛行的神明祭典，如三峽的清水祖師壽辰慶典、艋舺的青山王祭典等。

### 喪葬
在臺灣，喪葬不只是一種儀式，也是民俗文化。隨著都市化的演進，臺灣各地的喪葬殯儀開始變得簡單而慎重。尤其近幾年來，臺灣的各大學開始出現生死學系、禮儀師證照學分學程、生命教育學分等。臺灣喪葬主要受三教佛教、道教及儒學影響之外，還有部分儀式或祭典是融和了平埔族的巫術文化。此外，臺灣各地區不同的喪葬習俗和禁忌如：撿骨、觀落陰、電子花車、五子哭墓、孝女白琴等等習俗是臺灣特有的特色。

### 教育

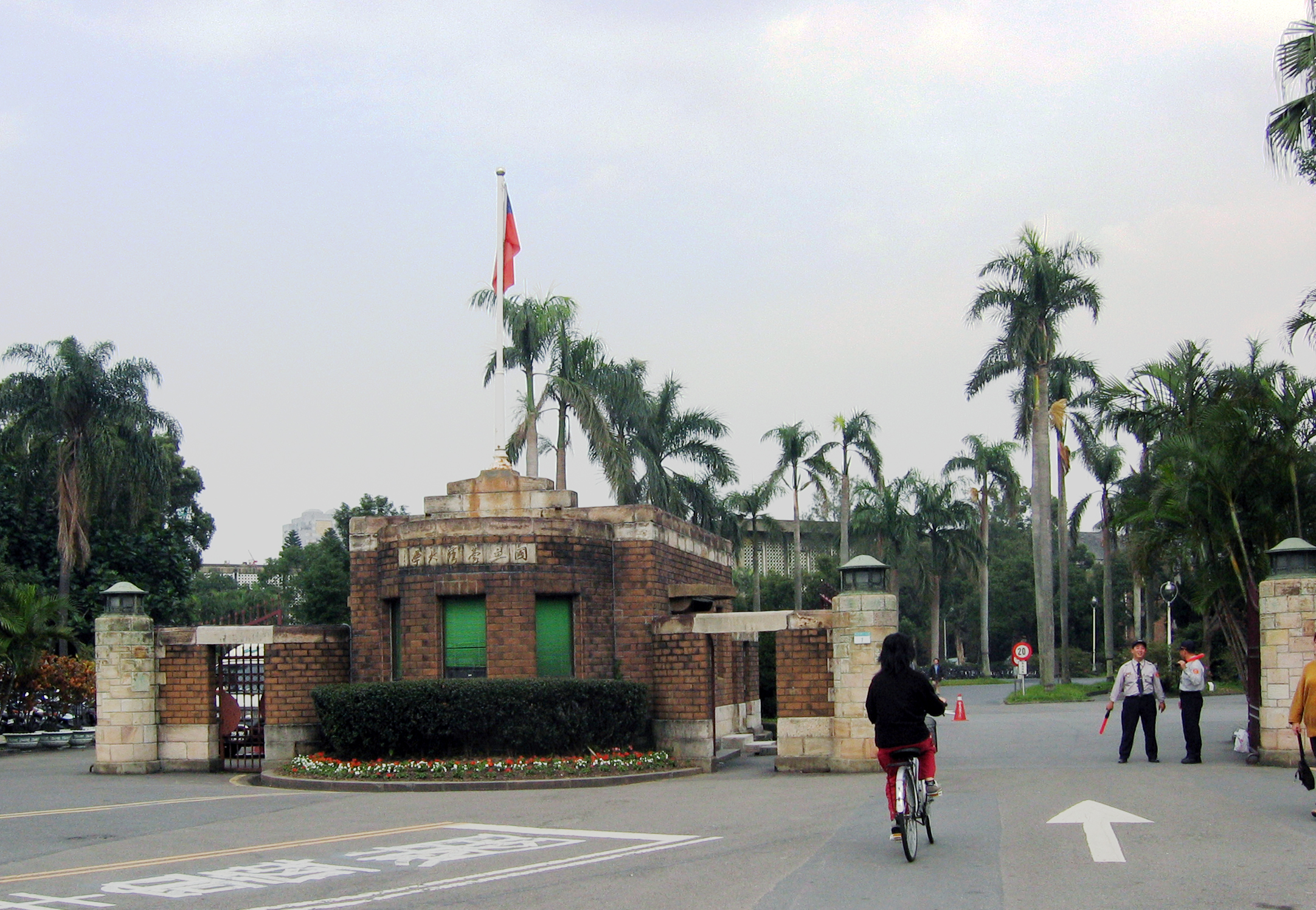
位於臺北市區的國立臺灣大學

臺灣現行學制實施12年國教。各級學制為國民小學6年制、國民中學3年制，高級中學3年制（含高級職業學校）、一般大學4年制，部份大學法律系所、建築系所、獸醫學系為5年制，牙醫系為6年制，醫學系為6年制。技職教育體制有五年制專科學校（五專）、二年制專科學校（二專）、二年制技術校院（二技）與四年制的科技大學及技術學院（四技），大學可設置研究所，培育碩士及博士等研究人才。
臺灣的高等教育相當發達，已有172所大學院校，分別提供重理論的普通大學、與重實務的科技大學或技術學院。臺灣每年有14萬名考生參加1月底或2月初的大學學測，有7萬名考生參加7月1日到7月3日的大學指考；九十九年大學指考分發結果，學生錄取率達94.87%。另有16萬名考生參加4月中的四技二專統測，九十九年四技二專日間部登記分發結果，學生錄取率為85.44％。臺灣有153所大學院校設有研究所，但是每年也有許多學生選擇出國留學，包括平均每年赴美國留學的1.3萬人。
在高級中等教育方面，可分為強調綜合理論與道德素養教育的高級中學與以技職教育、職場專業培養為方針的高級職業學校（皆為三年制）。
另在非正式教育機構還有2歲到6歲學前機構幼稚園，訓練學生加強某特定科目的補習班，家庭教育也是教育的重要一環。社會教育方面，臺灣終身教育風氣盛行，各地都有專為成人教育設計的學院機構。技術教育方面，臺灣有隸屬行政院勞委會的職業訓練中心與民間各類語言或電腦等學習機構。由於網路發達，因此不少機構及坊間開辦網路教育，以建構網路學習環境，激發學習動機，進而帶動網路學習。

## 文化

鹽水蜂炮

臺灣人從出世、成年禮、婚禮、壽禮至喪禮與祭禮，伴隨一套嚴謹的生命禮俗、祭儀與禁忌。順應歲時節令，傳承了以舊曆、傳統宗教信仰作為基礎的正三大節：廿九暝、七月半與清明（亦或三月初三）；而端午、中秋與重陽則為節慶三大節。臺灣各地隨著不種的移民與風俗，匯聚著深具特色的民俗祭禮與慶典，如每年一度的迎媽祖北港三月十九、元宵節著名的地方民俗活動苗栗龍、鹽水蜂炮、王爺遶境儀式的東港迎王平安祭典、中元普渡時的頭城搶孤、三峽祖師廟神豬比賽等。臺灣廟宇香火鼎盛，廟宇文化臺灣發揚光大，臺灣的城隍，媽祖，關聖帝君等祭典活動成為臺灣特殊文化，神祇陣頭結合武學和藝術的八家將、宋江陣、舞龍舞獅民俗表演變成臺灣特殊技藝文化，著名有明華園、霹靂布袋戲、九天民俗技藝團等，其中有些表演團體已邁向國際舞臺。在神祇誕辰則常出酬神戲如歌仔戲、布袋戲、戶外電影等，但近期有被電子花車或康樂隊取代趨勢。
傳統民眾頗盛行採信農民曆，農民曆又稱黃曆，並依所載吉辰良時作為房屋落成、新店開張，或婚喪喜慶等日常活動之準則，也會依其生肖沖卦作為婚姻參考。由於民間盛行安太歲習俗，不少民眾在新春期間會依農民曆所載衝犯太歲的生肖而到寺廟請求安太歲並安置光明燈，再由寺廟代為舉行祭祀活動，以趨吉避凶。

### 文學藝術

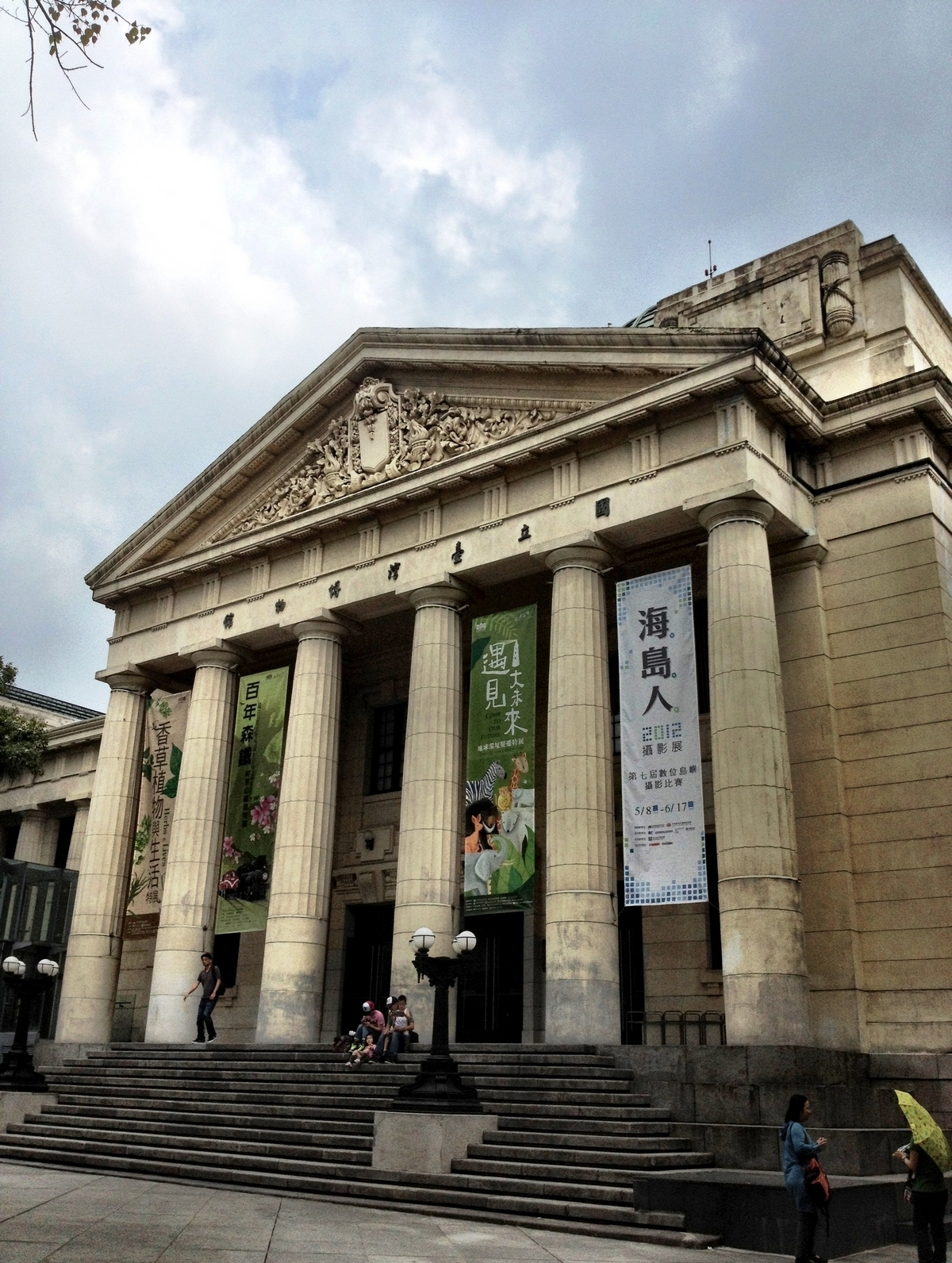
國立臺灣博物館

在中華民國政府遷臺初期，政府大力推行反共、懷鄉文學，著名反共文學作家有王藍（代表作《藍與黑》）、姜貴（代表作《旋風》）和司馬中原（代表作《狂風沙》）。同時，西方現代文學也是當時臺灣文壇的重要力量，白先勇、王文興為其代表，而現代主義文學代表作則有《臺北人》、《家變》等。1960中後期開始，一些本土作家以《臺灣文藝》、《笠詩刊》為陣地，重拾鄉土素材，關注農民與勞工等底層階級的命運，作品隱含批判精神，1977年引發鄉土文學論戰。解嚴後，文學更加多元化。近幾年，伴隨網路興起，網路文學成為新的風潮。
戒嚴時期，政府以官方力量推動文化發展，推動中華文化復興運動，文化呈現反共、傳統、一元的特質。1987年，臺灣解嚴後，多元文化思想受國內外許多因素推波助瀾下逐漸興起。1996年，開始出現本土化或去中國化浪潮。
臺灣目前有三所著名之藝術大學，分別是國立臺灣藝術大學、國立臺北藝術大學、國立臺南藝術大學。
舞蹈方面，除了充分表現臺灣文化意含的民俗舞蹈（如：八家將、新港舞步、陣頭），而臺灣在現代舞的成就相當非凡，尤其林懷民先生所創立的雲門舞集。

### 舞台表演

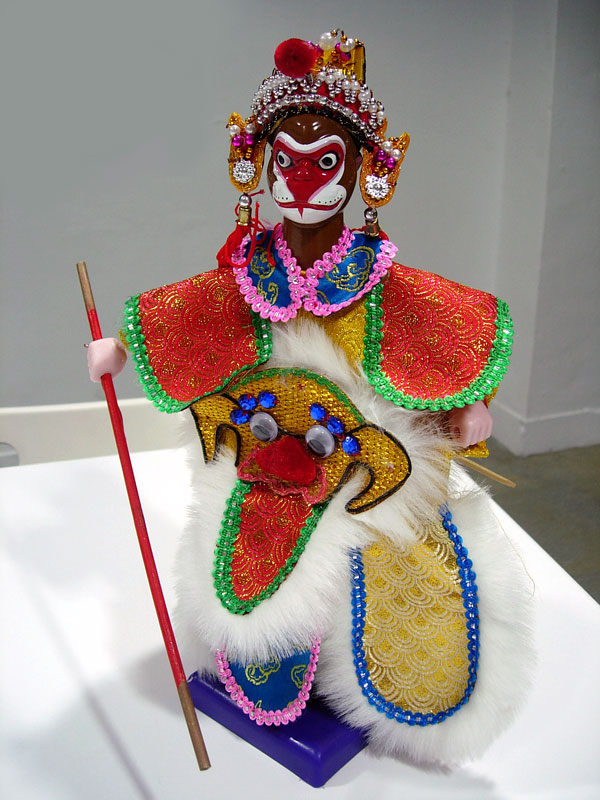
布袋戲

臺灣的美術在日治時代主要以在「帝展」、「臺展」等官辦美展中活躍的畫家為主，日本文化和西洋畫風是當時的主流。1950年代，畫壇主流以大陸來臺的水墨畫家與日治時期的本土西畫家為主，繪畫技巧比較傳統。1960年代開始，新生代畫家引入西方的抽象畫等風格，美術風格走向西化。1970年代鄉土意識抬頭後，繪畫題材再趨本土化。解嚴之後，美術界生態多元自由，風格也日益前衛。戲劇方面在戰前，歌仔戲、布袋戲等本土劇種極受臺灣百姓歡迎。日治中期以降，還有新劇等劇場表演出現。此外，也有日本傳統藝能傳入。二戰之後，由於早期政府的大力推廣下，京劇等大陸劇種在臺灣得到大力扶持；另一方面歌仔戲、布袋戲等本土劇種則仍是庶民大眾的重要娛樂方式。隨著電視的出現，布袋戲、歌仔戲開始講求聲光效果，重新獲得人們的重視。而國劇與國語話劇則融入創新元素，經常以小劇場等形式表演，舞臺劇表演成為臺灣極具活力的藝術活動。日治時代，留聲機和唱片傳入臺灣，1930年代臺語流行歌曲形成。戰後初期，臺語歌曲一度流行，音樂界也配合「反共抗俄」的政策，基於對於馬列主義的反談，創作了大量反共愛國歌曲。在民間，由香港傳入的國語流行歌曲和美國音樂風行一時。1970年代，知識青年疾呼「唱自己的歌」，校園民歌因此風行，此時知名的民歌手有胡德夫、楊弦、李建復、施孝榮、邰肇玫、黃大城、葉佳修、蘇來、包美聖、潘安邦等，之時唱紅了許多清新的民歌，比如：中華之愛、抓泥鰍、龍的傳人、鄉間的小路、如果、秋蟬、風中的早晨、讓我們看雲去、小草、風告訴我、再別康橋。而同一時期，臺語流行樂壇受到1970年代以後受日本演歌文化影響，那卡西和夜總會等秀場文化在臺灣也十分盛行，如江蕙、黃乙玲等知名臺語歌手即是出身秀場的代表人物。
1980年代，講究「字正腔圓」的國語老歌風行一時，其代表人物是有亞洲歌后之稱的鄧麗君和金鐘獎歌王費玉清，費玉清至今仍在兩岸三地和全球華人地區，演唱會連連滿場深受青睞，有華人的地方就有鄧麗君和費玉清的歌聲。受到西方搖滾樂的影響，民歌時期結束後，羅大佑等人將社會百態、政府等當時受到壓榨的百姓生活寫成歌曲，造成知識份子一時引起的共鳴。1990年代以來，臺語歌曲更為多元活潑，成為不分南北的主流，客家與原住民族歌手亦時有推廣母語之作。由於臺灣解嚴與社會風氣漸開，造就自由化的創作與發展環境，日本的歌手逐漸來臺發展。除了臺灣本土歌手，香港、澳門、新加坡、馬來西亞、中國大陸等其他華人地區的歌手大多來臺發展，使臺灣成為世界華語流行音樂的中心，也因如此成就了許多歌手，如臺灣出身的、張雨生、伍佰、張惠妹、周杰倫、蔡依林、蕭亞軒、王心凌、張韶涵、杨丞琳、罗志祥、萧敬腾以及還有出身臺灣的團體五月天、S.H.E外；也成就了來自香港的張學友、劉德華、郭富城、鄭秀文、李玟、Twins；中國大陸的王菲、丁噹；以及來自新馬的光良、梁靜茹、孫燕姿、蔡健雅、林俊傑等。。

### 影视

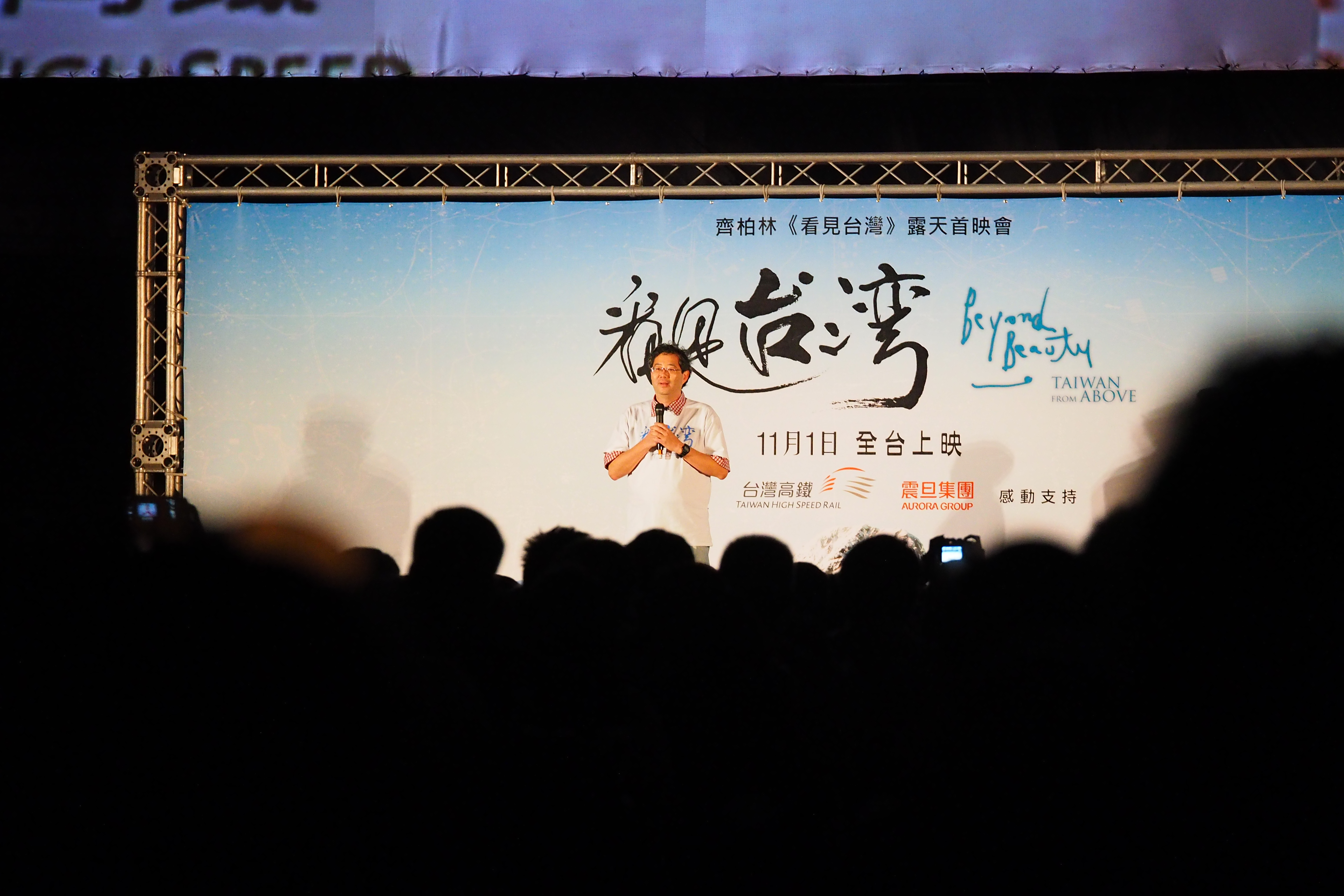
導演齊柏林在所執導的《看見臺灣》露天首映會

臺灣電影起始於日治時期，二戰後隨著兩岸的分治，臺灣電影在官營製片廠的經營下，拍攝大量國語劇情片，其中不少都帶有反共色彩。同時，閩南語電影也悄然興起，題材以民間故事等為主。1960年代，健康寫實電影成為電影界的主流，代表作有《蚵女》、《養鴨人家》等。同時，香港電影也影響到臺灣本地的電影製作路線，愛情片、武俠片和功夫片成為一時的主流。1970年代，伴隨著外交困境，中影製作了大量的愛國政宣影片，如《梅花》、《汪洋中的一條船》等。1970年代末期，以翻拍作家瓊瑤的小說為主的愛情片，在臺灣掀起一陣潮流，捧紅了雙生（秦漢、秦祥林）雙旦（林青霞、林鳳嬌），搭配電影的主題曲也大為流行，比如：雁兒在林梢、我是一片雲。1980年代起，《兒子的大玩偶》等影片開始了「新電影」風潮。解嚴之後，以侯孝賢的《悲情城市》為代表作，之後新浪潮電影興起，李安與蔡明亮成為這一時期的代表導演。同時，伴隨著美國電影為主的洋片的大舉進入，加上臺製電影以小眾觀賞的藝術電影為大宗，國片的環境與市場日益萎縮低迷，雖偶有電影出現票房佳績，且每年均有臺製電影在國際的電影獎獲獎，但臺灣電影產業在整體上仍然呈現疲態。經過1990年代以來的低迷後，2008年上映的《海角七號》創下超過新臺幣5億元的票房成績，並帶動同期上映其他臺灣電影的票房上揚，為長期低迷的國片注入一劑強心針。自此，臺灣自製電影開始在市場上占有一席之地，而且一反以往藝術電影佔多數的狀況，市場較大的商業電影重新成為臺灣電影產業的主流，如2011年上映的《那些年，我們一起追的女孩》和《賽德克·巴萊》，自該年8月中旬至10月上旬，連續8週躍居臺北週末票房冠軍，改寫美國電影獨占市場鰲頭的局面，被視為臺灣「國片復興浪潮」的一個重要象徵。2013年上映、以全高空拍攝畫面、講述臺灣環境現況的《看見臺灣》是臺灣電影史上耗資最高的紀錄片。

### 活動

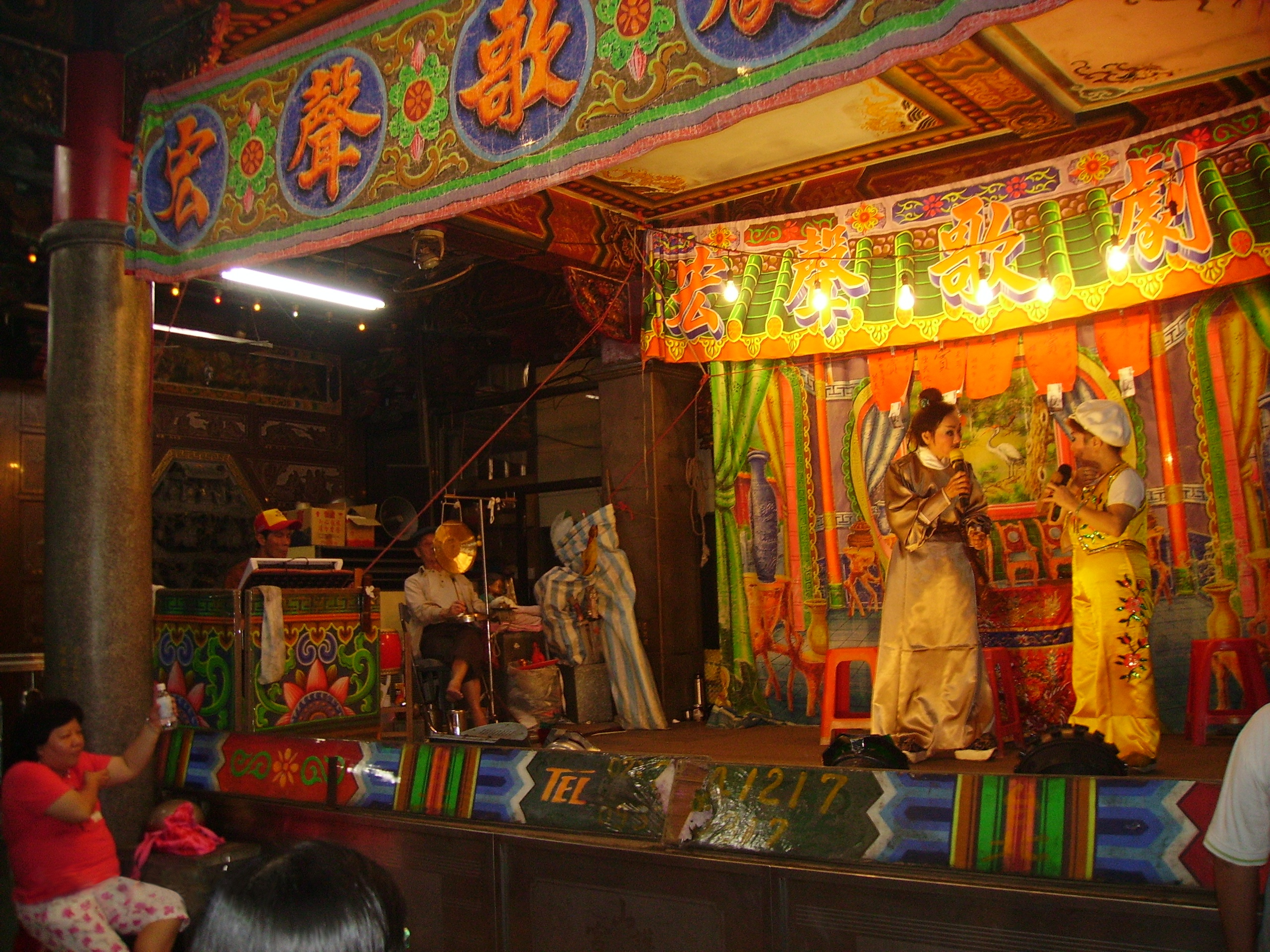
歌仔戲為臺灣的傳統戲曲

行政院新聞局2006年年初舉辦「尋找臺灣意象」系列活動，係作為定位臺灣「國家品牌」的一個起點，希望透過全民參與凝聚共識，發掘臺灣許多美好而獨特的風貌。民眾和網友以手機票選和網路票選出足以代表臺灣的「臺灣意象」24名，共有529,676票。再以五大意象為主題舉辦臺灣意象徵圖活動，依票選名次分別為布袋戲、玉山、臺北101、臺灣美食、櫻花鉤吻鮭、臺灣島嶼圖、阿里山、花蓮太魯閣、原住民族圖騰、雲門舞集、總統府、日月潭、客家桐花、歌仔戲、廟會、野百合、高雄市愛河、蝴蝶蘭、晶圓、圓山大飯店、鳳尾蝴蝶、臺灣獼猴、24小時的生活、元宵花燈。
民眾自行推薦的意象前五名則為KTV、小綠人、慈濟、「臺灣人的精神」以及淡水。
2000年代以來，臺灣各領域的人物陸續在國際上以各種的獎賞、戰績、事跡、發聲，進而引發全球目光對臺灣的關注，讓臺灣一躍成為國際間矚目的名字。臺灣之光一詞為近年才出現的，因臺灣長期參與國際社會阻撓與政治上的兩黨分眾；當陸續有臺灣人以實力站上國際矚目舞臺往往會引起激勵、團結國內社會；一般都是超越政治認同並引發臺灣認同。臺灣的媒體與公眾將許多臺灣之最、臺灣第一的人事物，陸續的冠以「臺灣之光」的頭銜，進而團結民心，產生民族正氣、驕傲。其中不乏傑出的運動員、藝術家、學術界、NGO組織、市井小民、感動人物等領域。

### 饮食
臺灣飲食從最早期的台灣原住民飲食、荷蘭及西班牙殖民者文化、到清治時期閩南、客家人的飲食，日治時期的日本料理與引進西方飲食、而後中華民國政府播遷台灣，帶來中國大陸各省的飲食文化，發展出一套揉合大江南北與西餐的飲食文化。
臺菜比較重視「鮮、香、清、淡」，臻於食材鮮美、原味的風格。臺灣小吃的特色是就地取材。因為臺灣四面環海且漁產豐富，因此海鮮是街頭常見的料理之一。
1980年代崛起的泡沫紅茶文化是臺灣茶文化中較新的發展分支，帶動各種連鎖茶飲店及手搖飲店的成立，口味亦極為多變，其中最為人所熟知的珍珠奶茶，已成為臺灣的代表性食物之一。

### 各族群文化
臺灣文化的原型由原住民文化與中國渡來漢人的閩南文化、客家文化融合。而荷蘭、西班牙、鄭氏、清帝國與日本先後統治臺灣，加上當代歐洲、美國與香港、東亞、東南亞文化對臺灣的深刻影響，臺灣文化也融合了其文化特色。
原住民各族各具特色的傳統歲時祭儀文化，如布農族文化為射耳祭（以箭射獸耳禱求獵穫豐收）與小米祭、皮衣製作技巧、多音部合唱；鄒族則是戰祭、收穫祭與揉皮技術；賽夏族每二年舉辦一次矮靈祭；達悟族的飛魚祭；排灣族人的五年祭；魯凱族的陶壺及琉璃珠製作、雕刻藝術；卑南族則為海祭、男性的猴祭及女性的鋤草祭；阿美族的無半音五聲音階等等。
客家族群強調的文化，是以刻苦耐勞、堅韌剛強、開拓創業、團結奮進的「硬頸」精神而著稱的。客家族群從中原遷徙往南發展並保持了強大凝聚力，在語言、風俗、習慣、文學藝術等方面。

### 外來影響
臺灣除了受到南島文化及中華文化影響之外，外來文化以日本文化對臺灣影響最大，從日治時期受到日本的溫泉、日本酒、雜燴、和室……等影響，到現今日式料理、卡拉OK、電視劇、漫畫、動畫片、電視遊戲、流行時尚等，目前臺灣有三個電視頻道專門播放日本節目和日本動畫，影響可謂深遠。許多年輕人喜歡日本偶像明星、蒐集日本流行資訊，這些喜歡日本文化的青年人稱為哈日族。根據2010年臺日交流協會實施的民調結果顯示，超過5成以上的臺灣民眾認為日本是最喜歡的國家，更有7成多的民眾表示，對日本感到親近。與韓國日漸仇日化相比，由於戰後對親日本省人長期大規模鎮壓，且臺灣在日本時代的蓬勃發展，臺灣歷史文化中日本時代思想持有者具有一定的勢力影響。再則，1945年國民政府接管臺灣，由於政府官員貪汙腐敗、軍隊目無法紀無惡不作、民不聊生路有餓莩，政府接管一年多累積了龐大民怨能量，導致發生二二八事件，臺灣人於是乎有了「國民黨為外來政權」的說法，因此懷念日治時期，而有親日的現象。
西方文化也對臺灣影響不少。早期有殖民和傳教，一方面是由於天主教、新教等基督教宗派，在臺灣地方文化中扮演默默紮根角色，如改編母語詩歌，偏遠地區地方教堂的貢獻等。此外，歐美教育在臺灣教育界中往往被引為典範，近年來臺灣教育改革就是基於歐美教育的精神而制定的，臺灣的森林小學以及小留學生文化也是深受歐美影響。
而從1990年代起進入臺灣公眾視野的東南亞籍移工及外籍配偶，帶來的飲食和習俗也對臺灣社會有著浸透性的影響。

### 體育

#### 國際賽事
立國於臺灣的中華民國囿於政治因素，多以「中華臺北」（Chinese Taipei）名義參加國際體育競賽，其國家隊被稱為中華隊。目前臺灣實力較强的項目有棒球、籃球、壘球、跆拳道、撞球、乒乓球、羽球、網球、軟式網球、高爾夫球、巧固球、射箭、田徑和射擊運動以及排球等。2004年雅典奧運靠著跆拳道選手陳詩欣及朱木炎奪下奧運參賽史上的兩面金牌。2006年成棒隊在杜哈亞運拿下了第一面亞運金牌。而巧固球則至1980年代以來數十次地在世界巧固球錦標賽以及洲際賽事中得到世界冠軍。2009年於高雄市舉辦的世界運動會為臺灣首次主辦的國際性綜合運動會，以及成功申辦2009年第21屆臺北聽障奧林匹克運動會，此賽事為第一次移師至亞洲舉行。2010年底，跆拳道因為黑襪事件備受臺灣輿論關注。2013年世界棒球經典賽B組賽事，在臺灣舉行，中華隊打進前八強。之後臺北市爭取到2017世界大學運動會，是臺灣歷年來獲得主辦層級最高的國際體育賽事。

#### 球類運動

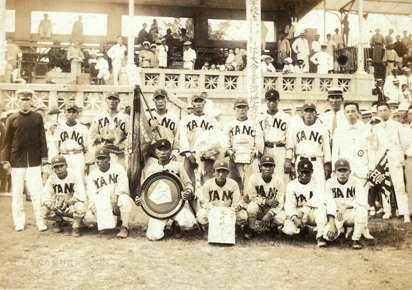
嘉義農林棒球隊於1931年贏得甲子園高校野球大會準優勝（亞軍）

棒球是臺灣最受歡迎的運動之一，被稱為「國球」，在日治時期由日本引進。1992年夏季奧林匹克運動會棒球比賽獲得銀牌。1990年，中華職棒（CPBL）正式成立，使得臺灣成為繼日本和韓國之後，亞洲第三個擁有職業棒球聯盟的國家。之後一度因爆發簽賭假球事件及臺灣大聯盟的成立，導致觀眾人數銳減，但在2001年主辦世界盃棒球賽並奪得第三名後，再現棒球熱潮。不過隨著職棒票房在2006年球季呈現大幅衰退，2008年又再度爆發黑道介入簽賭案，導致多支球隊解散，或因經營困難而轉賣改名，至2010年代後期才逐漸好轉。目前中華職棒有中信兄弟、統一7-ELEVEn獅、富邦悍將、樂天桃猿、味全龍、台鋼雄鷹等6支一軍球隊。早在日治時期就已有多位臺灣棒球好手前往日本打球，綽號「人間機關車」的吳昌征能投善打，於1995年進入野球殿堂。近年來則有許多球員赴美打拚，目前已有陳金鋒、曹錦輝、王建民、郭泓志、胡金龍、倪福德、陳偉殷、林哲瑄、李振昌、羅嘉仁、王維中、胡智爲、林子偉、曾仁和、黃暐傑、張育成等人曾經登上大聯盟。2014年4月10日，爆米花夏季棒球聯盟宣布成立。
臺灣籃球在1994年到1999年間曾經有中華職業籃球聯盟（CBA），後來演變為半職業性質的超級籃球聯賽（SBL）；2020及2021年，又成立了P. LEAGUE+、T1聯盟等兩個職籃聯盟。
巧固球在臺灣雖不如棒球或籃球等運動知名，臺灣卻擁有世界第一的球技，此紀錄持續30多年至今。1977年由國立臺灣師範大學的教授方瑞民引進，經過幾年推廣後，1980年第一次參加世界性比賽，1982年在法國舉辦的第三屆國際巧固球錦標賽中奪得男子組冠軍，揭開臺灣巧固球輝煌歷史。2009年高雄世運，臺灣亦拿下巧固球男女兩組雙料金牌。

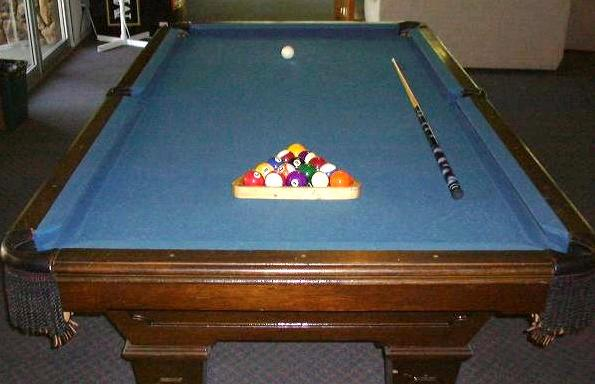
花式撞球

臺灣的花式撞球是少數曾奪得世界第一榮銜的運動項目之一。趙豐邦在1993年與1997年兩度成為世界總排名第一，也在1993年及2000年獲得世界花式撞球錦標賽冠軍。吳珈慶則於2005年獲得世界花式撞球錦標賽冠軍，成為賽史最年輕球王。郭柏成則在2005年與2010年獲得世界花式撞球錦標賽亞軍。楊清順於1990年代至2000年代間多次獲得國際性重要花式撞球比賽的冠軍。女子選手方面，陳純甄在1999年排名高居世界第一。柳信美在1999年和2002年兩度奪得世界錦標賽冠軍，也是首位拿到世錦賽冠軍的亞洲女子選手，她在2003年排名世界第一，次年即拿下安麗盃冠軍。2008年林沅君亦拿下女子世錦賽冠軍。近幾年，男子選手張榮麟及張玉龍多次在大賽中獲得極佳的名次，張榮麟甚至在2012年亦得到世界第一的榮銜，成為繼趙豐邦以來第二位排名世界第一的臺灣男子選手。2014年張玉龍在短短一個月內，勇奪中國公開賽男子組冠軍及世界男子九號球錦標賽季軍。而新生代選手柯秉逸及柯秉中兩兄弟亦在國際上各賽事得過許多佳績，柯秉中在2013年青少年世錦賽中奪得冠軍。女子選手周婕妤更是自安麗盃改制以來奪得最多次冠軍的女子選手，分別為2009、2012及2014年。2015年安麗盃改制回錦標賽模式，由林沅君兩度奪冠。

#### 電子競技
2012年由Riot Games所舉辦的英雄聯盟S2世界大賽中，台港澳代表台北暗殺星（TPA）擊敗AZF與M5等強隊，得到世界冠軍。為參與2013年亞洲室內武藝運動會，臺灣組成中華電子競技代表隊奪下13面銅牌。

## 延伸阅读
[在维基数据编辑]
 《宋史·卷491》，出自脱脱《宋史》

## 外部連結
- 臺灣概覽 - 中華民國國家圖書館（页面存档备份，存于）（繁體中文）
- 臺灣觀光旅遊網（页面存档备份，存于）（繁體中文）
- 我的E政府（页面存档备份，存于）（繁體中文）
- 從外太空看臺灣，360度環場虛擬實境 VR（页面存档备份，存于）（需安裝QuickTime）
- 中央研究院-臺灣百年歷史地圖系統（页面存档备份，存于）（繁體中文）